# Chinese schilderkunst

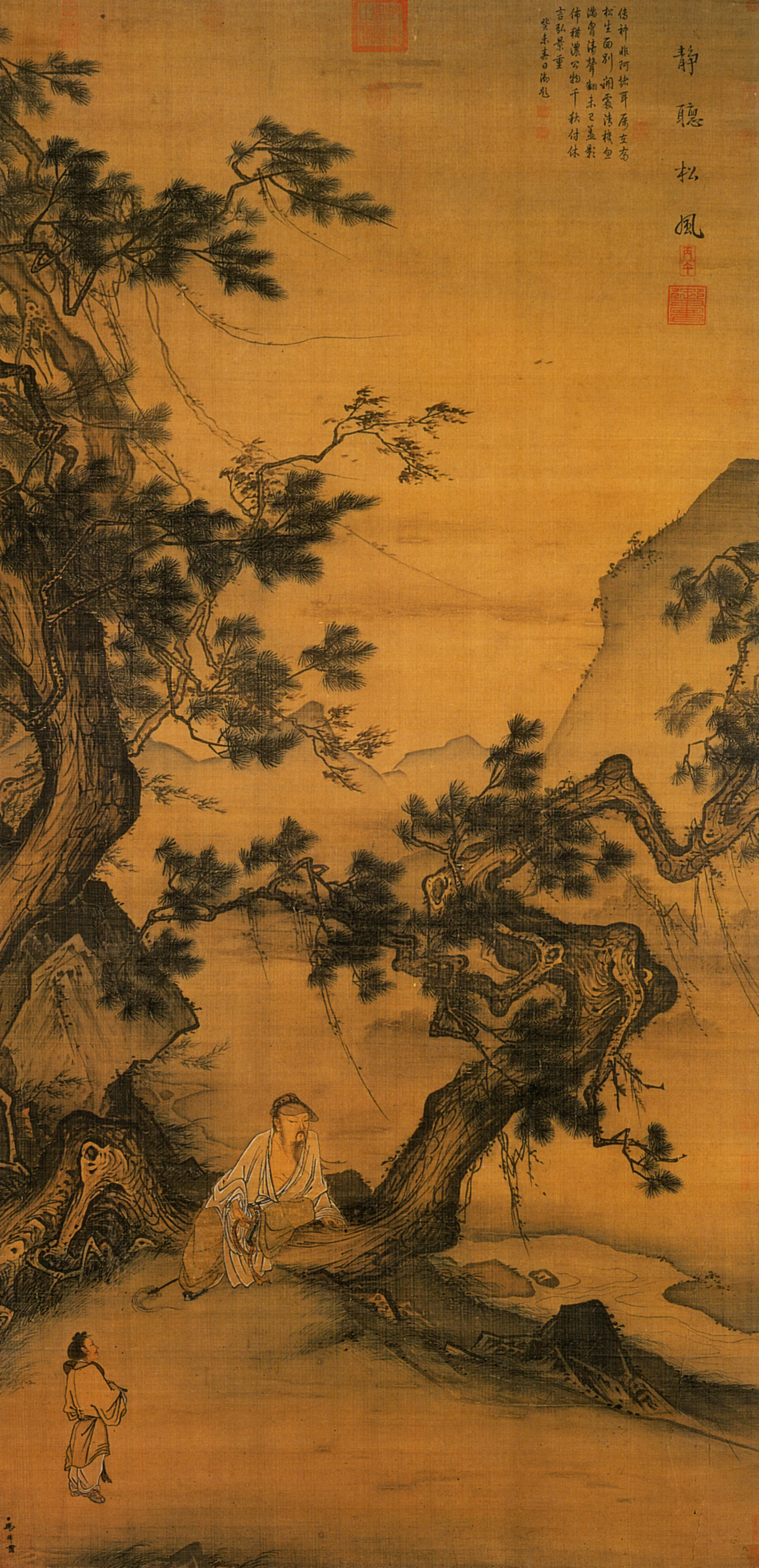
Rustig luisteren naar de wind in de dennen (vóór 1246) door Ma Lin, hangende rol met gewassen inkt en kleur op zijde

De Chinese schilderkunst is een van de oudste tradities in de kunstgeschiedenis. Ze werd in belangrijke mate beïnvloed door de opeenvolging van keizerlijke dynastieën, maar vertoont desondanks een opvallende continuïteit. Ook na de oprichting van de republiek China is haar identiteit grotendeels bewaard gebleven.
Een belangrijk kenmerk van de Chinese schilderkunst is de nadruk op een vaardige penseelvoering, niet op natuurgetrouwheid. Traditioneel schildert men in China met Oost-Indische inkt en pigmenten. Schilderwerken zijn uitgevoerd in de gedetailleerde gongbi-stijl of in gewassen inkt. Deze laatste techniek vertoont veel overeenkomsten met de Chinese kalligrafie. Verder zijn de schilderwerken doorgaans rijk aan symboliek en voorzien van een of meer gekalligrafeerde gedichten.
In de loop der tijd hebben zich diverse genres ontwikkeld binnen de Chinese schilderkunst. De belangrijkste zijn shan shui-landschappen, portretten, vogel- en bloemschilderingen en bamboeschilderingen. De stijl is sterk afhankelijk van de scholing van de kunstenaar. De hofschilders schilderden naar de luimen van de keizerlijke hofhouding, wat resulteerde in perfectionistische en gedetailleerde schilderingen in opvallende kleuren. Onafhankelijke literati (geletterde ambtenaren) van de Zuidelijke School schilderden voor hun eigen genoegens en maakten expressieve en abstracte inktschilderingen. Chán-monniken gebruikten de schilderkunst om verlichting te bereiken.
Vanaf de 17e eeuw werden westerse technieken als lijnperspectief, schaduwwerking en clair-obscur in China geïntroduceerd. Met het verval van de Qing-dynastie kwamen meer kunstenaars onder invloed te staan van buitenlandse kunststromingen. De Chinese schilderkunst had op haar beurt een grote impact op kunsten in de Chinese invloedssfeer. Daarbuiten is deze invloed echter nihil gebleven.

## Kenmerken

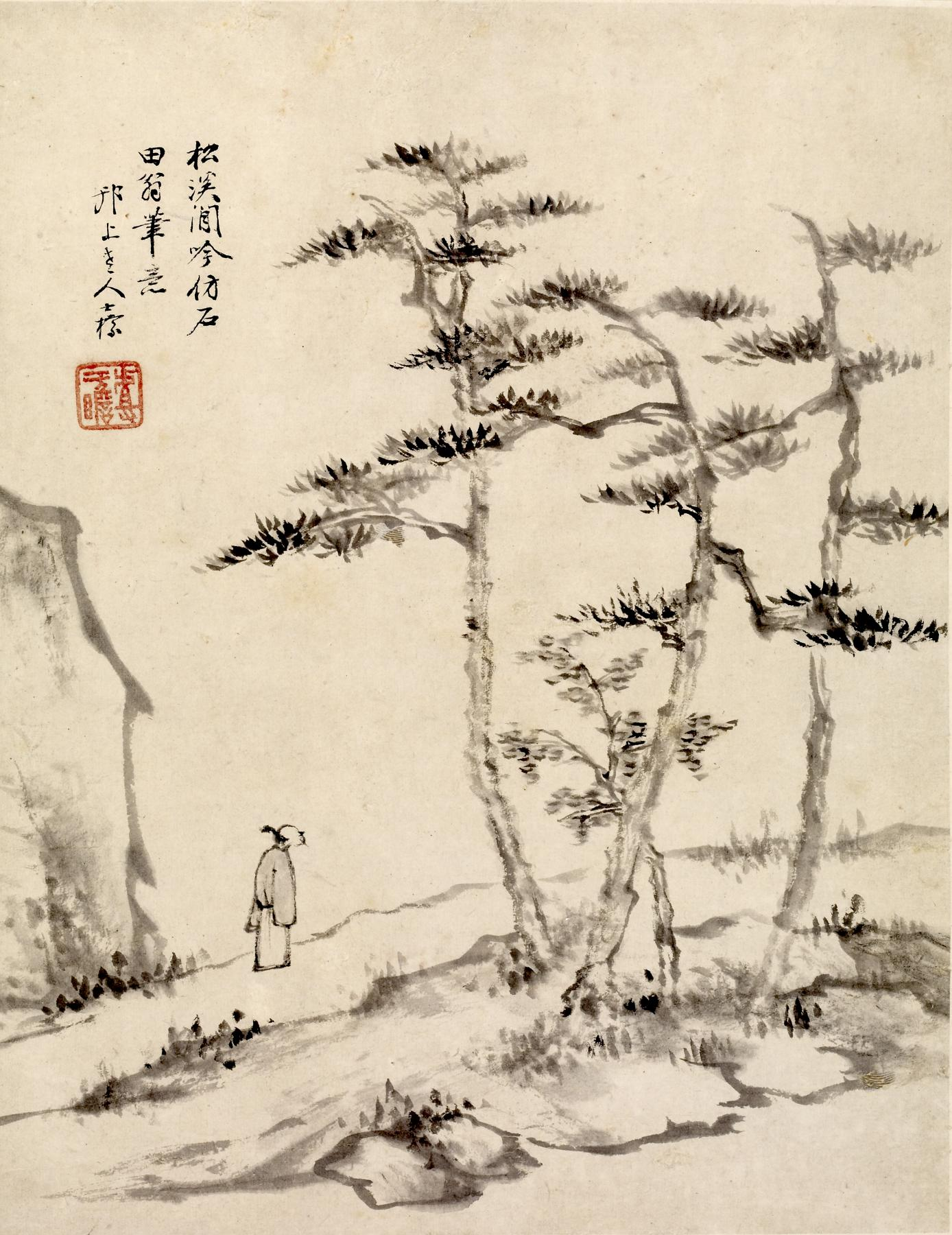
In vrije tijd gedichten zingen tussen de dennen (ca. 1687) door Shen Zhou

Schilderen in de traditionele stijl wordt in het Chinees guóhuà genoemd, wat letterlijk 'nationale schilderkunst' betekent. Hiermee wordt het verschil benadrukt met de westerse schilderkunst. De Chinese schilderkunst onderscheidt zich namelijk op verschillende terreinen. Uit respect voor tradities en omwille van de waardering voor oude meesters heeft ze relatief weinig veranderingen ondergaan. Kunstenaars borduren voort op bestaande technieken en stijlen, en gebruiken vertrouwde genres. Een schilderwerk wordt gewoonlijk periodiek voor een klein publiek getoond. Typisch zijn de verticale inscripties en zegels op het schilderwerk en de visuele boodschappen in de vorm van symbolen en woordspelingen.

### Techniek

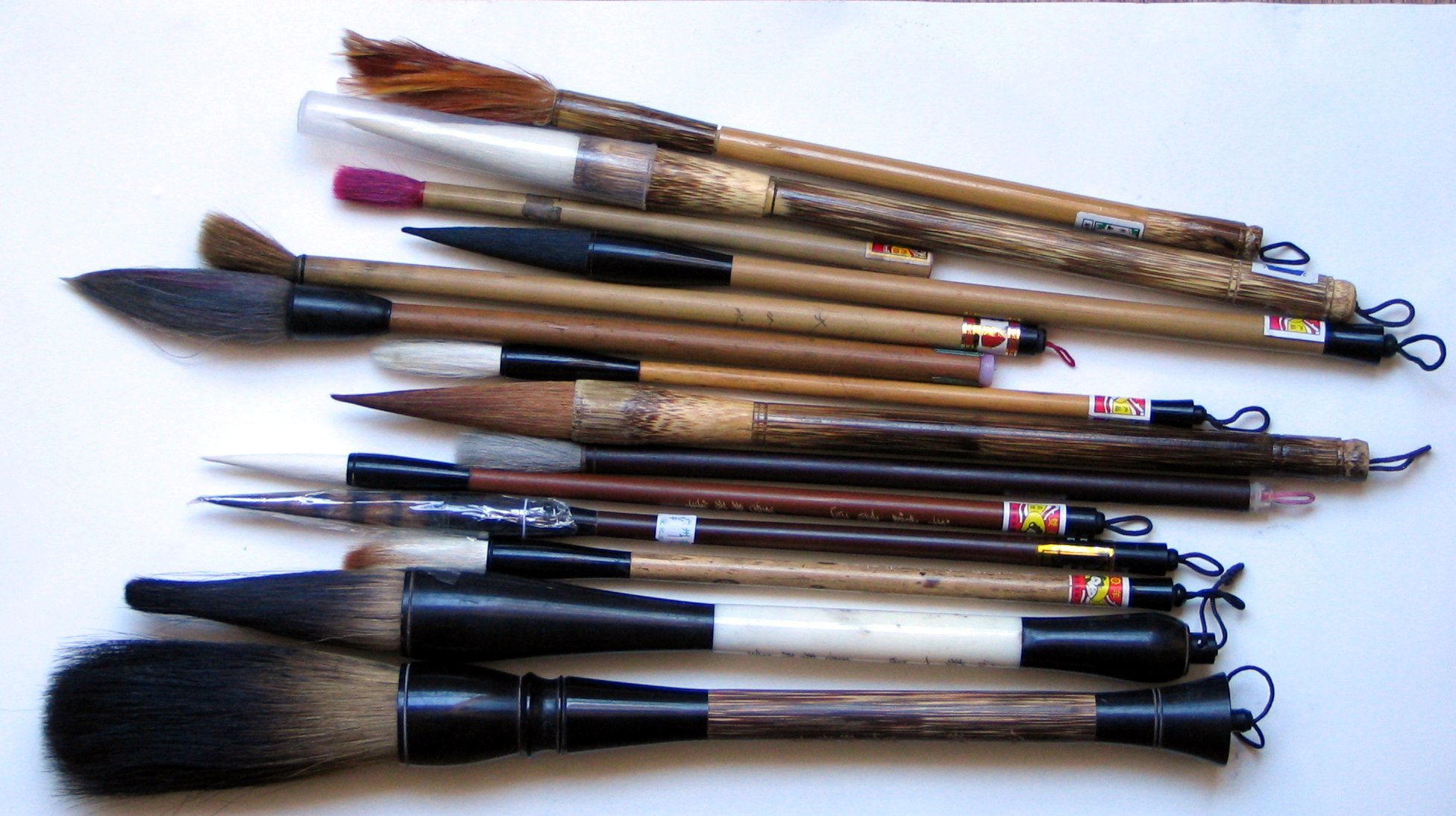
Inktpenselen worden zowel gebruikt om te schrijven als om te schilderen.

Voor een Chinees schilderwerk worden dezelfde materialen gebruikt als voor Chinese kalligrafie. Ook wordt het op dezelfde wijze beoordeeld op de dynamiek en expressiviteit van de penseelstreek, en de harmonie van de compositie. De Chinese schilderkunst is derhalve vooral een lineaire kunst; ze onderscheidt zich van de westerse schilderkunst door het ontbreken van schaduw en perspectief, en de nadruk op dynamiek en emotie.
Traditioneel schildert men in China met zwarte Oost-Indische inkt, die wordt verkregen door een inktstaaf op een vochtige inktsteen te schuren. De inkt bestaat uit roet en beenderlijm en is lichtecht, zodat de schildering eeuwenlang goed blijft. De schilder gebruikt penselen van allerlei afmetingen en vormen. Deze zijn gewoonlijk gemaakt van dierenhaar gevat in een bamboeschacht. De inkt wordt aangebracht op washi-papier of zijde, twee absorberende materialen die weinig tot geen correctie toelaten. Schilderen in inkt vereist daarom een grote vaardigheid en concentratie. Kunstschilders oefenen elke penseeltechniek tot ze genoeg routine hebben ontwikkeld. De druk, vorm en richting van het penseel bepalen de breedte en vorm van de lijn. Het dynamische karakter van de penseelvoering is voor veel kunstenaars het grootste aandachtspunt. Veel penseeltechnieken hebben in de loop der tijd een eigen naam gekregen.
Een veelgebruikte techniek is het schilderen in gewassen inkt. Voor verschillende tinten worden verschillende waterverdunningen gebruikt. Elke penseelstreek beïnvloedt de onderliggende inktlaag zolang deze nog niet is opgedroogd. De techniek wordt gebruikt voor uiteenlopende genres, waaronder bamboeschilderingen en landschappen. Een variant hierop is de mogu-techniek (沒骨; 'beenderloos'). Hierbij worden zowel inkt als pigment op de ondergrond 'gewassen'. Bonte vogel- en bloemschilderingen en verhalende thema's zijn vaak geschilderd in de gongbi-techniek (工筆). Door zeer precieze penseelstreken worden kleurvlakken begrensd door fijne donkere lijnen, om vervolgens met pigment te worden ingekleurd. Deze techniek laat minder ruimte voor expressie dan de mogu-techniek.

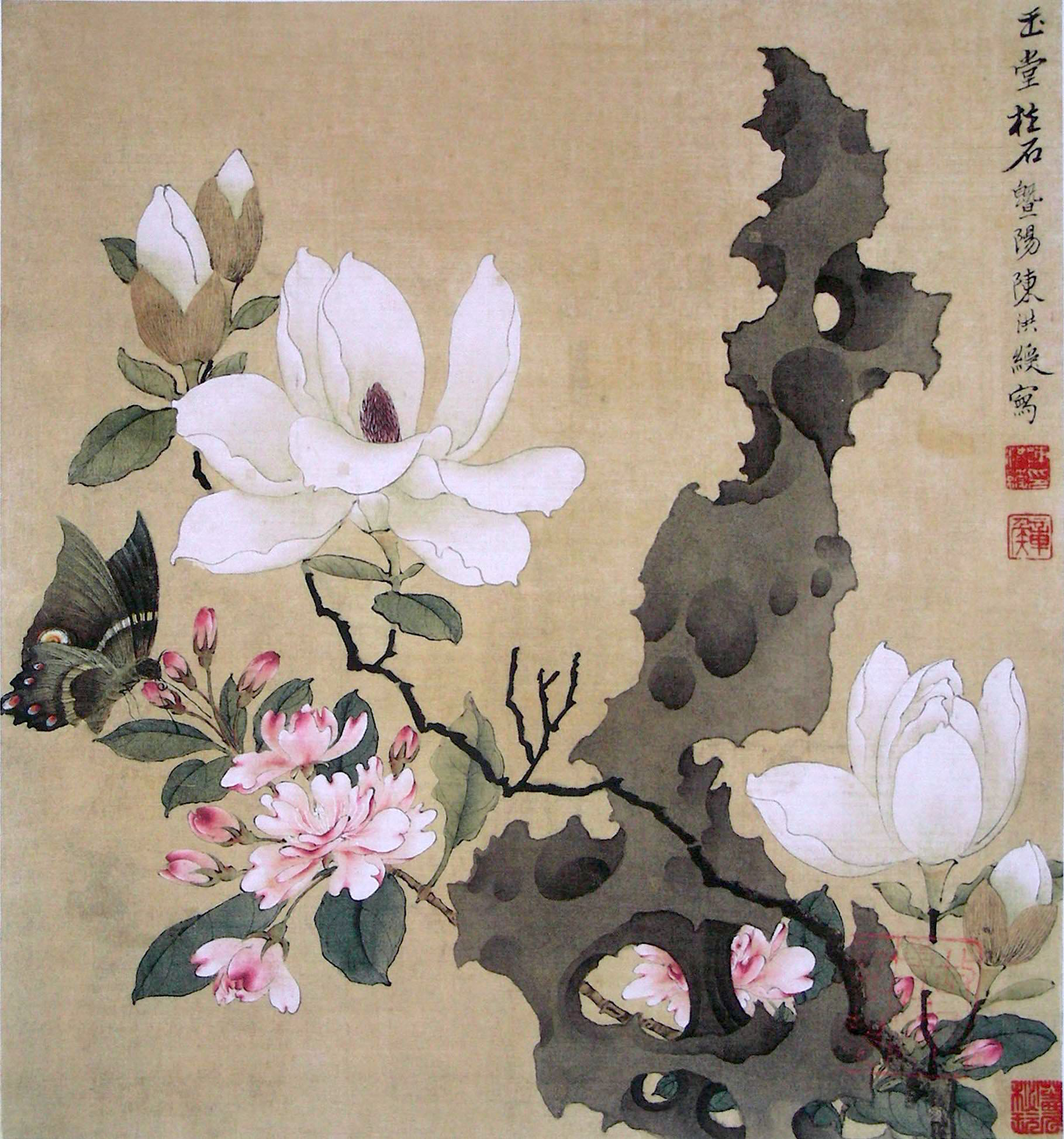
Magnolia en rechtopstaande steen - gongbi-schildering door Chen Hongshou
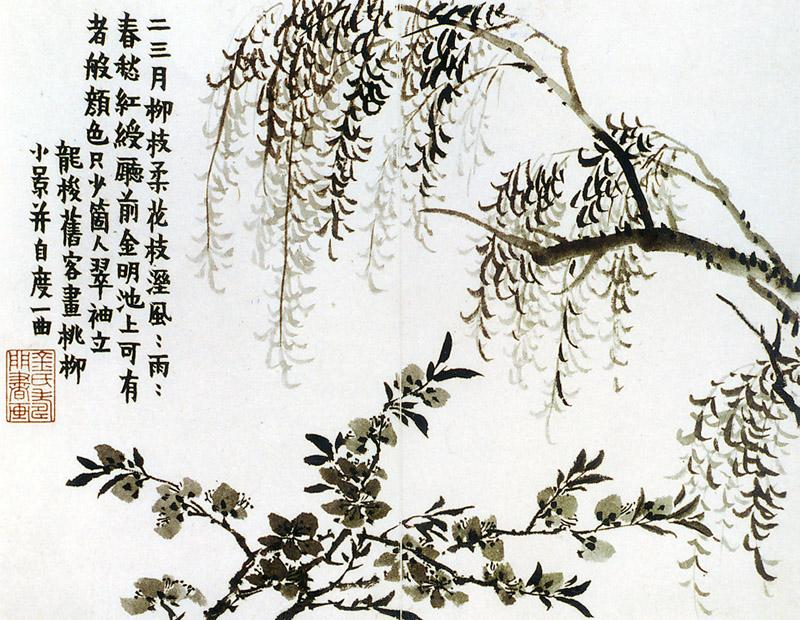
Wilg - schildering in gewassen inkt door Jin Nong[e]
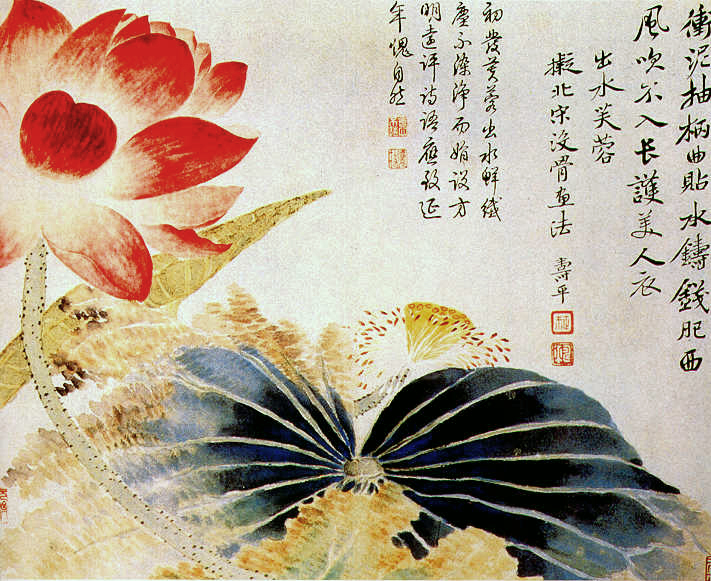
Lotusbloemen breken door het wateroppervlak - mogu-schildering door Yun Shouping[f]

In de Chinese schilderkunst wordt kleur gebruikt om aan een schildering vitaliteit te geven, maar kleur vormt vrijwel nooit een basiselement zoals in de westerse schilderkunst wel het geval is. Er wordt geen olieverf gebruikt, wel pigmenten die op gouache lijken maar meer lijm bevatten. Voor het schilderen op zijde worden doorgaans ondoorzichtige minerale pigmenten gebruikt, zoals azuriet voor blauw, oker of orpiment voor geel, cinnaber of lood voor rood en malachiet voor groen. Bij het schilderen op papier worden heldere plantaardige pigmenten gebruikt. Voor rood wordt bijvoorbeeld saffloer of meekrap gebruikt, voor geel Sophora-bloemen en voor blauw indigo.

### Presentatie

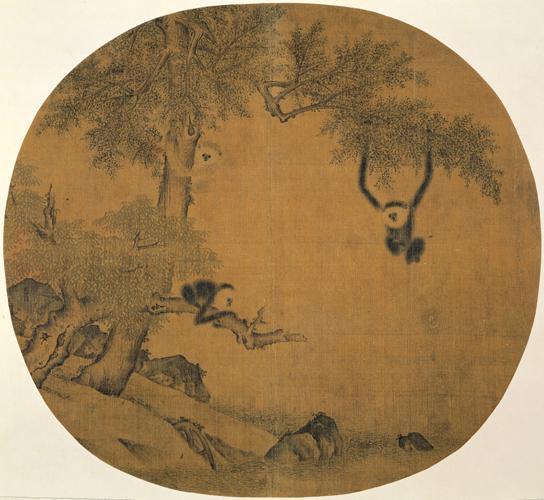
Beschilderde waaierschijf op albumblad door Yi Yuanji (ca. 1000–ca. 1064), een hofschilder die met name werd geprezen om zijn afbeeldingen van gibbons.

Een Chinees schilderwerk wordt meestal periodiek tentoongesteld; de beschouwing is derhalve een exclusief voorrecht. De schilderingen zijn aangebracht op eenvoudig op te bergen voorwerpen, zoals lakwerken kistjes, opvouwbare kamerschermen en waaiers. Een schilderwerk van papier of zijde is meestal op een albumpagina of rol bevestigd, gemaakt van stevig papier.
Aanvankelijk gebruikte men in China een waaier in de vorm van een bijna ronde schijf, veelal met handvat. In de 15e eeuw werd vanuit Japan de opvouwbare waaier geïntroduceerd. In een album zijn meerdere schilderingen verzameld, meestal van dezelfde kunstenaar. Op de bladzijde naast de schildering staat vaak een gedicht dat het werk aanvult. Ook een beschilderde waaierschijf zonder handvat werd dikwijls op een albumblad bevestigd.
De hangende rol wordt voor een beperkte tijd opgehangen en daarna weer opgerold en opgeborgen. De eigenaar kan een rol naargelang het seizoen of de aangelegenheid verwisselen. In de Tang-periode (618–906) werden richtlijnen opgesteld voor de vormgeving van de hangende rol. Zo wordt een schildering op een hangende rol meestal omlijst door papieren of zijden stroken, die als versiering dienen en als ruimte voor kalligrafieën en zegelafdrukken.
De handrol is een ander veelgebruikt middel om een schildering te demonstreren. Het is een boekrol die enkele meters lang en tussen de 25 en 40 centimeter hoog is. Het is de bedoeling om de handrol plat op tafel te leggen en telkens een gedeelte uit te rollen om het van rechts naar links te bekijken. Gewoonlijk bevat het een titelplaat aan de rechterzijde en een colofon aan de linkerzijde van het kunstwerk. Op de colofon kunnen zegels en commentaren worden aangebracht.
Muurschilderingen waren tot de Tang-periode dominant in de schilderkunst. De oudste voorbeelden waren rotstekeningen die het dagelijks leven in de Chinese prehistorie afbeeldden. Later werden muurschilderingen vrijwel exclusief voor didactische en religieuze afbeeldingen gebruikt.

### Opschriften en zegels

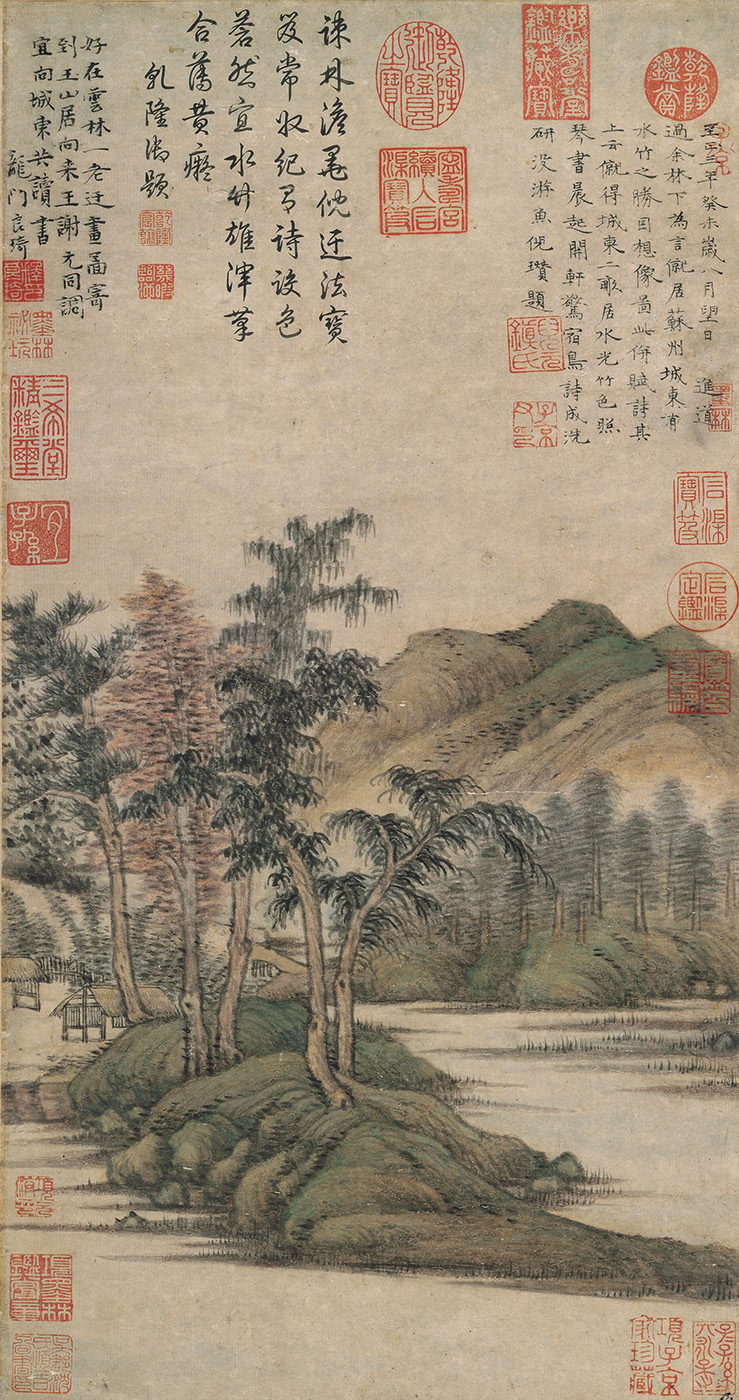
Water en bamboewoning door Ni Zan (1343). Aan het aantal zegelafdrukken is te zien dat dit werk regelmatig van eigenaar is gewisseld.

Een Chinees schilderwerk is gewoonlijk voorzien van verticale, gekalligrafeerde inscripties en rode zegelafdrukken. De kleur rood staat in de Chinese cultuur symbool voor leven, bloed en de zon. Het witte papier heeft de kleur van de goden. De combinatie van deze kleuren symboliseert de band tussen levenskracht en eeuwigdurende gelukzaligheid. Een goedgeplaatste zegelafdruk kan balans in een kunstwerk brengen. Veel kunstenaars hebben daarom een groot aantal eigen zegels met artistieke namen, de studionaam, spreuken en filosofieën. Ook verzamelaars en musea brengen zegels aan op schilderstukken. Zulke collectiezegels doen de waarde van een kunstwerk niet noodzakelijkerwijs dalen, vooral niet als ze een voornaam persoon uit de oudheid vertegenwoordigen, zoals een Chinese keizer.
De kunstenaar signeert zijn werk met een of meerdere namen en plaatst daarachter zijn persoonlijke zegel. Andere inscripties geven informatie, zoals de datum en de omstandigheden waarin het werk is geschilderd. In de loop der tijd is de gewoonte ontstaan om schilderwerken te voorzien van een gedicht, opdracht of commentaar. Dit opschrift werd aangebracht door de maker zelf of door derden, zoals bevriende kunstenaars of opdrachtgevers. Een opschrift hoort het werk aan te vullen en moet derhalve in harmonie met de afbeelding zijn. Een gekalligrafeerd gedicht op een schildering brengt de 'drie perfecties' samen: kalligrafie, poëzie en schilderkunst. Deze combinatie wordt ook wel een 'geluidloos gedicht' genoemd, daar het de kijker de ervaring van geluid, zicht, reuk, tastzin en emoties tegelijk dient te geven.

### Religieuze en filosofische invloeden
Sinds de periode van de Zes Dynastieën (220–589) maakten het confucianisme, taoïsme en boeddhisme deel uit van het dagelijkse leven van burgers en literati. Deze 'Drie Leringen' hebben elk op hun eigen manier de schilderkunst beïnvloed.
Het confucianisme werd in de 5e eeuw v.Chr. geïntroduceerd. In deze filosofische wereldbeschouwing staan deugd en het ontwikkelen van nobele eigenschappen centraal. Er is geen plaats voor geweld, obsceniteit of dood in de traditionele Chinese kunst, want een thema dient inspirerend en deugdzaam te zijn. In de meeste schilderstromingen wordt de vorm niet gescheiden van de morele inhoud; "kunst om de kunst" is dus taboe.
Het taoïsme deed in de 4e eeuw v.Chr. zijn intrede. Taoïsten stellen zich ten doel om in harmonie met de natuur te leven. De natuur wordt gezien als een zichtbare manifestatie van hogere machten in het universum. In landschapswerken en vogel- en bloemschilderingen tracht de kunstenaar zijn begrip van de werking van deze machten te tonen, onder andere door symboliek. Afbeeldingen van kraanvogels staan bijvoorbeeld symbool voor een lang leven. Men geloofde dat deze vogels gestorven taoïstische priesters waren die na hun dood naar de hemel opstegen.
In de 1e eeuw werd het boeddhisme in China geïntroduceerd. Als buitenlandse religie had het aanvankelijk weinig invloed op de ontwikkeling van de traditionele schilderkunst. Boeddhistische schilderkunst beperkte zich voornamelijk tot muurschilderingen, grotschilderingen en beschilderde doeken. Aan het begin van de 6e eeuw kreeg het chán-boeddhisme steeds meer aanhang in het land, een stroming die in belangrijke mate werd beïnvloed door het taoïsme. Dit komt onder andere tot uiting in de chán-schilderkunst, die zich als een opzichzelfstaande kunststroming heeft ontwikkeld. Tijdens de Yuan-dynastie (1279–1368) maakte de Tibetaans-boeddhistische schilderkunst een korte bloeiperiode door.

### Symbolen
De Chinese schilderkunst is rijk aan symbolen, waarvan de betekenissen in de loop der tijd slechts weinig zijn veranderd. Veel symbolen werden gebruikt om op een verkapte manier een omstreden gevoel of idee uit te drukken en zo sociale of politieke vervolging te vermijden. Andere symbolen staan voor bekende abstracte begrippen, zoals uit het confucianisme, taoïsme en boeddhisme. Zij geven op een eenvoudige wijze het thema of de sfeer van een schilderwerk weer. Veelgebruikte symbolen zijn planten en dieren, maar ook andere natuurelementen en getallen, kleuren en patronen kunnen een betekenis hebben.
In het oude China werden veel bergen vereerd. De berg staat symbool voor kosmische orde en onvergankelijkheid en kan in shan shui ook een degelijke regering afbeelden. Deze landschappen bevatten doorgaans een groot aantal taoïstische symbolen, die gezamenlijk een hang naar de natuur uitdragen en het zoeken naar een balans. Yin en yang zijn symbolen voor de kosmische dualiteit, waarbij yin vrouwelijkheid (aarde, ijs, water) symboliseert en yang mannelijkheid (hemel, vuur, droogte). Het zijn elkaar aanvullende waarden waaruit al het leven zou zijn ontstaan. Ook in andere genres zijn beide uitersten vaak op de een of andere wijze op één werk vertegenwoordigd.

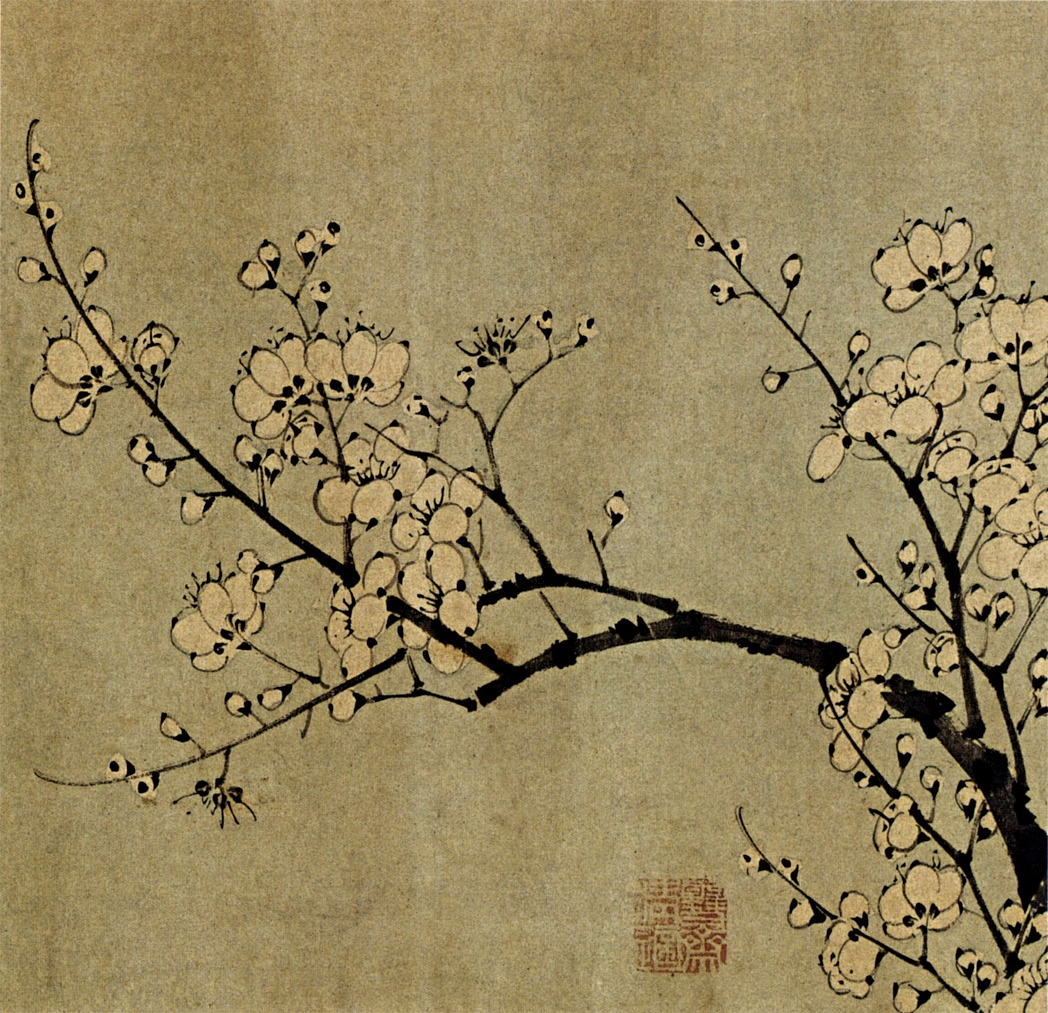
Pruimenbloesem door Sun Long en Chen Lu. De bloemen zijn uitgevoerd in de quanban-techniek (圈瓣; 'omcirkelde bloemblaadjes').

Vrijwel elke plant heeft in de Chinese cultuur een eigen betekenis. Zeer geliefd zijn de Drie Vrienden van de Winter, de Japanse abrikoos, de bamboe en de den. Deze planten staan samen symbool voor standvastigheid, doorzettingsvermogen en veerkracht. De bloesem van de Japanse abrikoos (Prunus mume), vaak pruimenbloesem genoemd, is een van de geliefdste bloemen in het land en wordt vaak afgebeeld in bloemschilderingen. Omdat de kleine bloemen onder barre omstandigheden hun schoonheid tonen, dienen ze als een metafoor voor innerlijke schoonheid en een nederige instelling onder ongunstige omstandigheden. De den beeldt ook duurzaamheid en overleving in barre omstandigheden uit. Omdat de naalden van veel dennensoorten in paren zijn gebundeld, staat de den ook symbool voor echtelijk geluk.
Een andere groep symbolen uit de plantenwereld zijn de Vier Edellieden: de orchidee, bamboe, de chrysant en pruimenbloesem. Zij staan respectievelijk voor de lente, zomer, herfst en winter. Tegelijkertijd staan ze symbool voor de kwaliteiten van een junzi of edelman, die in het confucianisme in moreel en sociaal opzicht superieur werd geacht aan het gewone volk.
Sinds de periode van de Oostelijke Han-dynastie (25–220) is het gebruikelijk om een schilderwerk te voorzien van een of meer gelukwensen. Dit werd gedaan door de reeds genoemde symbolen, of door rebussen en woordspelingen. Hiervoor worden objecten afgebeeld waarvan de naam op een ander woord lijkt (homofoon). Zo komt de uitspraak van 'bamboe' (竹; zhú) sterk overeen met dat van 'zegen' (祝; zhù). Door meerdere elementen op een schilderwerk expliciet te benoemen, komt de verborgen gelukwens aan het licht. Dergelijke rebussen worden bijvoorbeeld gebruikt bij de Acht Gezichten van Xiaoxiang, een serie taferelen die zijn oorsprong vindt bij de verbanning van de dichter Qu Yuan (339–278 v.Chr.). Een van de gezichten is 'Terugkerende wilde ganzen boven het vlakke strand'. Het Chinese karakter voor 'vlak' (平; píng) is ook Qu's roepnaam. Het zand is een verwijzing naar Qu's verdrinkingsdood in de zanderige rivieren in de regio.

## Genres
De literator Tao Zongyi (1329–1410) uit de Ming-periode was de eerste die de Chinese schilderkunst onderverdeelde in categorieën. Hij onderscheidde dertien genres, waarin portretkunst de belangrijkste plaats innam, met name religieuze en historische taferelen. Tegenwoordig wordt de shan shui-landschapsschilderkunst beschouwd als het prominentste genre in de Chinese kunstgeschiedenis. Dit genre heeft zijn oorsprong in China zelf, net als de vogel- en bloemschilderingen en bamboeschilderingen.

### Portretkunst

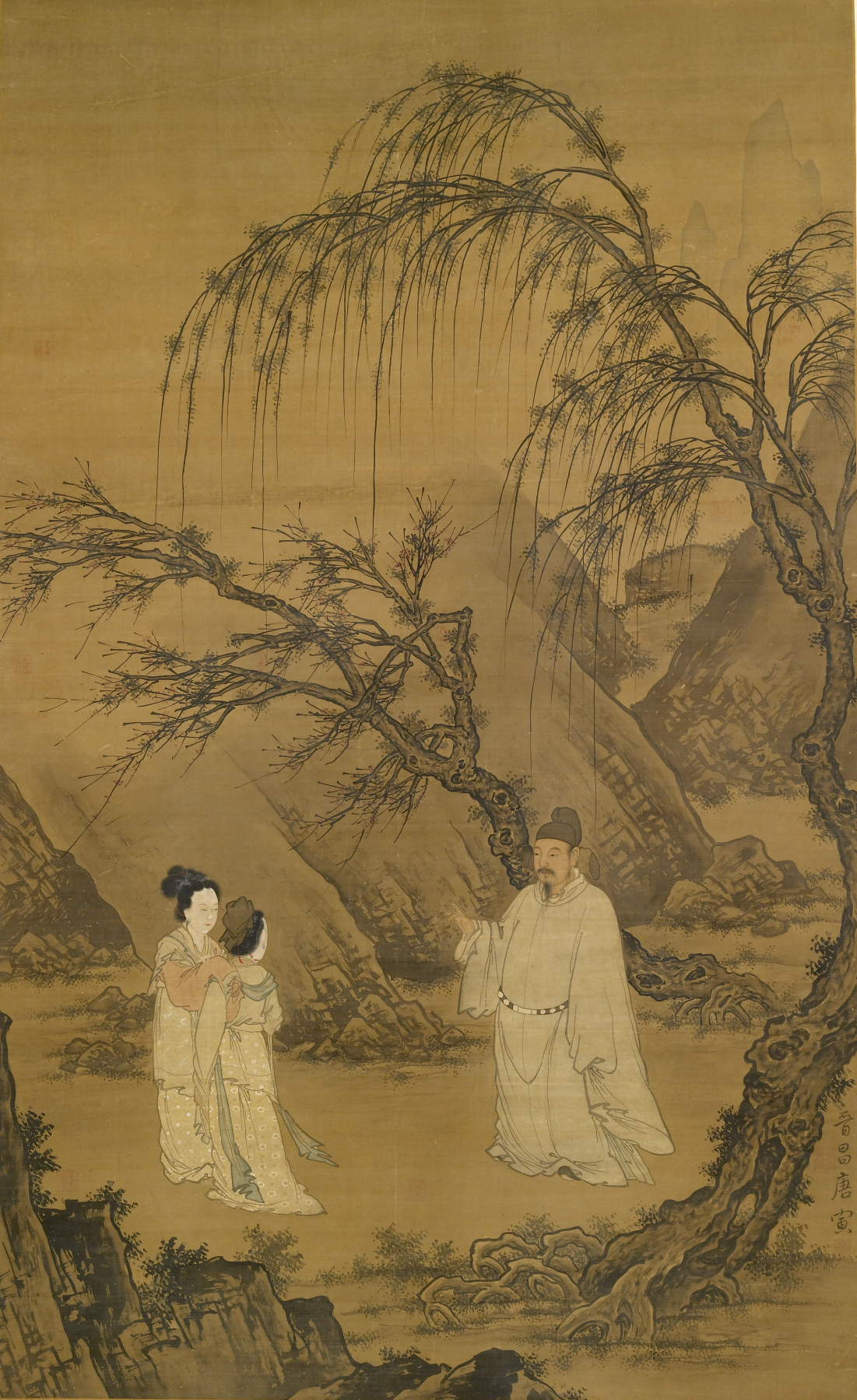
Wang Xianzhi en twee vrouwen tussen wilgen en rotsen door Du Jin

De portretkunst – het oudste genre in de Chinese schilderkunst – kwam reeds vóór de eenwording van het keizerrijk tot ontwikkeling. De eerste afbeeldingen van personen waren meestal puur functioneel en dienden bijvoorbeeld als talisman voor begraven edellieden.
Sinds de introductie van het confucianisme in de 5e eeuw v.Chr. heeft de portretkunst vooral een morele functie gekregen. Er verschenen illustraties bij de leerstellingen van Confucius, of taferelen van gedenkwaardige gebeurtenissen. Schilders legden niet zozeer de nadruk op de uiterlijke verschijning van een persoon, als wel op zijn karakter en zijn rol in de maatschappij. Menselijke relaties speelden hierin altijd een belangrijke rol. Veelgebruikte thema's in de portretkunst zijn groepen literati die gezamenlijk traditionele kunsten beoefenen, en afscheidsfeesten dan wel reünies van regeringsfunctionarissen die lange reizen door het land moeten maken.
Vanaf de Tang-dynastie maakten hofschilders ook portretten van keizers en afbeeldingen van het hofleven. Zij werden aangespoord zo gedetailleerd en kleurrijk mogelijk te werken. De monochrome portretkunst van taoïstische monniken en chán-boeddhisten was aanzienlijk abstracter en expressiever van toon. Zo ontstonden twee stromingen: de perfectionistische kunst van de hofschilders en de expressieve kunst van onafhankelijke schilders. Beide portretstijlen werden tot ver in de Qing-periode (1644–1912) doorontwikkeld.

### Shan shui
Shan shui (山水) betekent letterlijk 'berg en water'. Deze landschappen zijn uitgevoerd in gewassen inkt, eventueel aangevuld met gekleurde pigmenten. Bergen en rivieren staan centraal in de landschapsschilderkunst, vaak aangevuld met watervallen, bergpaden, bossen en kluizenaarswoningen. Met name de noordelijke landschapsstijl die in de periode van de Vijf Dynastieën en Tien Koninkrijken (907–960) werd ontwikkeld had een grote invloed op shan shui. Een fundamenteel principe van de Zuidelijke School is dat een landschapswerk de kijker niet het gevoel moet geven dat hij daadwerkelijk in de natuur wandelt, maar hem inzicht dient te geven in de ideeën en gemoedstoestand van de maker. Een groot aantal landschappen is dan ook uit de fantasie van de kunstenaars ontsproten. Toch vonden velen inspiratie in hun wandelingen door de iconische berglandschappen van China, zoals de Lushan, Qinling en Huangshan.

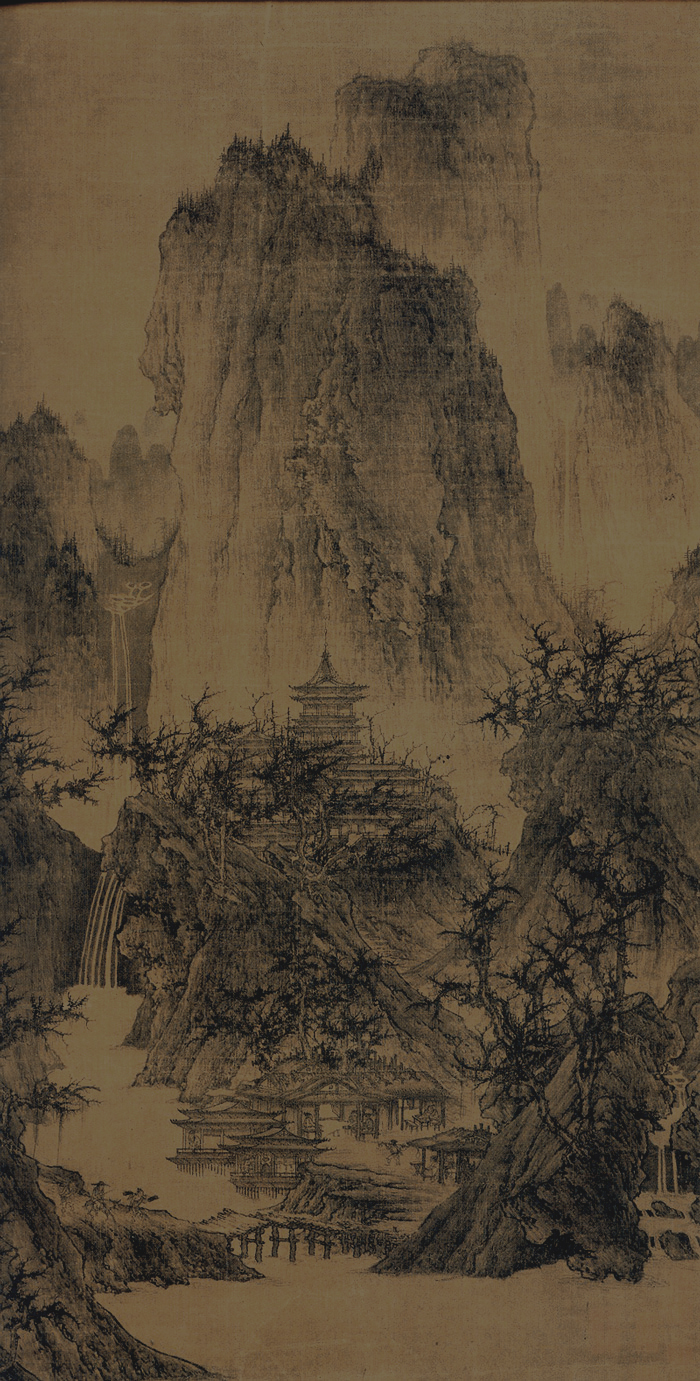
Een eenzame tempel tussen vrijstaande bergtoppen door Li Cheng (ca. 960)[r]
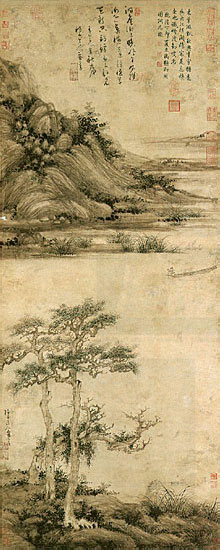
Vissende kluizenaar op het Dongtingmeer (14e eeuw) door Wu Zhen
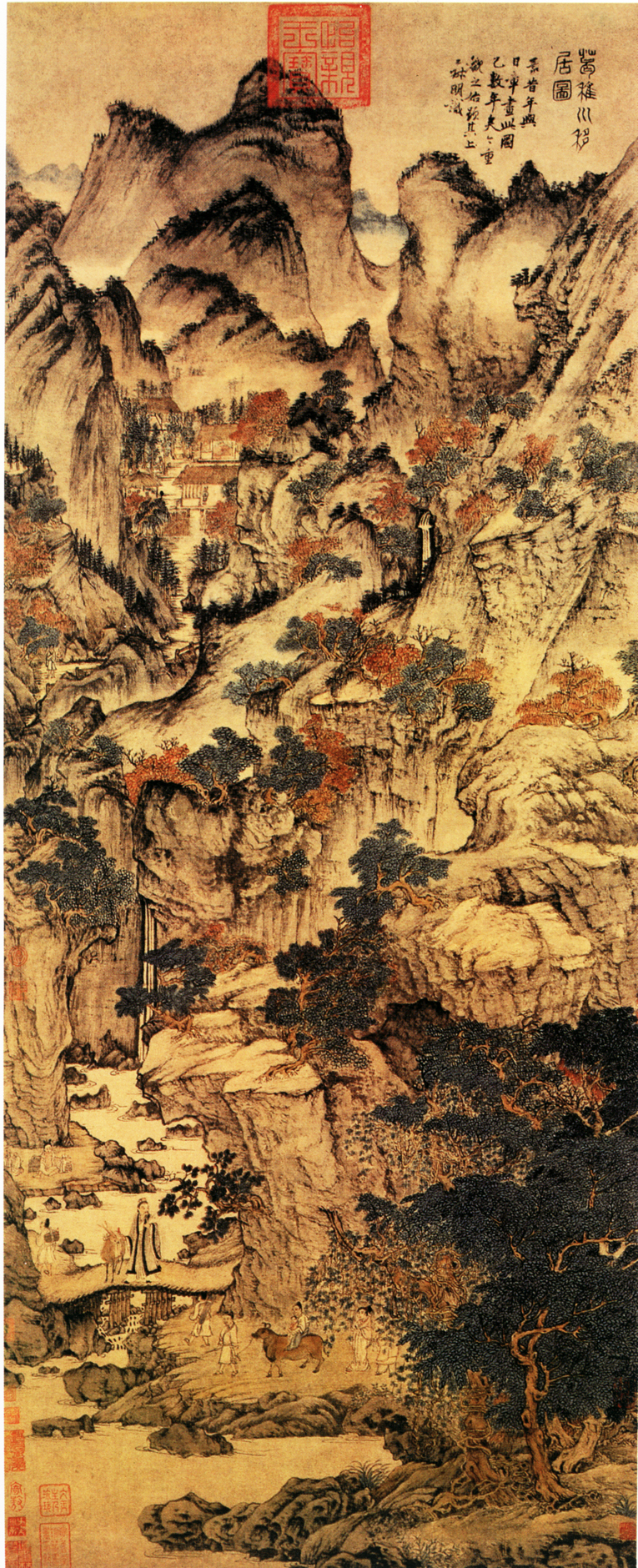
Verhuizing van Ge Zhichuan (14e eeuw) door Wang Meng[f]
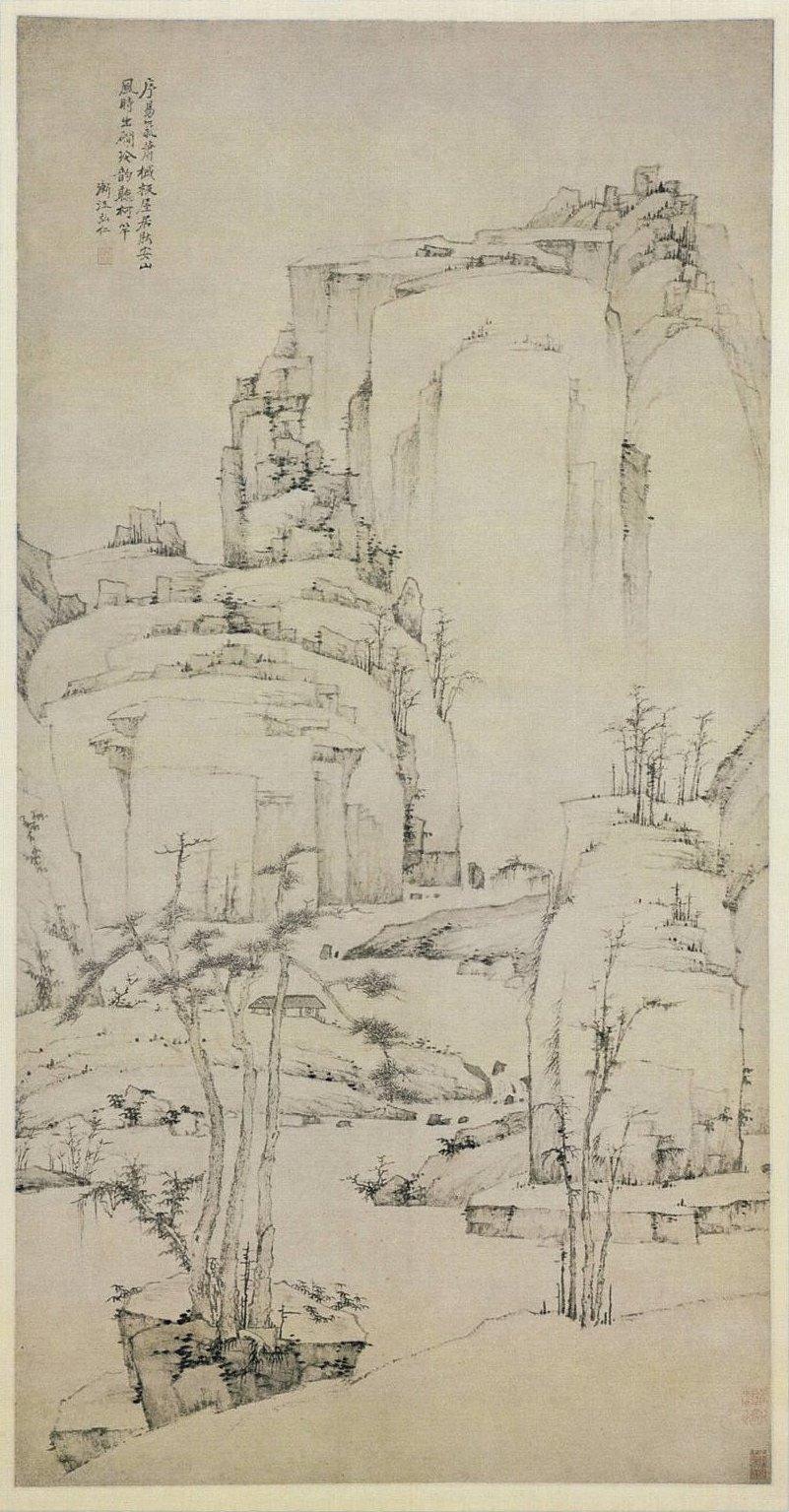
De komst van de herfst (ca. 1658-1661) door Hong Ren[s]

### Vogel- en bloemschilderingen
Vogel- en bloemschilderingen worden zowel in gewassen inkt uitgevoerd als in de kleurrijke gongbi- en mogu-technieken. Dit genre omvat meer dan alleen vogels en bloeiende planten. Volgens de Chinese overlevering beslaat het genre "bloemen, vogels, vissen en insecten". Ook andere motieven uit de natuur worden tot het genre gerekend, zoals huisdieren, niet-bloeiende planten, paddenstoelen en gongshi-stenen. Daar deze elementen in de Chinese cultuur rijk aan symboliek zijn, wordt een vogel- en bloemschildering vaak gebruikt om een al dan niet verborgen boodschap over te brengen. Er worden vier basiscomposities onderscheiden: 'panoramisch' (全景; quánjǐng), 'intiem landschap' (小景; xiǎo jǐng), 'gebroken takken' (折枝; zhézhī) en 'vaasschikking' (瓶插; píng chā).

### Bamboeschilderingen
Bamboe staat in China onder andere symbool voor bescheidenheid, flexibiliteit, doorzettingsvermogen, empathie en integriteit, deugden die hoog aangeschreven stonden bij de confucianistische keizerlijke families. Bamboe wordt vergeleken met de geest van de literator, die kan worden gebogen maar nooit breekt. Als altijdgroene plant staat bamboe bovendien voor een lang leven. In de Chinese kunst nemen bamboeschilderingen een dermate prominente plaats in, dat ze tegenwoordig als een apart genre worden beschouwd. De bamboekunst is sterk verwant aan de Chinese kalligrafie. De takken en bladeren bestaan uit enkele penseelstreken in zwarte gewassen inkt, net als de afzonderlijke componenten van een Chinees karakter. Het contrast tussen de bamboe en de achtergrond, en de vorm en textuur van de stengels en bladeren worden gebruikt om dieptewerking te creëren en de illusie van regen, mist, wind of zonneschijn te geven.

## Scholen

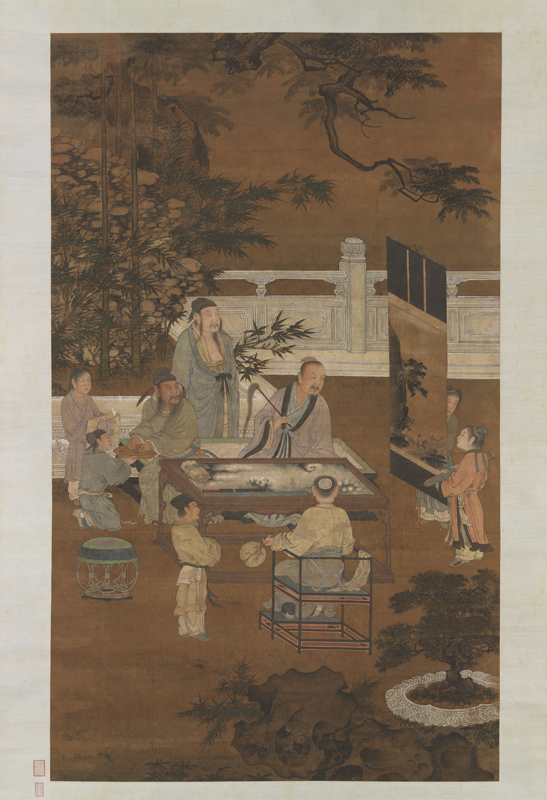
Schilderen (畫) uit de vierdelige serie De achttien literati (十八學士圖) door een anonieme Ming-schilder. De serie beeldt de 'vier kunsten' af.

Continuïteit is een opvallende eigenschap van de Chinese schilderkunst. Landschappen uit de late Qing vertonen veel kenmerken van die uit de Tang-periode. Dit ligt voor een deel aan de manier waarop de schilderkunst eeuwenlang werd onderwezen. De techniek van een leermeester werd net zo lang bestudeerd, gekopieerd en geoefend tot zij bijna instinctmatig kon worden toegepast. Als de leerling een routine had verworven kon hij eventueel zijn eigen stijl ontwikkelen. Maar ook hierin borduurden de meeste schilders voort op de technieken en stijlen van anderen. Deze werkwijze werd bekritiseerd door kunstenaars die innovatie en expressie belangrijker vonden dan perfectie.
Wanneer een nieuwe stijl aansloeg, werd die door een volgende generatie schilders gekopieerd of doorontwikkeld. Op die manier ontstonden er afzonderlijke scholen, die eeuwenlang hun invloed op de schilderkunst behielden. Zo borduurde de invloedrijke Ma-Xia-school in de 13e eeuw voort op de noordelijke landschapsstijl van vroege Song-meesters als Fan Kuan (ca. 960–1030) en Li Tang (ca. 1050–1130). Op haar beurt vormde de Ma-Xia-school de basis voor de Zhe-school, die van de 15e eeuw tot in de Qing-periode bleef bestaan.
In de Chinese kunstgeschiedenis kunnen vier groepen van kunstschilders worden onderscheiden. De beroepsschilders leefden van de verkoop van hun schilderwerken en konden worden ingehuurd voor opdrachten. De chán-kunstenaars bezagen de schilderkunst als een manier om verlichting te bereiken. De twee prominentste groepen waren de hofschilders en de onafhankelijke literati, die vooral voor hun eigen genoegen schilderen.

### Hovelijke schilderkunst
De hofschilders waren literati en beroepsschilders die werkten in opdracht van de keizer of leden van de keizerlijke familie. Keizer Song Huizong was zelf vaardig in vogel- en bloemschilderingen, een populair genre aan het hof. Hofschilders maakten ook portretten van de keizerlijke familie, historische en religieuze taferelen en andere thema's die op dat moment populair waren. De schilderstijl was afhankelijk van de heersende mode. Over het algemeen waren vooral uitbundige kleuren in de mogu- en gongbi-technieken in trek en werd veel waarde gehecht aan vakmanschap en perfectie. De hovelijke schilderkunst wordt sinds de Ming-dynastie (1368–1644) ook wel de Noordelijke School genoemd.

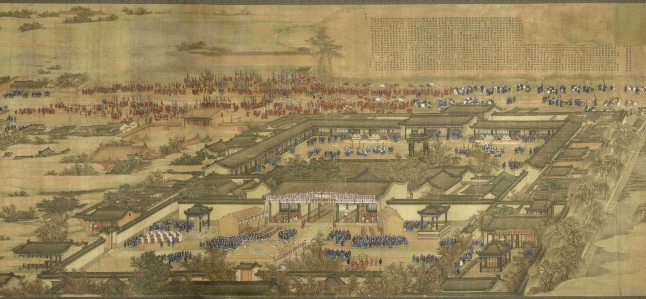
De Hanlin-academie in Peking (1744), na de renovatie onder keizer Qianlong

Hofschilders die de hoogste jinshi-graad in het Chinees examenstelsel hadden behaald, mochten toetreden tot de Hanlin-academie. Hier werd hun schilderstijl verder geperfectioneerd tot wat de academische stijl wordt genoemd: een elitaire stijl binnen de Noordelijke School. Er is weinig informatie bewaard gebleven over de achtergrond van de meeste hofschilders. Veel van wat over hen bekend is, is afgeleid van de studie van hun schilderwerken en kalligrafieën, inclusief de zegels en opschriften die door leden van de keizerlijke familie zijn aangebracht.

### Literati-schilderkunst
Literati die niet voor de keizerlijke familie schilderden konden zich een vrije en innovatieve benadering veroorloven. Schilderen was voor hen een vorm van ontspanning of zelfexpressie. Deze kijk op de schilderkunst bestond reeds in de Han-periode (206 v.Chr.–220 na Chr.), maar werd pas in de 11e eeuw door Su Shi (1037–1101) gedefinieerd. Hij gebruikte de term shiren hua (士人畫), letterlijk 'literati-schilderkunst', om een onderscheid te maken met de perfectionistische kunst van de hof- en beroepsschilders. Dong Qichang (1555–1636) maakte een soortgelijk onderscheid tussen de Zuidelijke School van onafhankelijke literati en de Noordelijke School van de hofschilders.
Het schilderen in gewassen inkt gaf veel vrijheid en was dan ook een geliefde techniek van de literati. Zij waren geschoold in de klassieke werken van Confucius en toonden vaak een hang naar de natuur. Een populair genre was de bamboeschilderkunst, maar de vrije literati staan vooral bekend om hun atmosferische shan shui-landschappen. Dong Qichang categoriseerde hun monochrome landschapsstijl in gewassen inkt als wenren hua (文人畫), wat net als shiren hua als 'literati-schilderkunst' kan worden vertaald.

### Chán-schilderkunst

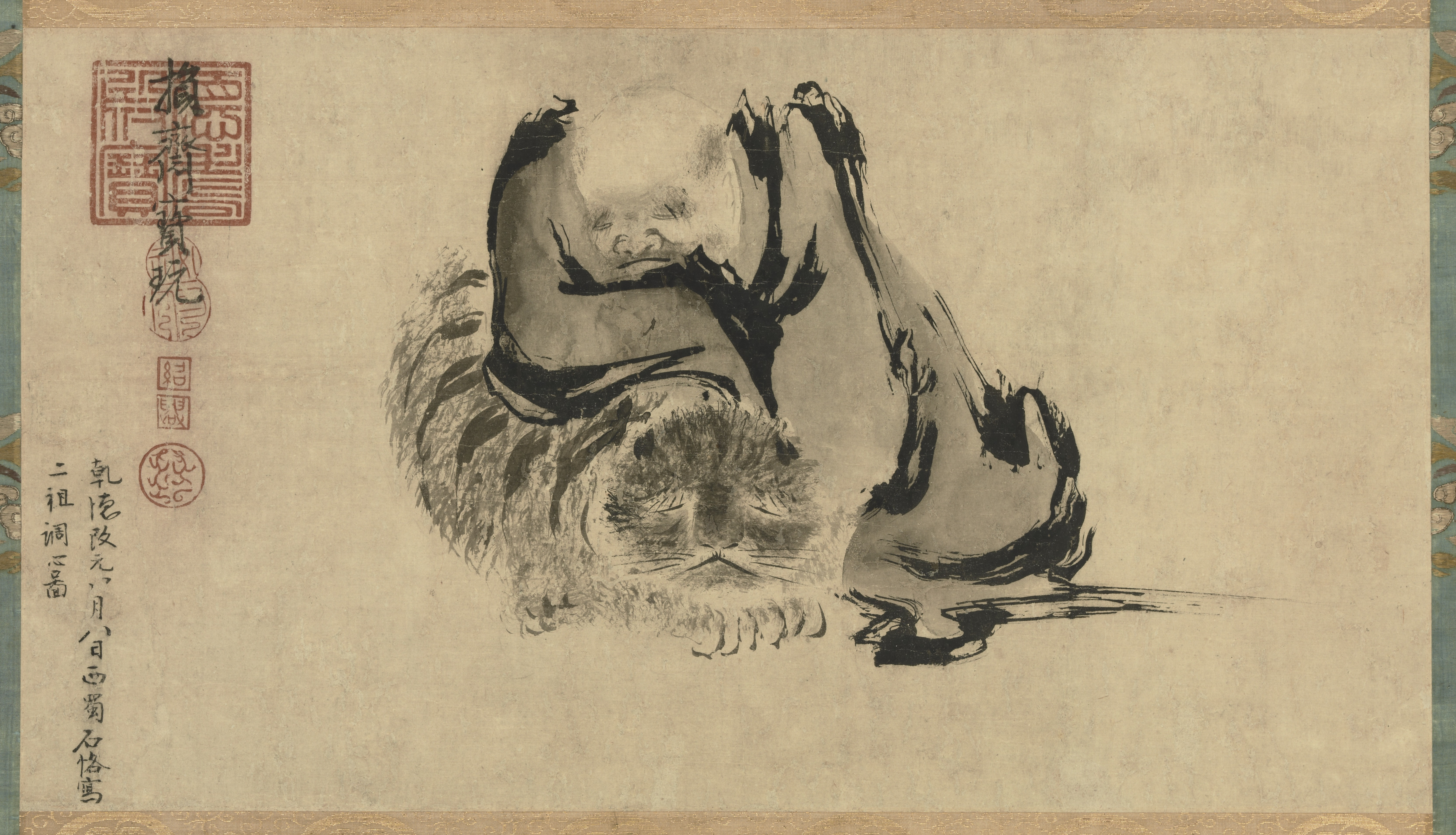
De handrol Patriarch met tijger is toegeschreven aan Shi Ke (?–975). In navolging van Guanxiu trachtte hij zijn publiek te choqueren met groteske portretten van taoïstische en boeddhistische heiligen.

In het chán-boeddhisme staan rust, zelfontplooiing en een onbevangen geest centraal. Monniken bouwden hun tempels in fraaie, afgelegen berglandschappen en creëerden zo een geschikte omgeving om verlichting te bereiken. Zij meenden dat dit een spontane, irrationele ervaring was, die in de schilderkunst alleen door een vergelijkbare spontaniteit kon worden uitgebeeld. Veelgebruikte motieven waren boeddhistische heiligen en personificaties van bekende citaten. De werken zijn meestal in monochrome gewassen inkt uitgevoerd in de vrije en eenvoudige xieyi-techniek (寫意: 'gedachten schetsen'). Hierdoor doen de schilderingen bijna naïef aan. Volgens de chán-kunstenaar Shitao (1642–1707) verstoren complexe composities en technieken de creativiteit van de kunstenaar. Chán-kunstenaars streefden naar een geest die zuiver en leeg is. Schilderen zonder methode is voor hen een spontane expressie die niet wordt geremd door conventies.

### Ambachtelijke schilderkunst
Beroepsschilders hadden net als hofschilders meestal een professionele opleiding genoten en waren afhankelijk van de wensen van opdrachtgevers. Zij maakten onder andere nieuwjaarsprenten, portretten en boeddhistische doeken en muurschilderingen. Sommigen werden geroemd om hun eigen persoonlijke stijl en konden zich vrij onafhankelijk ontwikkelen. Desondanks bekritiseerden veel literati hun kunst als ambachtswerk zonder pure expressie. Uit de periode vóór de Qing-dynastie zijn slechts enkele namen van beroepsschilders bewaard gebleven.

## Geschiedenis
De Chinese beschaving is meer dan drieduizend jaar oud. Ze onderscheidt zich van alle andere overgebleven beschavingen door de kracht en continuïteit van haar culturele traditie. Hierin neemt kalligrafie de voornaamste plaats in, direct gevolg door de schilderkunst. De opeenvolging van heersende dynastieën gaf steeds nieuwe richtingen aan de ontwikkeling van deze kunsten. De Chinese kunstgeschiedenis wordt daarom gewoonlijk gecanoniseerd aan de hand van regeerperiodes.

### Zhou-dynastie (1046–256 v.Chr.)

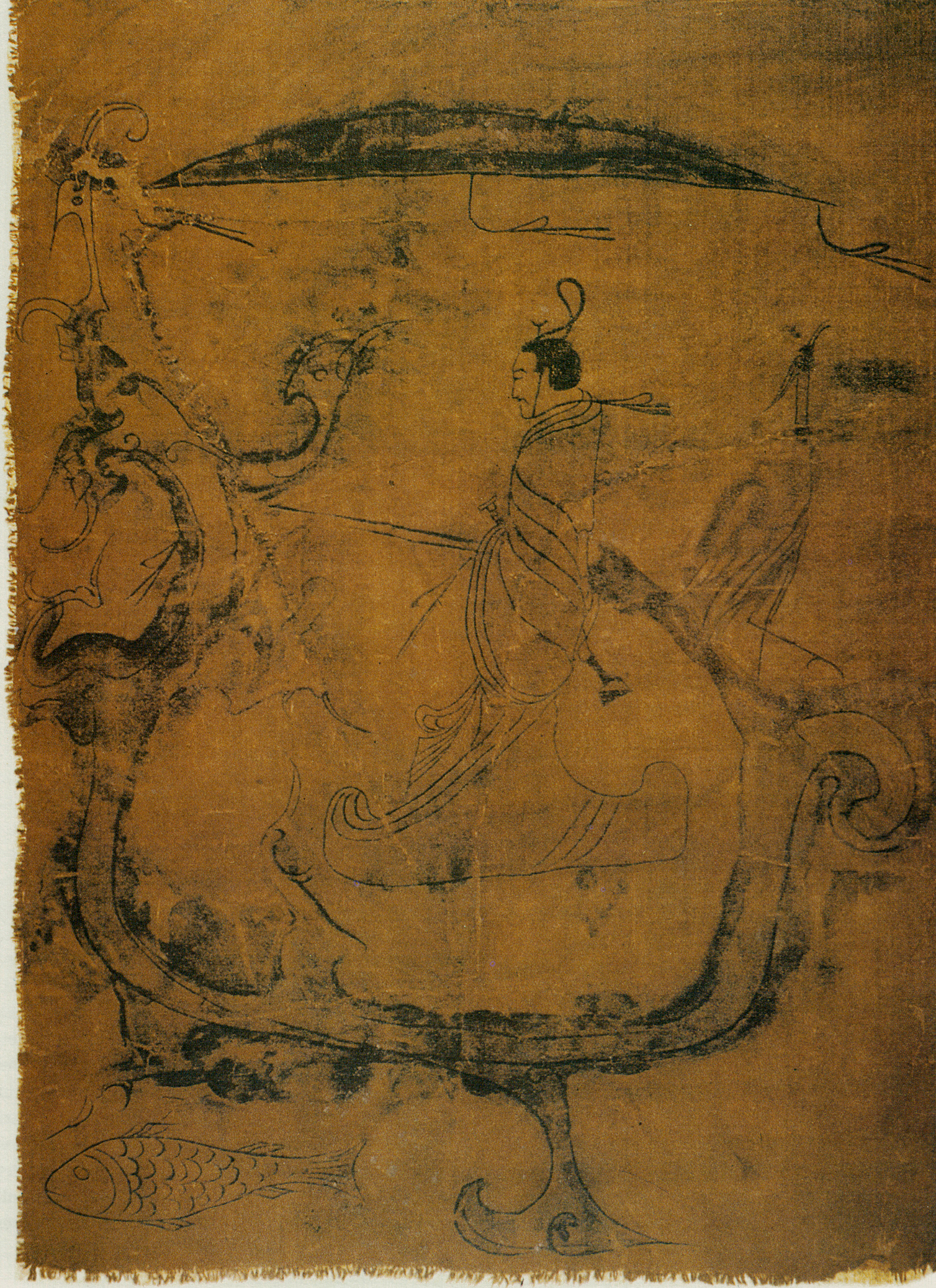
Zijdeschildering van een man die een draak berijdt, een begrafenisdoek uit de Periode van de Strijdende Staten (475–221 v.Chr.), is een van de vroegste Chinese schilderijen.

De vroegste Chinese schilderingen waren vooral decoratief. In het neolithische China werden geometrische figuren als spiralen, zigzaglijnen en stippen aangebracht op aardewerken urnen en vazen. Sommige vertonen ook gestileerde vissen of mensengezichten. In de periode van de Zhou-dynastie (1046–256 v.Chr.) werd deze primitieve schilderkunst verder ontwikkeld. De eerste Zhou-heersers namen vrijwel de hele cultuur van de voorgaande Shang-dynastie (ca. 1600–1050 v.Chr.) over. Zij verdeelden het rijk onder feodale leenmannen, die vrij waren om hun eigen hovelijke kunst te ontwikkelen. De hofschilders die voor deze hoven werkten waren anonieme ambachtslieden.
Tegen het einde van de 6e eeuw v.Chr. trachtten Chinese schilders de wereld om hen heen af te beelden. Rotstekeningen, zoals die van Zuojiang Huashan, geven een beeld van oude culturen in de bergen van China. Ceremoniële objecten werden onder andere versierd met uitbeeldingen van de ceremonie zelf. Muurschilderingen in paleizen, tempels en graven geven inzicht in de landbouw, zijdeteelt, jacht en oorlogvoering van die tijd; activiteiten die werden gezien als de bouwstenen voor een goedgeordende staat. De leenmannen werden almaar machtiger en hun staten vormden een bedreiging voor de Zhou-dynastie. Het was in deze periode dat de Chinese filosoof Confucius zijn ideeën formuleerde over het aankweken van politieke vaardigheden.
De roerige laatste drie eeuwen van de Zhou-dynastie staan bekend als de Periode van de Strijdende Staten (475–221 v.Chr.). Desondanks bloeide de handel en werden vermogende koopmannen de nieuwe beschermheren. De schilderkunst maakte in deze periode een aanzienlijke ontwikkeling door. Kunstenaars schilderden mythologische wezens en jacht- en oorlogstaferelen in een eenvoudige maar levendige stijl. Ze verdeelden de afbeeldingen gelijkmatig over het beschikbare oppervlak. Begraafplaatsen werden voorzien van zijden rollen, gelakte voorwerpen en muurschilderingen. Deze schilderingen werden geacht de doden te beschermen en hen naar het paradijs te vergezellen. Ook werden schilderingen gebruikt om situaties in het dagelijks leven af te beelden of de leringen van Confucius te illustreren.

### Qin- en Han-dynastieën (256 v.Chr.–220 na Chr.)
Qin, een van de strijdende staten, verenigde in 221 v.Chr. heel China onder één keizer. De Qin-dynastie (221–206 v.Chr.) centraliseerde het bestuur en het rechtssysteem en verbond de verdedigingsmuren van de strijdende staten tot de Chinese Muur. Zowel edellieden als boeren kwamen echter in opstand tegen de toenemende onderdrukking en de dynastie kwam in 206 v.Chr. ten val.

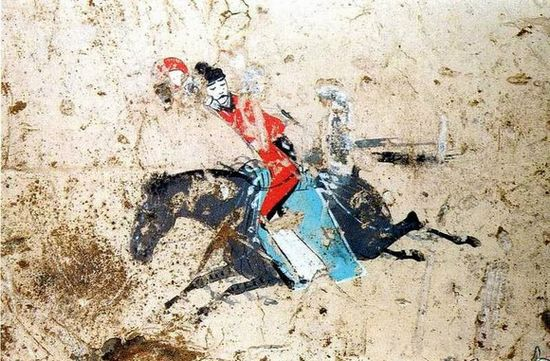
Muurschildering van een ruiter in een koninklijke graftombe van de Westelijke Han-dynastie
(202 v.Chr.-9 na Chr.)

De Qin-dynastie had in haar korte regeringsperiode de basis gelegd voor de stabiliteit en welvaart die zo kenmerkend waren voor de periode van de Han-dynastie (206 v.Chr.–220 na Chr., kort onderbroken door de Xin-dynastie van 9–23 na Chr.). Er kwam een herwaardering van de lokale tradities en de traditionele kunsten floreerden aan het keizerlijk hof. Ook kwam er een rangenstelsel waarin kunstschilders werden gerangschikt naar opleidingsniveau en bekwaamheid. Het laagste niveau was dat van de ambachtsschilders: de huagong. Een hofschilder kon middels keizerlijke examens het hoogste niveau van daizhao behalen, oftewel 'schilders-in-opleiding'. Dit bureaucratisch systeem bleef tot de Qing-dynastie gehandhaafd.
Volgens documenten uit de Han-periode werden de muren van tempels, paleizen en woningen van de hoogste klassen versierd met muurschilderingen met portretten, leerzame historische gebeurtenissen of thema's uit het steeds populairdere taoïsme. Ook beschilderde kamerschermen waren in zwang. Schilderijen kregen in de Han-periode een vergelijkbare culturele status als kalligrafieën. Er werd voornamelijk op zijde geschilderd, al werd het papier reeds in de 1e eeuw na Chr. uitgevonden, net als de handrol. Kunstschilders gebruikten een penseel van dierenhaar en zwarte inkt, gemaakt van roet van een den gemengd met dierlijke lijm.
Er zijn weinig schilderwerken uit de Han-periode bewaard gebleven. Het gaat daarbij voornamelijk om muurschilderingen in graftombes en beschilderde voorwerpen van zijde, lakhout en aardewerk. De archeologische site Mawangdui nabij Changsha heeft veel licht geworpen op de schilderstijl van de vroege Han. Op het graf van markiezin Xin Zhui werd bijvoorbeeld een goed bewaard gebleven grafdoek van zijde aangetroffen, dat in circa 168 v.Chr. was vervaardigd. Het is beschilderd met begrafenisrituelen in een fijne penseelvoering en heldere minerale pigmenten. De schilderstijl van de Han-periode is ook te herleiden uit andere siervoorwerpen, zoals met metaal ingegoten grafstenen en textielstukken. Ook zij getuigen van een levendiger stijl dan die uit de Zhou-periode, met meer oog voor ruimtelijke dimensies en detail.

### Zes Dynastieën (220–589)

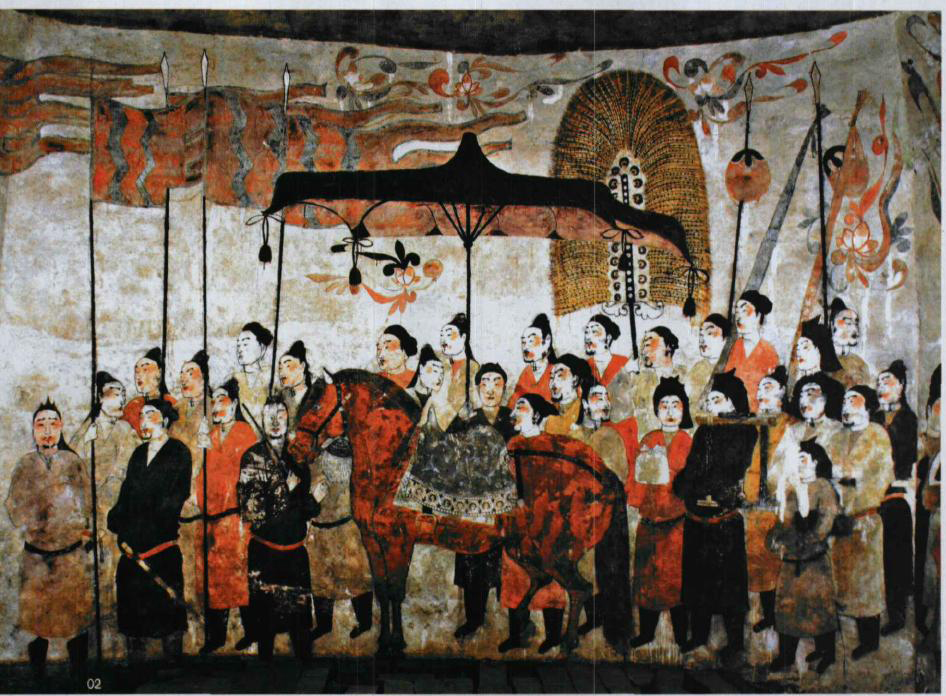
Muurschildering in een graftombe uit de periode van de Noordelijke Qi-dynastie (550–577)

In de 2e eeuw raakte de Han-dynastie verzwakt door paleisintriges en rivaliserende staten. Haar val in 220 luidde het tijdperk in van de Zes Dynastieën (220–589). De eerste zestig jaar werden gekenmerkt door bloedige oorlogen tussen de Drie Koninkrijken: Wei, Wu en Shu-Han. In deze periode maakte de Chinese schildertraditie nieuwe ontwikkelingen door. Het boeddhisme werd geïntroduceerd en daarmee doeken die boeddhistische godheden afbeelden of scènes uit het leven van Boeddha. De teloorgang van het confucianistische systeem werd weerspiegeld in de boeddhistische en taoïstische thema's in de portretkunst. De personen op deze voorstellingen hadden sprekende gelaatsuitdrukkingen en waren getooid in kunstig geschilderde klederdracht. De portretkunst was niet langer puur functioneel, maar werd ook gewaardeerd om de schoonheid. Vanaf deze periode zijn namen van individuele kunstenaars bewaard gebleven, zoals die van Cao Buxing (fl. ca. 210–250) uit het Koninkrijk Wu, een pionier in de chán-schilderkunst.
Vanaf de Jin-periode (265–420) werd in de schilderkunst en kalligrafie steeds vaker gekozen voor papier in plaats van het duurdere zijde. Beide disciplines werden gerekend tot de hoogst gewaardeerde kunsten en aan het keizerlijk hof door zowel ongeschoolde literati beoefend als door professionele hofschilders. Functionarissen aan het hof kregen genoeg vrije tijd om hun techniek te vervolmaken, zodat beide kunsten een grote bloeiperiode doormaakten. Amateurschilders als Dai Kui (ca. 326–ca. 396) en Gu Kaizhi (344–406) vestigden zo de traditie van de literati-schilderkunst. Gu schreef een aantal verhandelingen over de schilderkunst, waarin hij benadrukte dat de kleren en het uiterlijk van ondergeschikt belang zijn; het zijn de ogen die een portret bezieling geven. Het stellen van spiritualiteit boven een natuurgetrouwe weergave werd een belangrijk kernpunt in de literati-schilderkunst. De combinatie van spiritualiteit en realisme komt ook aan bod in 'Inleiding tot de landschapsschilderkunst' uit de vroege 5e eeuw. Dit taoïstisch werk van de schilder Zong Bing (375–444) is het oudst bekende Chinese essay over dit onderwerp. Zong zet uiteen dat een landschapsschilderij dat gelijkend en esthetisch overtuigend is geschilderd net zo veel vitale energie (qi) kan uitstralen als het landschap zelf. Veel latere kunstschilders namen dit gedachtegoed over.

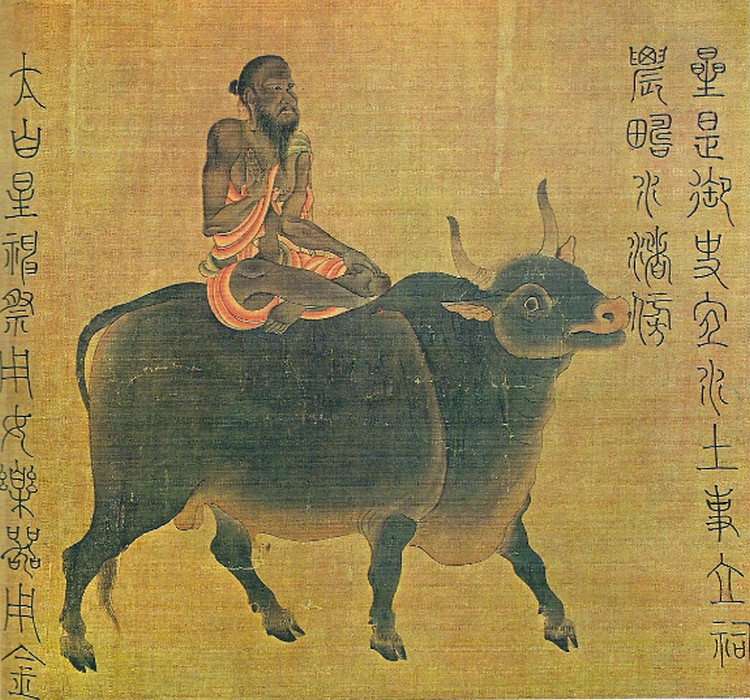
Personificatie van de planeet Saturnus op de handrol De vijf sterren en 28 hemelse verblijfplaatsen, een 11e- of 12e-eeuwse kopie naar Zhang Sengyou

Zhang Sengyou (fl. ca. 500–550) was een belangrijke kunstschilder in de Liang-periode (502–557). Hij was een van de eerste Chinese kunstenaars die met succes boeddhistische muurschilderingen vervaardigde, waaronder die in de tempels in Nanjing. Naar verluidt was Zhang ook degene die de mogu-stijl creëerde en ontwikkelde. Geen van zijn werken is bewaard gebleven, maar verslagen en kopieën getuigen van een vrijere, expressievere penseelvoering dan het precieze lijnenspel van Gu Kaizhi.
Rond 550 stelde de historicus Xie He de 'Zes principes van de Chinese schilderkunst'  op. Hoewel deze principes vooral in zijn tijd werden gebruikt om een schilderij te beoordelen, weerspiegelen zij nog steeds de Chinese kijk op de schilderkunst. De zes principes zijn:
1. 'Resonantie van de geest', oftewel de vitaliteit van een werk. Volgens Xie heeft een werk zonder voelbare stroom van energie geen enkele waarde.
2. 'Beendermethode', oftewel de manier waarop het penseel is gebruikt. Niet alleen de textuur en de penseelstreek worden beoordeeld, maar ook het nauwe verband tussen het handschrift en de persoonlijkheid van de kunstenaar. In Xie's tijd werden kalligrafie en schilderen als behorend tot dezelfde kunst beschouwd.
3. 'Overeenstemming met het object'. Hierbij wordt beoordeeld of het object op de correcte wijze is weergegeven en worden ook de gebruikte vormen en lijnen getoetst.
4. 'Geschiktheid naar type', oftewel de juiste toepassing van kleur, hoeveelheid inkt of pigment en de gebruikte tint.
5. 'Verdeling en ontwerp', oftewel de opzet van een schilderwerk. Hierbij worden de compositie, ruimtelijkheid en diepte van een werk beoordeeld.
6. 'Overdracht door kopiëren', oftewel de vaardigheid in het kopiëren van een model of een antiek werk.

### Sui- en Tang-dynastieën (581–906)
In 581 verenigde generaal Yang Jian (Sui Wendi) het zuiden en noorden van China onder de Sui-dynastie (581–618). Zijn zoon en opvolger Sui Yangdi putte het volk uit door ambitieuze bouwprojecten, zoals de aanleg van het Grote Kanaal en de uitbreiding van de Chinese Muur. Door volksopstanden en een reeks onsuccesvolle oorlogen tegen Korea hield de Sui-dynastie slechts een korte periode stand. Sui's vereniging van China legde de basis voor de succesvolle Tang-dynastie (618–906), net als de Qin-dynastie dat deed voor de Han-dynastie.

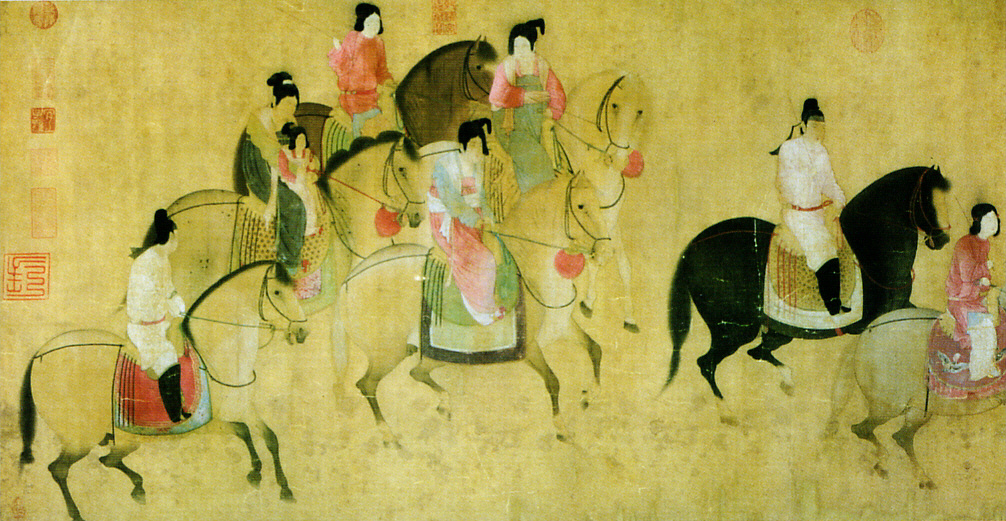
Lenteuitje van de hofdames (detail) door Zhang Xuan

De eerste 130 jaar onder de Tang-dynastie kende China een economische bloeiperiode. De hoofdstad Chang'an (het huidige Xi'an) werd de grootste stad ter wereld, die bezocht werd door een groot aantal buitenlanders. Een groeiend aantal hofschilders werd aangetrokken door de grandeur van het keizerlijk hof. In 725 richtte keizer Tang Xuanzong in Chang'an de Hanlin-academie op. Het diende als elitaire leerschool voor de begaafdste hofschilders, dichters en geschiedschrijvers, en vormde een geliefde ontmoetingsplaats voor de literati.
De Tang-periode was de bloeiperiode van boeddhistische doeken. Deze werden versierd met bloemen en vormden zo de voorlopers van de vogel- en bloemschilderkunst. Muurschilderingen waren nog altijd dominant, maar een groeiend aantal hofschilders legde zich toe op het schilderen op handrollen en hangende rollen. Yan Liben (ca. 601–673) schilderde in opdracht van de keizer historische taferelen en portretten van voormalige keizers. Ook Zhang Xuan (713–755) en Zhou Fang (ca. 730–800) verdienden hun geld met sprekende schilderingen; zij staan bekend om hun gedetailleerde handrollen die het dagelijks leven van de hofdames tonen. De figuren werden zeer kleurrijk en gedetailleerd in de gongbi-techniek uitgevoerd. Ze steken scherp af op een lege achtergrond, waardoor de schilderingen een klassieke eenvoud uitstralen.
In tegenstelling tot zijn tijdgenoten schilderde hofschilder Wu Daozi (actief: 710–760) louter met zwarte Oost-Indische inkt. Hij bracht de natte inkt met vrije penseelstreken op het doek aan en creëerde expressieve, driedimensionaal ogende schilderingen. Regelmatig verzamelde zich een grote menigte rond Wu als hij aan het werk was. Vanaf dit moment werd inkt niet langer alleen gebruikt om te schetsen of kleurvlakken te omlijnen. Veel kunstenaars volgden Wu's voorbeeld en maakten monochrome werken die baimiao (白描: 'witte afbeelding') werden genoemd. Een van hen was Han Gan (ca. 706–773), een hofschilder die met name bekend stond om zijn expressieve en levendige afbeeldingen van paarden.

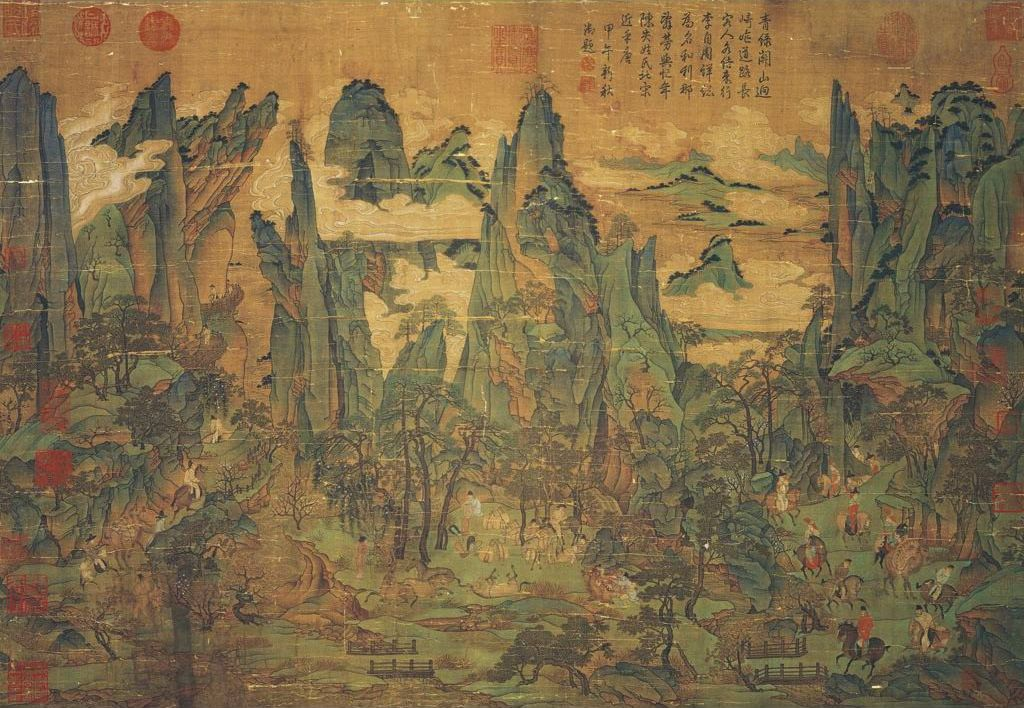
Keizer Minghuangs vlucht naar Sichuan door Li Zhaodao (kopie)

In de Tang-periode kwam ook de traditie van de shan shui-landschapsschilderkunst tot bloei en ontwikkelde het zich tot een afzonderlijk genre. Deze landschappen waren beladen met taoïstische symbolen, zoals de bergen en rivieren die centraal stonden. Li Sixun (653–718) en zijn zoon Li Zhaodao gebruikten voornamelijk groene en blauwe pigmenten en legden hiermee de basis voor de blauwgroene landschapsstijl. Een andere belangrijke landschapsschilder was Wang Wei (699–759), een hoge regeringsfunctionaris die zijn vrije tijd wijdde aan poëzie en schilderkunst. In navolging van Wu Daozi paste hij in zijn landschappen monochrome inkt toe. Hij creëerde allerlei grijstinten door verschillende inktwassingen, een techniek die bekend kwam te staan als pomo (破墨; 'gebroken inkt'). Het schilderen in gewassen inkt werd een fundamenteel kenmerk van de literati-schilderkunst. Bovendien werd het gerekend tot de 'vier kunsten' waarmee een literator met goede smaak zijn vrije tijd doorbracht. De meeste landschappen uit de Tang-periode kunnen worden gecategoriseerd als blauwgroen landschap of behorend tot de school van Wang.
In de tweede helft van de 8e eeuw verzwakte de positie van de Tang-dynastie. Het op het confucianisme gestoelde Chinees examenstelsel werd de enige manier om een hoge status te verkrijgen. Veel aristocraten richtten zich daarom op het keizerlijk hof en verloren hun lokale machtsbasis uit het oog. Het daaruit voortvloeiende wanbestuur leidde tot anarchie en invallen van buitenaf. In een reactie keerden de Chinezen zich tegen buitenlandse religies en in 845 werd het boeddhisme door de staat verboden. Veel boeddhisten zochten hun toevlucht in Chengdu. Hier maakte de chán-schilderkunst een nieuwe ontwikkeling door. In navolging van de taoïsten Wang Qia (?–ca. 805) en Gu Kuang (ca. 725–814) spatten chán-kunstenaars hun inkt op het doek. Naar verluidt wilden zij met deze spontane manier van werken het goddelijke scheppingsproces imiteren. Een van hen was Guanxiu (832–912), een excentrieke monnik die boeddhistische heiligen op groteske wijze afbeeldde. Tijdens het ineenstorten van de dynastie gebruikten veel literati de shan shui-schilderkunst om te ontsnappen aan de chaos die de ineenstorting met zich bracht.

### Vijf Dynastieën en Tien Koninkrijken (906–960)

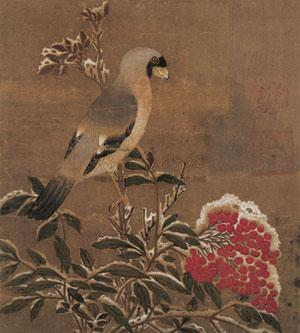
Vogel- en bloemschildering toegeschreven aan Xu Xi

Na de val van de Tang-dynastie brak het tijdperk van de Vijf Dynastieën en Tien Koninkrijken (906–960) aan. In deze korte periode heerste er politieke verdeeldheid in China. Het gebied ten noorden van de Jangtsekiang werd voortdurend geteisterd door oorlogen en vijf heersershuizen volgden elkaar in snel tempo op. De corrupte keizers toonden weinig interesse in kunst en er werkte slechts een handvol schilders in deze regio. Desondanks ontwikkelde de noordelijke landschapsstijl zich tot een van de belangrijkste shan shui-stromingen. Jing Hao (ca. 880–940) legde hiervoor de basis. In krachtige zwarte lijnen schilderde hij hoog oprijzende bergen, bezaaid met ravijnen en ruisende bergstromen. Deze stijl werd verder ontwikkeld door zijn leerling Guan Tong en later door Li Cheng (919–967). De zogenoemde 'Gouden eeuw van Chinese landschapsschilderkunst' had een aanvang genomen en zou tot het einde van de Song-dynastie voortduren.
In de tien koninkrijken in het zuiden van China heersten stabiliteit en een economische bloei. In Chengdu en Nanjing verschenen academies voor hofschilders die werden gefinancierd door de staat. De schilderstijl was meer ontspannen dan in het noorden, wat duidelijk tot uiting kwam in de landschaps- en portretkunst. Dong Yuan (ca. 934–962) schilderde met zacht aangezette penseelstreken vredige, vloeiende heuvels. Hij combineerde grove penseelstreken met natte inktwassingen, waardoor het landschap bijna impressionistisch aandoet. Gu Hongzhong (ca. 910–980) legde het decadente hofleven van de literati vast en Zhou Wenju (917–975) schilderde in de delicate stijl van Zhang Xuan en Zhou Fang kleurrijke taferelen met hofdames die zich amuseren.
In de zuidelijke hoven waren ook bontgekleurde vogel- en bloemschilderingen populair. Afbeeldingen van bamboe en chrysanten waren in de Tang-periode al vrij algemeen, maar Huang Quan (ca. 900–965) en Xu Xi (937–975) legden in Chengdu en Nanjing de basis voor een eigen genre van planten en dieren. Huang voerde zijn werk in lichte kleuren uit in de precieze gongbi-techniek. Zijn naturalistische stijl, ook wel xiesheng (寫生; 'levensechte schilderkunst') genoemd, vond in de Noordelijke Song veel navolging bij professionele hofschilders. Heel anders was de kunst van Xu. Hij voerde zijn vogel- en bloemschilderingen uit in gewassen inkt en weinig kleur, bekend als de mogu-techniek. Xu gebruikte de bij chán-kunstenaars populaire xieyi-stijl, die in tegenstelling tot xiesheng spontaan en gedurfd is. Zijn werken beïnvloedden de literati-schilderkunst tot ver in de Qing-periode.

### Noordelijke Song (960–1127)

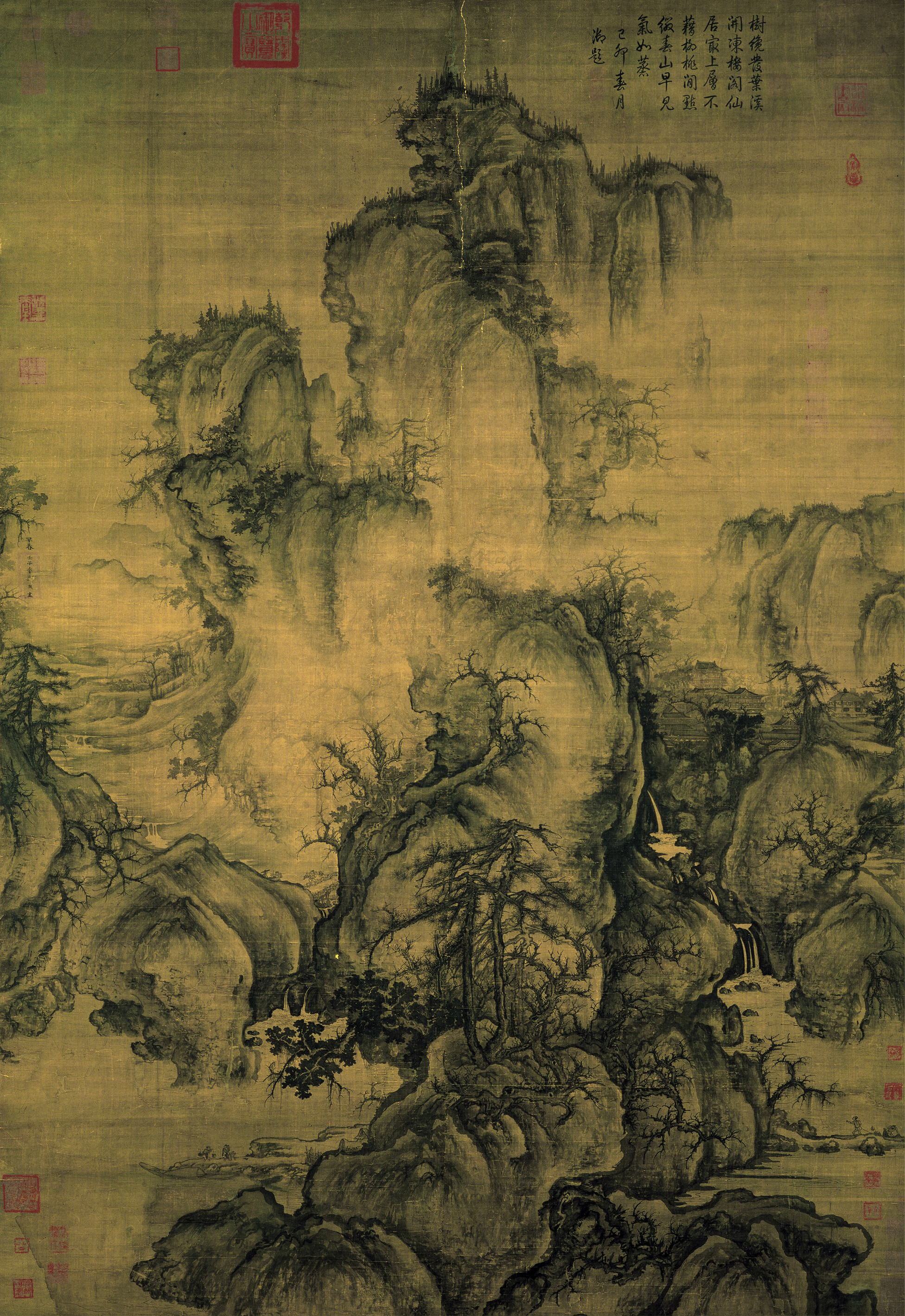
Vroege lente (1072) door Guo Xi beeldt naar verluidt de harmonieuze samenleving uit onder de Song-dynastie.

Toen de Song-dynastie in 960 aan de macht kwam, werd China voor het eerst sinds de Tang-dynastie verenigd. Politieke idealen gericht op het herstellen van de orde in het grote rijk hadden hun weerslag op de schilderkunst. Dit kwam onder andere tot uiting in grootse, vredige landschapswerken. Shan shui werd in de Song-periode gezien als de hoogste kunstvorm en veroverde zo een prominente plek in de Chinese kunstgeschiedenis.
Juran (fl. ca. 960–985), de leerling van Dong Yuan, begon zijn carrière als hofschilder van de Zuidelijke Tang en werkte vervolgens aan het hof van de Song. Zijn verticale landschappen met torenhoge bergen vormden een bron van inspiratie voor veel latere landschapsschilders. Ook de majestueuze landschappen in de noordelijke landschapsstijl werden optimistischer van toon en straalden zowel macht als harmonieuze vrede uit. De landschapsschilders Li Cheng en Guo Xi (ca. 1020–ca. 1090) waren de naamgevers van de Li-Guo-school, die door de keizer werd bestempeld als de nationale landschapsstijl. Guo combineerde gedetailleerde penseelstreken met een opeenstapeling van meerdere, lichte inktwassingen voor het bereiken van een sluiereffect. Hij schilderde het werk in meerdere perspectieven, een techniek die hij 'de hoek van de totaliteit' noemde. Andere prominente vertegenwoordigers van de Li-Guo-school waren Fan Kuan (ca. 960–1030) en Xu Daoning (ca. 970–1052).
Terwijl de monumentale landschapskunst van de hofschilders haar hoogtepunt bereikte in de 11e eeuw, ontwikkelde een groep literati een heel andere benadering van de schilderkunst. De dichter en schilder Su Shi (1037–1101) promootte het idee van een schilderwerk als een pure vorm van expressie, geen natuurgetrouwe afbeelding van de werkelijkheid. Een schildering moest volgens Su vooral inzicht geven in de emoties en ideeën van de maker. Deze denkwijze werd overgenomen door literati als Mi Fu (1051–1107), Li Gonglin (1049–1106) en Wen Tong (1019–1079). Zij zagen hun modellen als een middel om gedachten en gevoelens te verbeelden, een idee dat een fundamenteel principe werd van de literati-schilderkunst. Spontaniteit was het belangrijkst en een onhandige penseelvoering werd als een bewijs van oprechtheid beschouwd. De eenvoudige, innovatieve 'Mi-landschapsstijl'  van Mi Fu en zijn zoon Mi Youren (1086–1165) beïnvloedde de schilderkunst van de Zuidelijke Song en gaf richting aan de literati-landschapskunst.

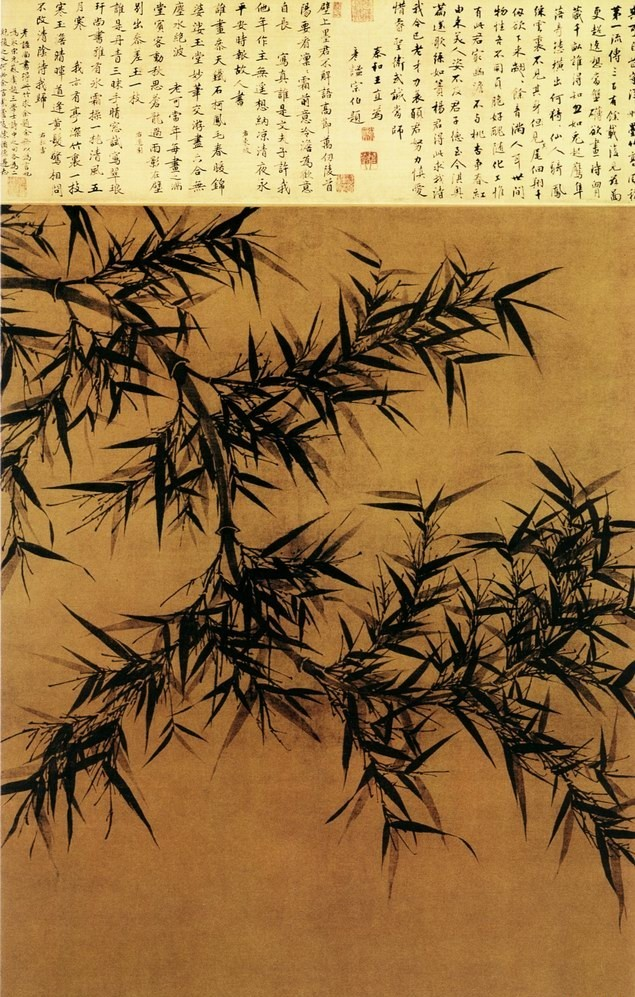
Bamboeschildering op hangende rol door Wen Tong, ca. 1060

Een ander voorbeeld van expressieve schilderkunst is de bamboeschildering. Technisch gesproken viel bamboe onder de vogel- en bloemschilderkunst, maar de werken van Wen Tong legden de grondslag voor een apart genre in de Chinese schilderkunst. De bamboe werd reeds in de dagen van Confucius gezien als een voorbeeld van morele kracht. Dit maakte de bamboeschildering onder literati tot een geliefd medium voor zelfexpressie. De twee andere manieren om zich te uiten waren poëzie en kalligrafie. Su pleitte in zijn kringen voor het combineren van deze 'drie perfecties' en vulde veel bamboeschilderingen van Wen aan met gekalligrafeerde gedichten. Sindsdien werd deze combinatie gemeengoed in de literati-schilderkunst. Aan oude werken werden zelfs colofons bevestigd, zodat gekalligrafeerd gedichten de schilderingen konden aanvullen.
Aan het begin van de 12e eeuw ontstond aan het hof een opleving van oude schildertradities, met name die uit de Tang-periode. Keizer Song Huizong legde een collectie aan van meer dan zesduizend schilderwerken. Zelf was hij gespecialiseerd in vogel- en bloemschilderingen in de realistische stijl van Huang Quan. Huizong voerde belangrijke hervormingen door in de Hanlin-academie en eiste dat hofschilders hun talenten en vaardigheden optimaal benutten. Zij kregen de opdracht om objecten zo natuurgetrouw, gedetailleerd en vaardig mogelijk af te beelden. Hierdoor werd de kloof tussen de literati-schilderkunst en de precieze kunst van de hofschilders nog groter.
Een bekend vooraanstaand lid van de Hanlin-academie was Li Tang (ca. 1050–1130). Hij borduurde voort op de noordelijke landschapsstijl en perfectioneerde de "bijlklief"-techniek van Guan Tong. Hierdoor lijkt het alsof de rotsen en bergen met bijlslagen zijn uitgehouwen. Een andere academische hofschilder van Huizong was Zhang Zeduan (1085–1145), wiens handrol Langs de rivier tijdens het Qingmingfestival door veel kunstcritici wordt beschouwd als het beste werk van de Chinese schilderkunst. Het wordt derhalve ook wel "China's Mona Lisa" genoemd. Veel literati keken echter neer op de perfectionische academische schilderstijl. Zij bestempelden het minachtend als "ambachtelijke schilderkunst".

### Zuidelijke Song (1127–1279)
Song Huizong ging zo op in schilderkunst en andere genoegens dat hij zijn bestuurlijke taken verwaarloosde, waardoor zijn dynastie steeds meer verzwakte. Na de inval van de Jurchen viel het noorden van China in 1127 in handen van de Jin-dynastie (1115–1234). Huizong werd gevangengenomen en enkele leden van de hofhouding vluchtten naar Hangzhou, de nieuwe hoofdstad in het zuiden van China. De eerste keizers van de Zuidelijke Song, Gaozong en Xiaozong, trachtten hun noodzakelijke machtsovername te rechtvaardigen door kunstwerken te promoten die de traditionele deugden illustreren. De werken van schilders als Li Tang en Ma Hezhi (fl. ca. 1131–1162) bevatten lange propagandistische inscripties die door de keizers zelf zouden zijn toegevoegd.

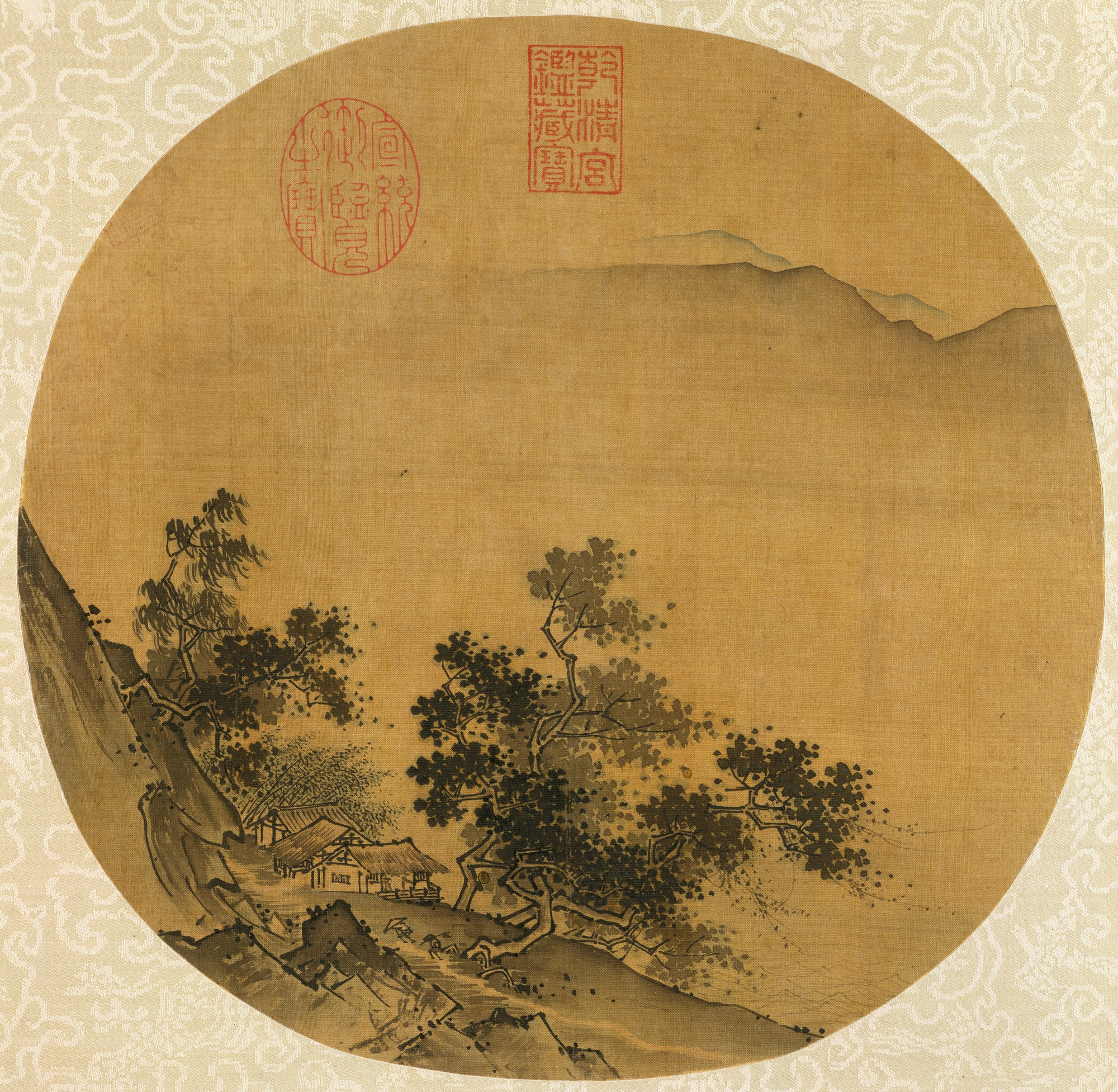
Thuiskomen in de slagregen, een waaierschijf beschilderd door Xia Gui

De veranderde politieke situatie had een zichtbare invloed op de shan shui-landschappen. De literati waren meer geïnteresseerd in de neo-confucianistische filosofie van het opbouwen van de maatschappij vanaf de basis. Zij promootten bijvoorbeeld kleine privéscholen die de Hanlin-academie en andere door de staat bestuurde academies zouden vervangen. Schilders als Ma Yuan (ca. 1160–1225) en Xia Gui (1195–1224) plaatsten gedetailleerde, intieme taferelen op de voorgrond die scherp contrasteerden met de massieve bergpartij op de achtergrond. De bergcontouren werden uitgevoerd in vervagende inktranden, zodat de indruk wordt gewekt dat de bergen in een oneindige ruimte verdwenen. Aan deze illusie van mystiek en onbereikbare grootsheid lag een taoïstische filosofie ten grondslag die leert dat mensen slechts kleine vlekjes zijn vergeleken bij de weidse kosmos. De bergstroom diende hierin als een schakel met het afgebeelde tafereel en de kijker. Ma en Xia legden met hun vernieuwende aanpak de basis voor de invloedrijke Ma-Xia-school.
Tijdens de Song-periode werden beschilderde waaierschijven populair; ze werden verzameld in albums. Naast de waaier kon een gedicht worden gekalligrafeerd dat qua thema en sfeer overeenkwam met de schildering. In navolging van Su Shi streefde een groeiend aantal kunstschilders naar een vrije uiting van emoties en het vastleggen van de innerlijke geest van het model, niet de uiterlijke verschijning. Zij kwamen in kleine gezelschappen bij elkaar om te discussiëren over hun schilderkunst. Zowel werken van oude meesters als eigen werken werden onderling geruild of uitgeleend om ze te kunnen bestuderen en kopiëren. Zo groeide de klasse van schilders die ongeschoold bleven in schildertechnieken als trompe-l'oeil, die onderwezen werden aan de kunstacademies. Sommigen ontbeerden zelfs de vaardigheid van de schilders die leefden van de verkoop op marktplaatsen. Desondanks bekritiseerden deze amateurschilders de hof- en beroepsschilders om hun perfectie en het feit dat zij geld ontvingen voor hun werk. Een dergelijke manier van schilderen was in de ogen van de minder geschoolden geen echte kunstvorm en niet beter dan het werk van slagers of ketellappers op de markt.

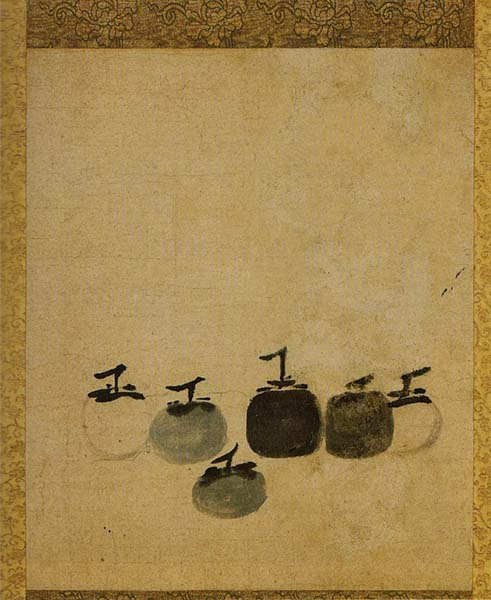
Zes kaki's door Muqi Fachang

Toen de Zuidelijke Song in verval raakte, beleefde de chán-boeddhistische schilderkunst een korte opleving. Literati als Liang Kai (ca. 1140–1210) verruilden het hof voor een monastiek leven in de tempelheuvels aan de overzijde van het Westelijke Meer in Hangzhou. Ook Ma Yuan raakte in de ban van het chán-boeddhisme. Zijn werken uit deze periode zijn spontaner, minder technisch en aanzienlijk abstracter. Veel kunstliefhebbers keurden de expressieve chán-kunst af en bekritiseerden de ruwe penseelvoering. De werken van Ma en chán-monniken als Muqi Fachang (ca. 1210–1269) vonden echter gretig aftrek in Japan, waar ze de basis vormden voor de sumi-e-traditie.

### Yuan-dynastie (1279–1368)
Het aan de macht komen van de Mongoolse Yuan-dynastie in 1279 had een grote impact op de Chinese schilderkunst. De Mongolen hadden veel belangstelling voor buitenlandse culturele en religieuze invloeden. Koeblai Khan, de eerste keizer van de dynastie, was geboeid door enkele aspecten van het Tibetaans boeddhisme. Hoewel de Tibetaanse invloed op Chinese kunst veel geringer was dan vice versa, is deze wel zichtbaar in de keuze van Yuan-hofschilders voor Tibetaanse schildersstijlen. De interesse in mandala's (geometrische diagrammen) deed zo haar intrede in de Chinese schilderkunst. De Tibetanen beïnvloedden ook de Chinese keuze voor thematiek, waardoor in toenemende mate gekozen werd voor boeddhistische onderwerpen.
Enkele kans sponsorden Chinese schilderwerken van hun geliefde thema's, zoals paarden en architectuur. Toch toonden de meesten weinig belangstelling voor de Chinese kunsten en vormde hun patronage een schril contrast met die van de Song-dynastie. De Mongolen wantrouwden de literati en gaven de belangrijkste overheidsposten aan Centraal-Aziaten. Het Chinees examenstelsel werd tussen 1279 en 1315 buiten werking gesteld en veel hofschilders werden van hun post ontheven. Daar kunstenaars niet langer aan de strenge conventies van de Hanlin-academie waren gebonden, werden hun schilderijen expressiever, eenvoudiger en minder decoratief. Kunststijlen die in de Song-periode weinig geliefd waren konden zich nu vrij ontwikkelen en zich permanent vestigen in de Chinese traditie. De literati kozen steeds meer voor stilistische technieken, zoals de xieyi-stijl en kalligrafisch penseelwerk. De combinatie van gekalligrafeerd gedicht en schilderij werd de esthetische standaard. Voor het eerst in de Chinese kunstgeschiedenis domineerde de literati-schilderkunst.

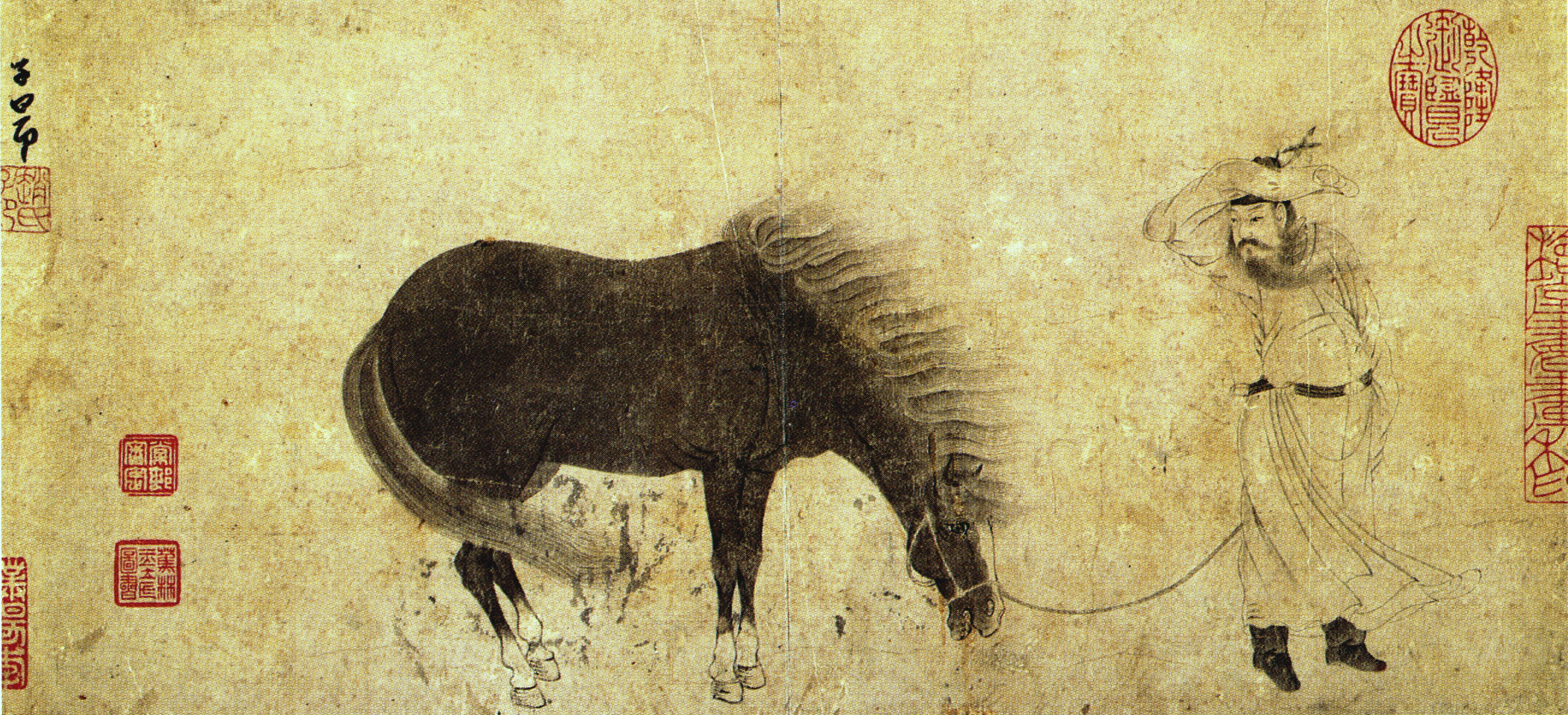
Een man en zijn paard in de wind (1280) door Zhao Mengfu

Doordat de literati in hun werkzaamheden werden beknot kregen ze minder kansen dan voorheen. Veel van hen weigerden de Mongolen te dienen en trokken weg uit de hoofdstad. Het gevoel van afwijzing en saamhorigheid wordt weerspiegeld in hun schilderwerken. De ruiter en zijn paard was een populair thema, daar het symbool stond voor een optimaal gebruik van iemands kwaliteiten. Deze vergelijking had zijn oorsprong in de taoïstische legende van Bole, wiens vermogen om paarden te beoordelen een metafoor was geworden voor de rekrutering van bekwame ambtenaren. De literati-kunst toont ook een heimwee naar het verleden, met name naar de roemrijke Tang-periode. De vogel- en bloemschilder Qian Xuan (1235–1305) weigerde een aanstelling als hofschilder en veranderde zijn schilderstijl van naturalistisch naar archaïsch. Hij legde zich toe op blauwgroene landschappen en voorzag zijn werken van maatschappijkritische gedichten in antieke kalligrafiestijlen.
Vanaf 1286 werd een groeiend aantal literati toegelaten tot de overheidsdienst. Ook zij grepen vaak terug op oude schilderstijlen, zoals Ren Renfa (1255–1328) met zijn paardenschilderingen in de Tang-traditie. Gao Kegong (1248–1310) maakte aanvankelijk bewolkte landschappen in de stijl van Mi Fu, maar creëerde later een expressieve stijl gestoeld op de werken van Dong Yuan. Wang Mian (1287–1359) legde de tot dan toe hoogste standaard voor pruimenbloesemschilderingen in monochrome gewassen inkt. Veel hofschilders legden zich toe op bamboeschilderingen. Bamboe stond symbool voor deugden als empathie, integriteit en flexibiliteit; eigenschappen die geliefd waren bij de kans. De bamboeschilderkunst had hierdoor haar grootste bloeiperiode in de Yuan-periode. Tijdens zijn ambtelijke reizen bestudeerde Li Kan (ca. 1245–1320) bamboeplanten en trachtte ze onder verschillende weersomstandigheden af te beelden. Ook andere schilders wijdden vrijwel hun hele artistieke loopbaan aan het schilderen van bamboe, zoals Gu An (ca. 1289–na 1365) en Guan Daosheng (1262–1319), de echtgenote van Zhao Mengfu.
Onder de hofschilders had Zhao Mengfu (1254–1322) de grootste invloed op de ontwikkeling van de traditionele schilderkunst. Buyantu Khan voerde in 1315 het examenstelsel opnieuw in en stelde het daaropvolgende jaar Zhao aan als president van de Hanlin-academie. Zhao was bevriend met Qian Xuan en greep net als hij terug op het werk van oude meesters. Hij staat met name bekend om zijn afbeeldingen van paarden in de stijl van Han Gan (ca. 715–781), maar bekwaamde zich in alle traditionele genres. Zhao gebruikte opzettelijk vereenvoudigde kleuren en composities, en gaf vorm en schaal op een schematische, haast naïeve wijze weer. Zijn shan shui-landschappen waren vernieuwend in de wijze van opbouw en hadden een grote invloed op de ontwikkeling van de literati-landschapskunst. Traditioneel bestond een dergelijk werk in een voorgrond, een middenpartij en een achtergrond. Zhao bracht echter een groot aantal hoogteverschillen aan in het middenstuk, zodat het werk extra diepte kreeg. Zijn methodes vonden navolging bij diverse onafhankelijke literati-schilders.
De Vier Meesters van de Yuan-dynastie worden beschouwd als de invloedrijkste shan shui-kunstenaars van hun periode. Hun nieuwe technieken om inkt aan te brengen werden door veel latere meesters gekopieerd en doorontwikkeld. Traditionele esthetische normen kregen daarbij steeds meer een ondergeschikte rol. De oudste van de vier was de taoïstische kluizenaar Huang Gongwang (1269–1354). Hij voerde het principe van "gedachten schetsen" (xieyi) zover door dat hij regelmatig over eerder aangebrachte penseelstreken heen schilderde, iets wat zeer ongebruikelijk was in zijn tijd. Desondanks stralen zijn landschappen een serene rust uit. Huang liet zich inspireren door de werken van Dong Yuan en Juran, net als zijn tijdgenoot Wu Zhen (1280–1354). Wu's natte, grove penseelstreken in gewassen inkt resulteerden in een bijna impressionistische stijl.

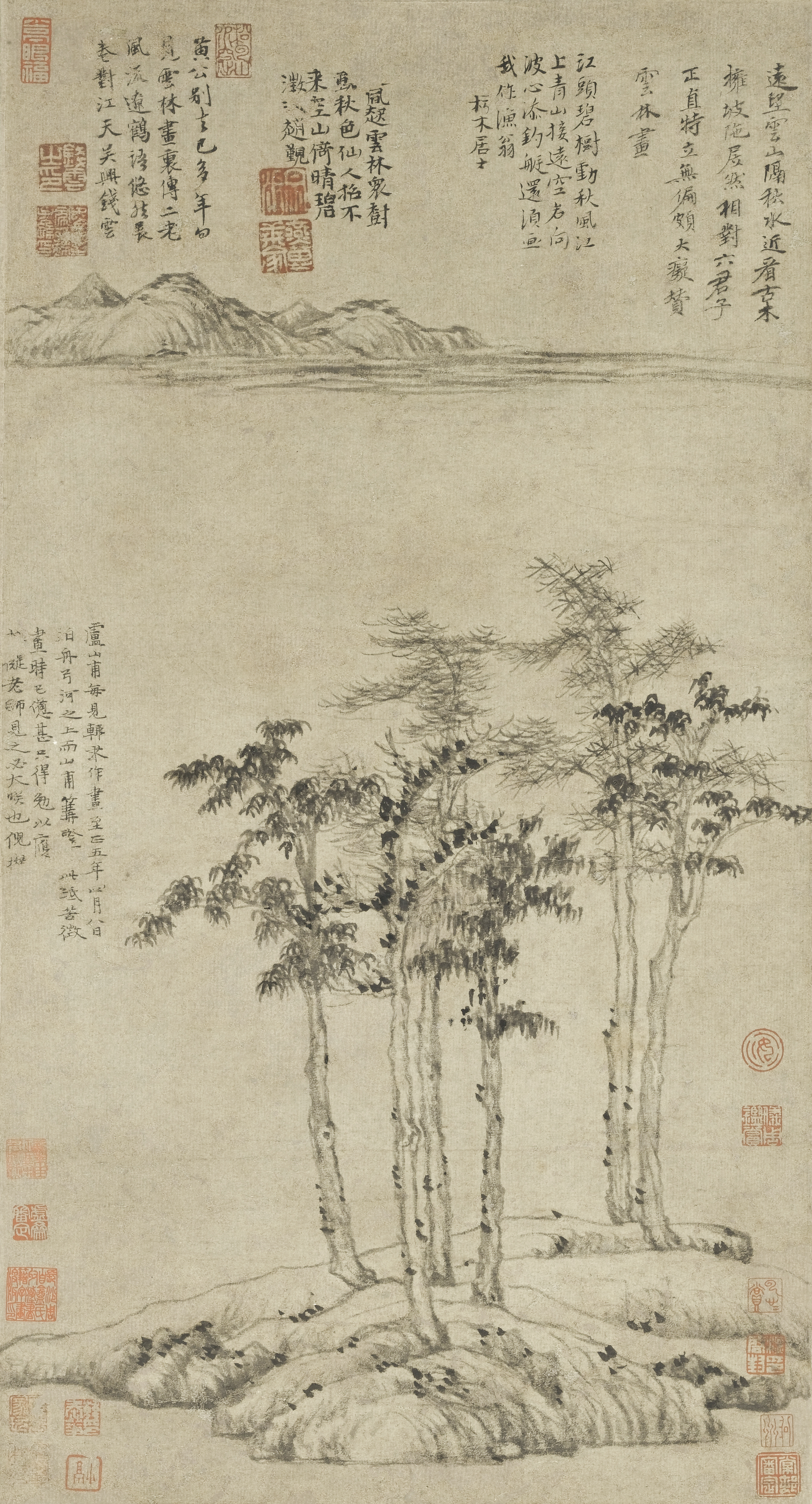
Zes edellieden (1345) door Ni Zan; een symbolische voorstelling van junzi (edellieden) die isolement verkozen boven het dienen onder het juk van de Mongoolse Yuan-dynastie.

De twee andere Meesters van deze periode, Ni Zan (1301–1374) en Wang Meng (1308–1385), waren ook vernieuwend in het shan shui-genre. Ni onderscheidde zich door zijn ingetogen, sombere landschappen in spaarzame inkt. Vrijwel al zijn landschappen volgden een vergelijkbaar patroon: een ingetogen, bijna abstract tafereel in spaarzame gewassen inkt, met twee ver van elkaar gelegen rivieroevers, bomen die op de voorgrond scherp afsteken tegen de grote watermassa, en geen menselijke figuren. Wang daarentegen borduurde voort op Tang-meesters als Guo Xi en maakte naam met uitbundige, complexe landschappen in stroperige, compacte penseelstreken en opvallende kleuren.

### Ming-dynastie (1368–1644)
In 1368 verdreef de Chinese rebellenleider Zhu Yuanzhang de Yuan uit China en stichtte hij als keizer Hongwu de Ming-dynastie. Deze periode staat te boek als "een van de grootste periodes van ordelijke regering en sociale stabiliteit in de menselijke geschiedenis". Hongwu moest niets hebben van de individuele creativiteit die zo kenmerkend was voor de Yuan-periode, maar wenste technische perfectie. De nieuwe lichting hofschilders greep terug op de oude schildertradities uit de Song-periode en vergrootte zo de kloof met de literati-schilderkunst. De vogel- en bloemschilderingen in de gongbi-stijl van Bian Jingzhao (fl. 1426–1435) en Lü Ji (1477–?) vertonen duidelijk de invloeden van Huang Quan en keizer Song Huizong. Ook kleurrijke, verhalende taferelen en shan shui-landschappen in de stijl van Li Tang, Ma Yuan en Xia Gui waren populair aan het hof. Een van de belangrijkste portretschilders uit deze periode was Du Jin (fl. ca. 1465–1509). Hij schilderde zowel monochrome werken als portretten in de kleurrijke stijl van de hofschilders van de Zuidelijke Song. Du's schilderstijl vond de gehele Ming-periode navolging bij andere portretschilders.
Niet alle literati konden zich vinden in de strenge richtlijnen van de keizerlijke academie. Dai Jin (1388–1462) stichtte in Hangzhou bijvoorbeeld de Zhe-school, een stroming van beroepsschilders die vrije normen hanteerde bij het schilderen in de Song-tradities. Wang Fu (ca. 1362–1416) ging nog verder door de Song-stijlen te negeren. Hij was in de vroege Ming een van de weinige belangrijke hofschilders die geen academische opleiding hadden genoten, maar volgde Yuan-meesters als Huang Gongwang, Ni Zan, Wang Meng en Wu Zhen. Wang was aan het hof een van de voortrekkers in de ontwikkeling van de literati-schilderkunst, net als Xia Chang (1388–1470). Beiden schilderden bamboe op dezelfde wijze als gekalligrafeerde karakters, een abstracte techniek die sterk contrasteert met de gekunstelde gongbi-stijl.

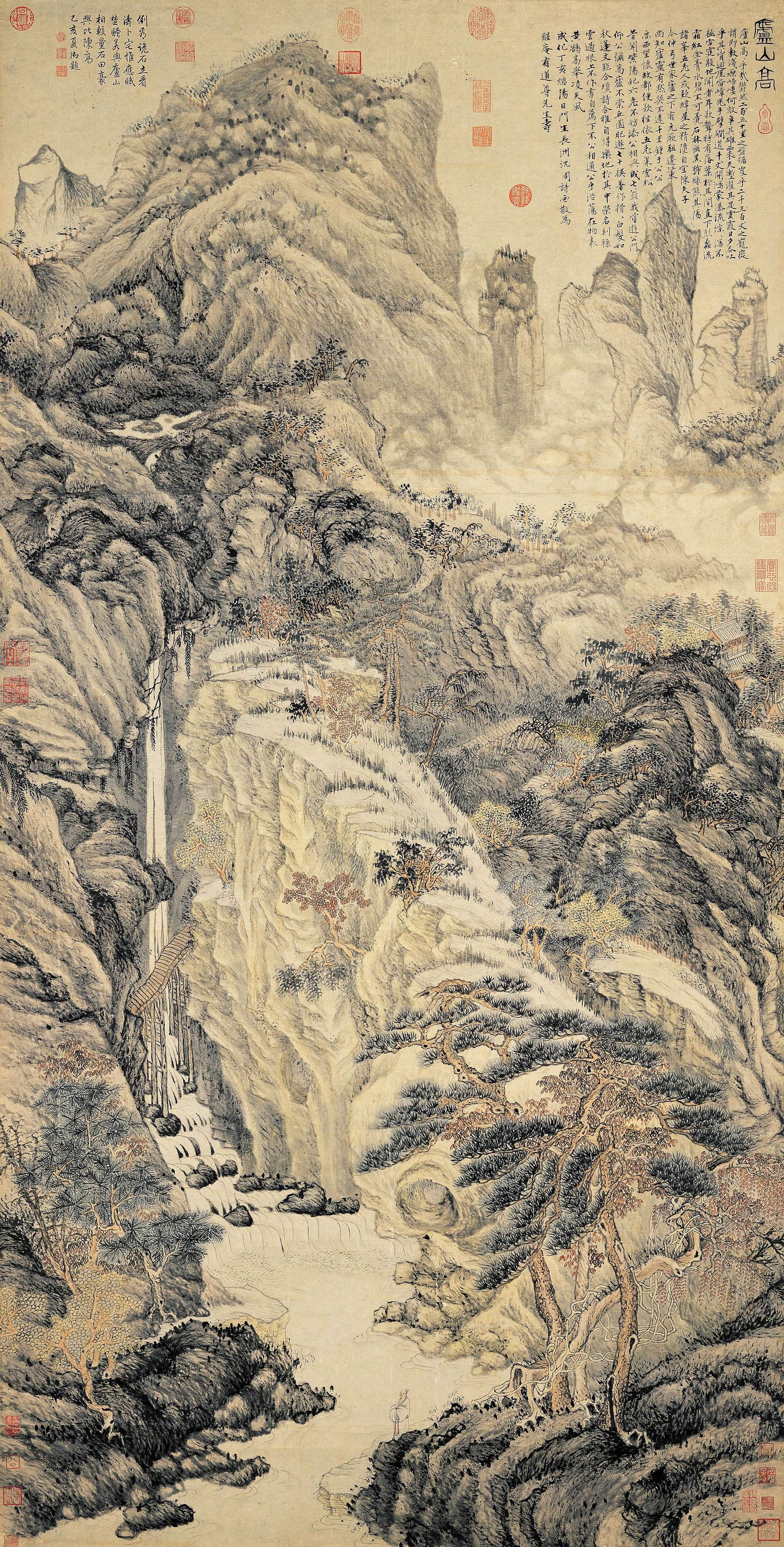
Verheven Lushan door Shen Zhou

Shen Zhou (1427–1509) nam geen deel aan de keizerlijke examens maar wijdde zijn leven aan de schilder- en dichtkunst. Shen beheerste een breed scala aan stijlen en technieken en introduceerde de bloemschildertraditie in de literati-schilderkunst. Hij voerde deze uit in de door hofschilders ontwikkelde mogu-stijl, maar met de expressie en vrijheid van chán-kunstenaars als Muqi Fachang. Shen wordt beschouwd als de belangrijkste grondlegger van de Wu-school in Suzhou, een stroming waarin een contemplatieve levenswijze, liefde voor de natuur en zelfexpressie centraal stonden. Een belangrijke vertegenwoordiger was ook Shens leerling Wen Zhengming (1470–1559). Wen maakte een grondige studie van antieke werken, zoals shan shui-landschappen in de Tang-traditie, en gaf zijn kennis door aan een groot aantal leerlingen. Binnen een korte tijd was de Wu-school de dominante schilderstijl van de Ming-periode.
Tang Yin (1470–1523) en Qiu Ying (ca. 1494–1552) waren beiden bevriend met Shen Zhou en Wen Zhengming. Gezamenlijk werden zij reeds in de Ming-periode tot de Vier Meesters van de Ming-dynastie gerekend, al was alleen Wen een geschoold literator. Tang kon niet deelnemen aan het examenstelsel, daar hij van fraude werd beschuldigd. Hij legde zich toe op de schilderkunst en was bedreven in een groot aantal genres, van landschappen tot bamboeschilderingen. Ook de autodidact Qiu was een veelzijdig schilder. Hij was vooral bekend om zijn shan shui-landschappen in antieke stijlen, zoals de blauwgroene landschapsstijl. Beide kunstenaars hadden een belangrijke invloed op hun tijdgenoten.

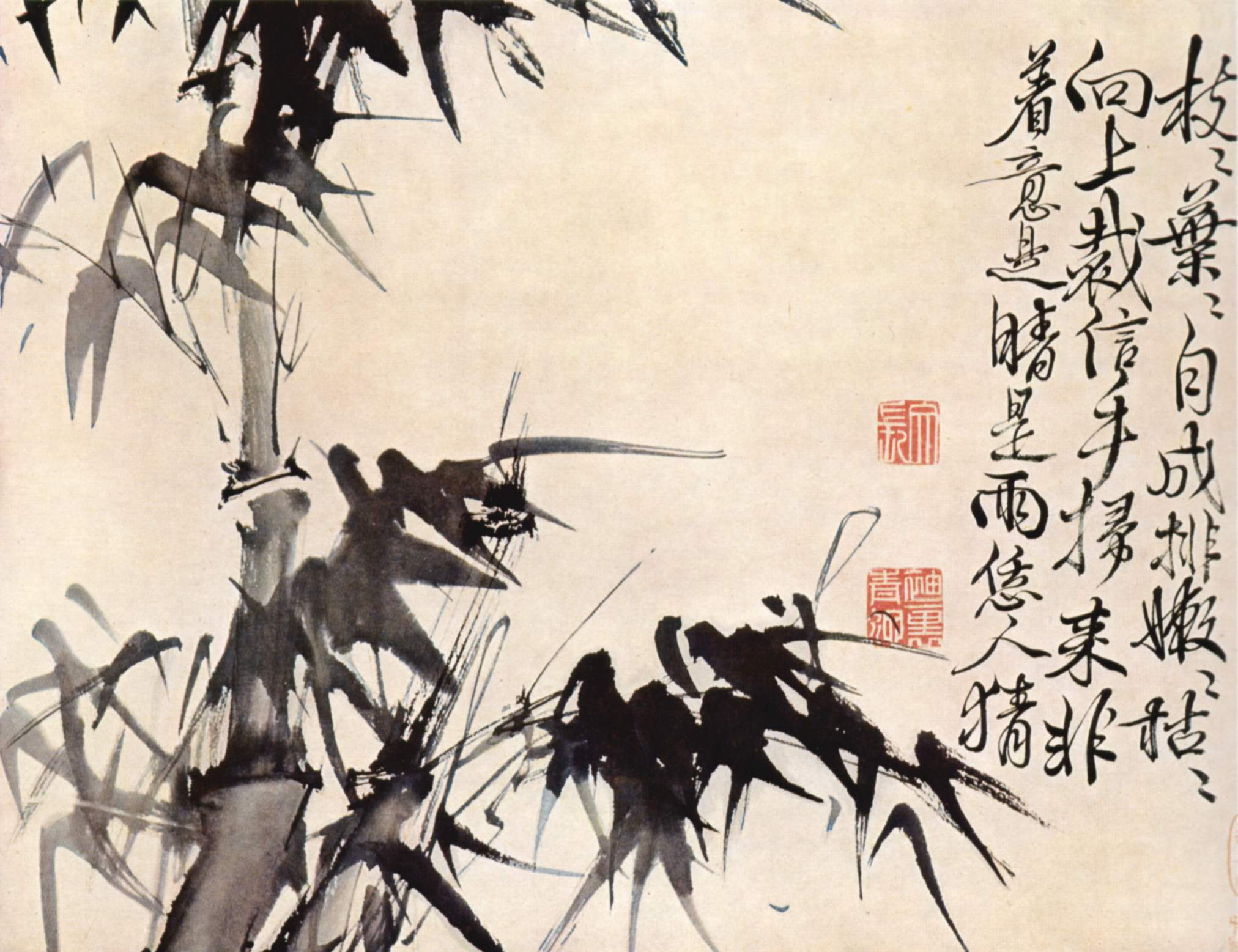
Bamboe door Xu Wei

Tijdens de Ming-periode ontwikkelde de bamboeschilderkunst zich tot een van de meest abstracte schilderkunsten in China. Xu Wei (1521–1593) had met zijn onverschillige houding tegenover tradities hierin een belangrijke invloed. Hij behaalde slechts de laagste tongsheng-graad in het examenstelsel, maar wist desondanks een grote technische veelzijdigheid te ontwikkelen. Xu borduurde voort op Shen Zhou's bloemschilderingen en werd bekend om zijn "spetterende", ogenschijnlijk nonchalante schilderkunst. Sommige kunstkenners beschouwen hem als een van de grondleggers van China's moderne schilderkunst.

#### Verval van de Ming
In de 15e eeuw kende China een periode van grote welvaart, maar in de laatste eeuw van de Ming-dynastie kwam hier verandering in. De corruptie aan het hof zorgde voor onvrede onder de literati. De schilder en kalligraaf Dong Qichang (1555–1636) zag de minachting voor traditie in de literati-schilderkunst als een direct gevolg van de daling van het moreel. Traditionele stijlen raakten steeds meer versnipperd en om dit een halt toe te roepen creëerde Dong een referentiekader voor de shan shui-schilderkunst. Samen met bevriende kunstenaars stelde hij twee afstammingslijnen op. De eerste begon bij Wang Wei uit de Tang-periode en liep via Dong Yuan, Juran, Su Shi en Mi Fu en de Vier Meesters van de Yuan-dynastie tot Shen Zhou en Wen Zhengming van de Wu-school. Dong canoniseerde deze groep vertegenwoordigers van de literati-schilderkunst als de Zuidelijke School, een verwijzing naar de gelijknamige school van het chán-boeddhisme die spontane verlichting nastreefde. Daar tegenover werd de Noordelijke School gesteld van schilders in de academische stijl, met achtereenvolgens Li Sixun, Guo Xi, Ma Yuan, Xia Gui en Qiu Ying als belangrijke vertegenwoordigers. Tot ver in de Qing-dynastie bleef een duidelijk onderscheid tussen beide scholen bestaan.
Dong had weinig waardering voor de Noordelijke School en streefde naar een perfectionering van de Zuidelijke School, waarvan hijzelf naar eigen zeggen de belangrijkste vertegenwoordiger was. Hij geloofde dat de oude meesters pas konden worden nagevolgd als hun kunst systematisch opnieuw werd geïnterpreteerd. De kunst van Dong en zijn volgelingen was daardoor soms origineel, maar vrijwel altijd conservatief.
In de vroege 17e eeuw werden de eerste westerse invloeden in de Chinese schilderkunst zichtbaar. Jezuïtische missionarissen als Matteo Ricci (1552–1610) lieten hofschilders kennis maken met Europese technieken als perspectief en schaduwwerking. Mogelijk was dit een aanleiding voor de grootste opleving van de portretkunst sinds de Song-periode. Voortrekkers hierin waren Cui Zizhong (1574–1644) en Chen Hongshou (1599–1652), die levendige naturalistische schilderwerken maakten in verzadigde kleuren. Hun schilderkunst weerspiegelde tegelijkertijd de rusteloze desillusie die kenmerkend was voor de nadagen van de Ming-dynastie.

### Qing-dynastie (1644–1912)

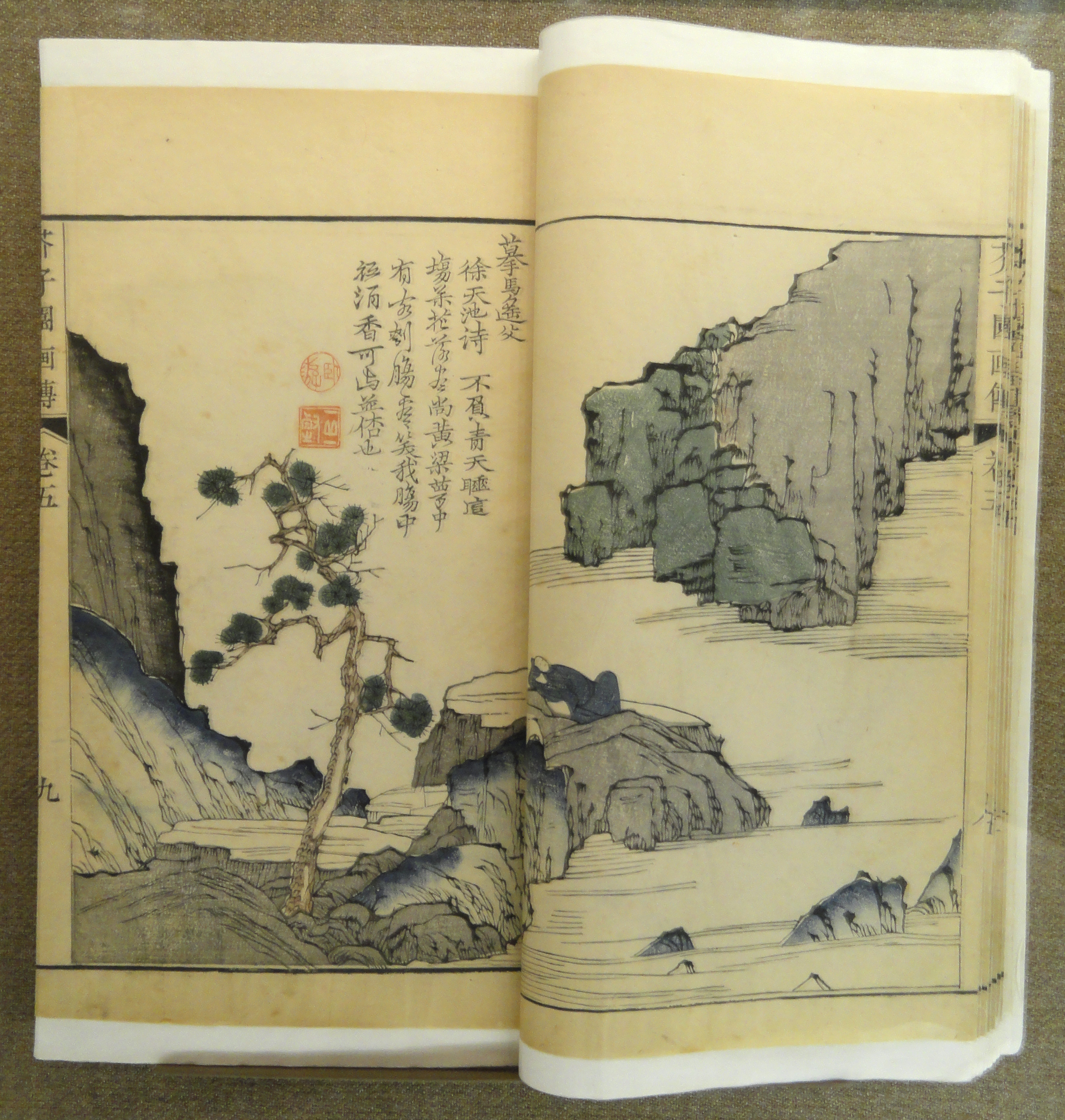
Eerste deel van De Mosterdzaadtuin (1679)

Nadat de Mantsjoes in 1644 Peking hadden veroverd, kwam de Qing-dynastie aan de macht. Het Chinese rijk werd in de Qing-periode meer dan tweemaal zo groot als in de Ming-periode, en tegelijkertijd groeide de gemiddelde levensstandaard. Rond deze periode verschenen de eerste handboeken die in kleurendruk de schilderkunst en Chinese kalligrafie behandelden, zoals Tien Bamboes-studio's handboek voor schilderen en kalligrafie uit 1633 en De Mosterdzaadtuin, waarvan het eerste deel in 1679 verscheen. Dankzij deze publicaties konden steeds meer Chinezen zich toeleggen op kunsten die voorheen alleen voor de hogere klassen waren weggelegd.
In tegenstelling tot het Mongoolse bewind van de Yuan-dynastie bracht de buitenlandse mogendheid geen ommekeer teweeg op maatschappelijk en cultureel vlak. De Mantsjoes hadden van huis uit een extravagante smaak, maar de Qing-keizers waren tegelijk conservatief in politieke en culturele zaken. Met name Kangxi en Qianlong, die respectievelijk van 1661 tot 1722 en van 1735 tot 1796 regeerden, trachtten de literati voor zich te winnen door een bloei van de traditionele kunsten te stimuleren. Qianlong werd de belangrijkste kunstmecenas sinds Song Huizong. De Mantsjoerijse hang naar opsmuk en het conservatisme van de keizers kwamen duidelijk tot uiting in de schilderkunst. In vrijwel de gehele Qing-periode zijn zowel uitbundige stijlen als de traditionele scholen prominent vertegenwoordigd.

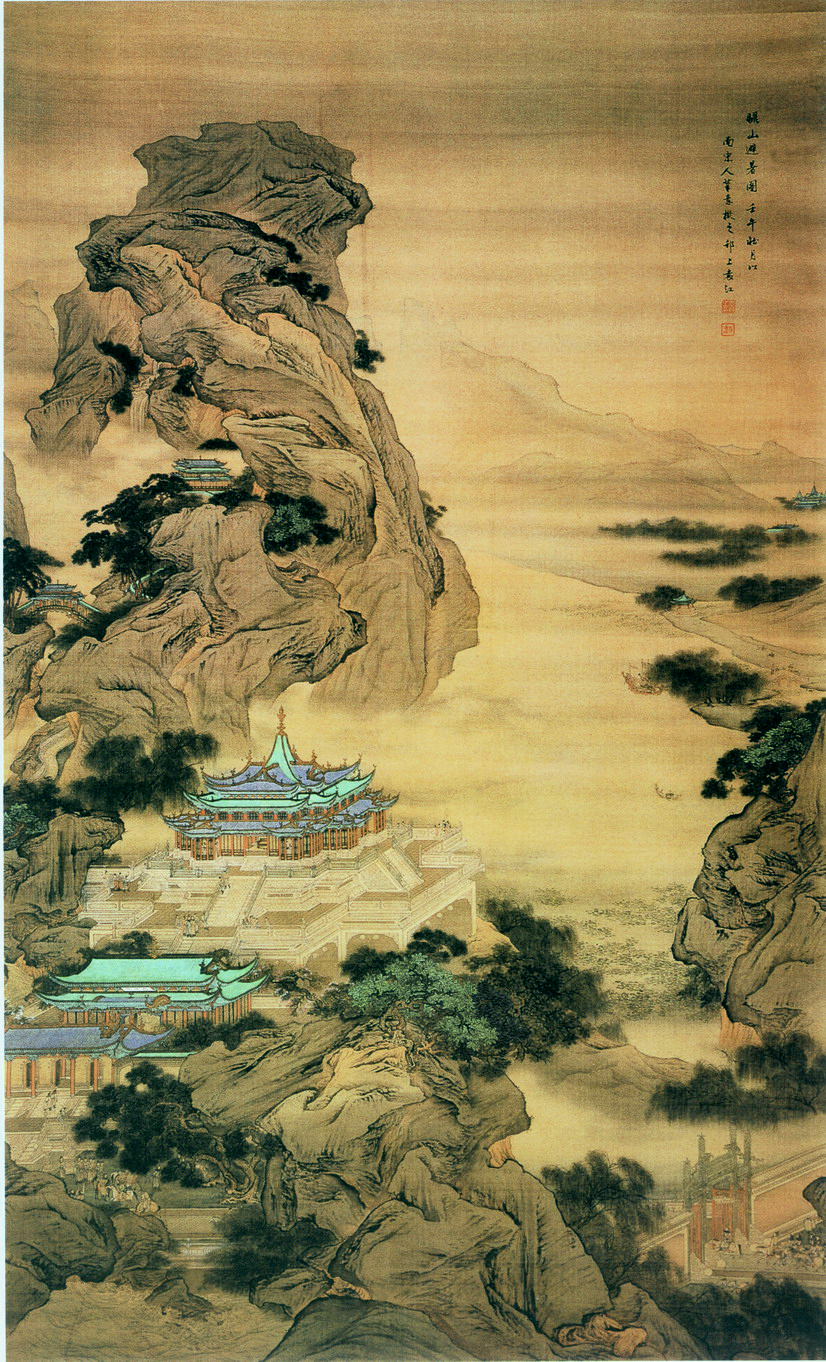
Ontsnappen aan de hitte op de Lishan (1702) door Yuan Jiang

Geheel in de traditie van de Noordelijke School legden veel hofschilders zich toe op het perfectioneren van hun schilderkunst. Zij vervaardigden vooral werken die de keizers gunstig stemden, zoals kleurrijke portretten van de keizerlijke familie en decoratieve taferelen van overwinningen in veldslagen. In veel van de werken uit de vroege Qing-periode is de invloed van de westerse schilderkunst te zien. Yuan Jiang (ca. 1671–1746) combineerde buitenlandse invloeden met de schilderstijl van Guo Xi. Latere missionarissen introduceerden nog meer westerse elementen, zoals clair-obscur. Een van hen was Giuseppe Castiglione (1688–1768), die in 1715 door keizer Kangxi werd aangesteld als hofschilder. In navolging van de Italiaanse renaissancemeesters legde hij de nadruk op kleur, licht en perspectief. Zijn werken hadden een grote invloed op enkele hofschilders, maar werden bekritiseerd door de onafhankelijke literati.
Aan het hof werden ook meesters uit de Zuidelijke School aangesteld, zoals Wang Hui (1632–1717), Wang Yuanqi (1642–1715), twee van de Zes Meesters van de vroege Qing-periode. In navolging van Dong Qichang borduurden zij voort op de shan shui-landschapsstijl van de Yuan-meesters. De literati-schilderkunst werd in de Qing-dynastie de orthodoxe schilderstijl in China, waardoor de tweestrijd die sinds de Song-periode tussen de Zuidelijke en Noordelijke School bestond werd beslecht. In zekere zin was de Noordelijke School de winnaar, maar dit ging ten koste van het onafhankelijke imago van deze stroming. Bovendien bleven de meeste literati nauwgezet in de stijlen van de oude meesters werken. Dit gold ook voor Wang Shimin (ca. 1592–1680), Wang Jian (ca. 1598–1677) en Wu Li (ca. 1632–1718), drie andere Meesters van de vroege Qing-periode die zeer conservatief waren in hun landschapswerken. Yun Shouping (1633–1690), de zesde meester, vormde echter een uitzondering. Zijn sierlijke, realistische bloemschilderingen in een bontgekleurde mogu-stijl legden de basis voor de orthodoxe Changzhou-school.

#### Individualisten
In de beginjaren van de Qing-periode verzetten Ming-loyalisten zich tegen de Mantsjoe-heerschappij. Veel literati gaven hun positie aan het hof op en werden zwerver, chán-monnik of kluizenaar. Zonder patronage ontwikkelden zij een progressieve stroming in de Zuidelijke School; zij waren de zogenoemde 'individualisten'. Hun werken in gewassen inkt onderscheiden zich door een sterk emotionele en persoonlijke stijl. De scherpe contrasten en repetitieve vormen in de landschappen van Ming-loyalist Gong Xian (ca. 1618–1689) bijvoorbeeld roepen een sfeer op van onderdrukking en sober isolement.

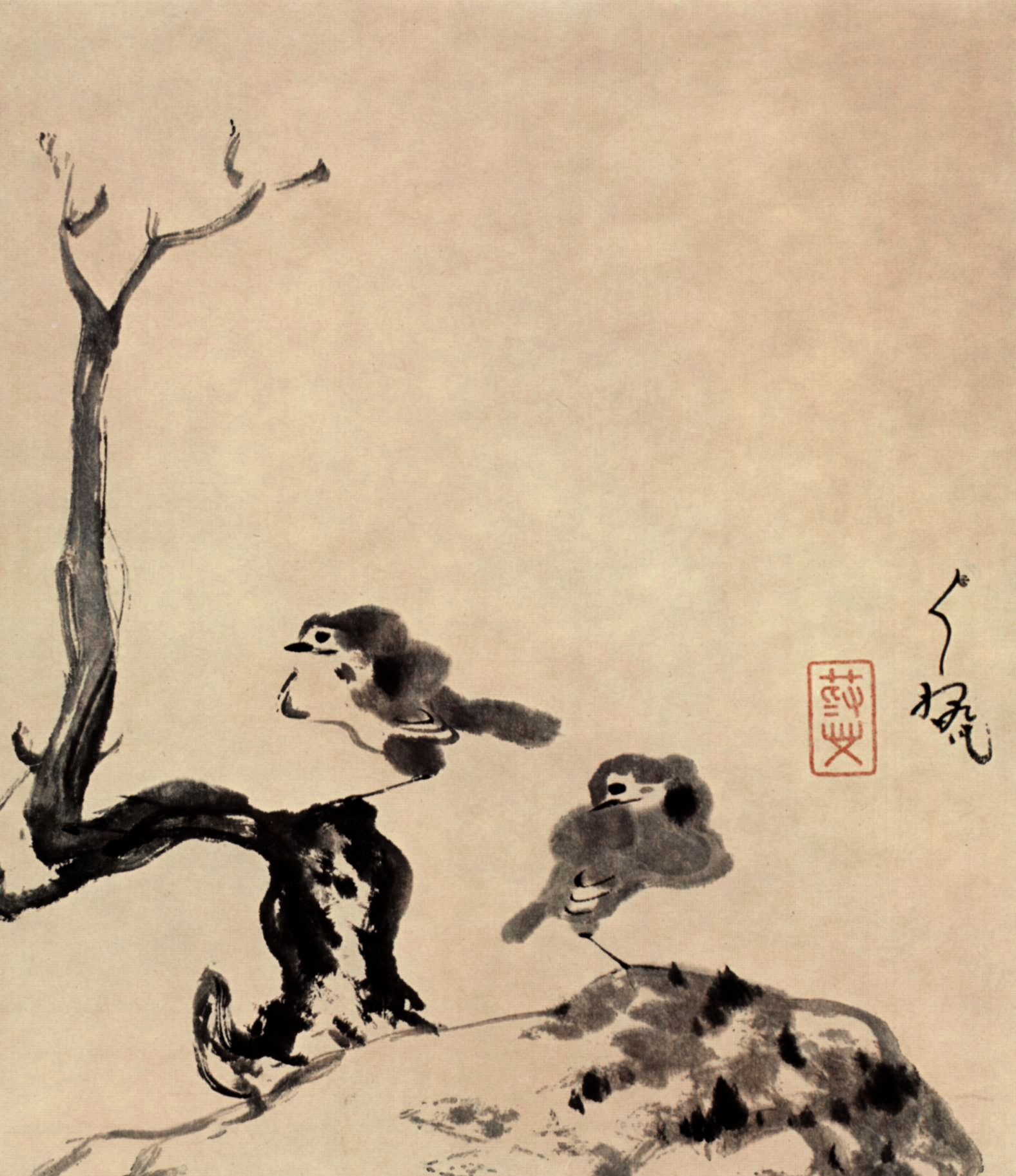
Twee vogels door Bada Shanren

Andere belangrijke individualisten waren de Vier Monniken, die voor een monastiek leven in de chán-bergtempels kozen. Kun Can (1612–1673) vervaardigde melancholische landschappen in de stijl van Yuan-meester Wang Meng. Hong Ren (1610–1664) was een meester van de Anhui-school, een groep kunstenaars in de omgeving van de Huangshan die voortborduurde op de strenge, minimalistische werken van Ni Zan. Geen van beiden was echter zo vernieuwend en invloedrijk als de andere twee monniken, Bada Shanren (1626–1705) en Shitao (1642–1707), die tot de keizerlijke Ming-familie behoorden. Bada Shanren had een excentrieke, grillige manier van schilderen die zowel de invloed van Dong Qichang als Xu Wei verraadde. Hij gebruikte beurtelings droge en zeer natte inktwassingen en voorzag zijn werken van felle kritieken op de Mantsjoe-overheersing. Zijn neef Shitao verwierp het kopiëren van oude meesters en onderscheidde zich door zijn grote verbeeldingskracht, onconventionele penseeltechnieken en gedurfd kleurgebruik. Hij beweerde zelf: "geen methode, dat is mijn methode".
De Vier Monniken hadden een belangrijke invloed op de Acht Excentriekelingen van Yangzhou. Ook deze schilders verwierpen de orthodoxe opvattingen over de schilderkunst ten gunste van een expressievere stijl. Zij lieten zich daarbij inspireren door oude meesters die in hun tijd als vernieuwend te boek stonden. De meesten van hen kwamen uit een arm milieu en waren weinig geschoold in de schilderkunst. Desondanks hadden zij een grote invloed op Chinese kunstenaars van de late 19e eeuw.

#### Nieuwe opdrachtgevers
Nadat het Britse Rijk in 1842 de Eerste Opiumoorlog won, werden Chinese havens voor het westen geopend. Chinese steden als Guangzhou, Yangzhou en Shanghai groeiden uit tot kunstcentra. Toen rebellenlegers tijdens de Taipingopstand (1851–1864) grote delen van China bezetten, zochten rijke kooplieden hun toevlucht in het relatief veilige en financieel aantrekkelijke Shanghai. Gaandeweg vervingen zij de keizerlijke hoven als patronen van de Chinese kunsten. De handelaren wilden gedurfdere werken dan de orthodoxe literati-schilderingen, omdat ze krachtig, kleurrijk en gemakkelijk te begrijpen zijn. In dezelfde periode ontstond een hernieuwde belangstelling voor antieke gekalligrafeerde inscripties in brons en steen.

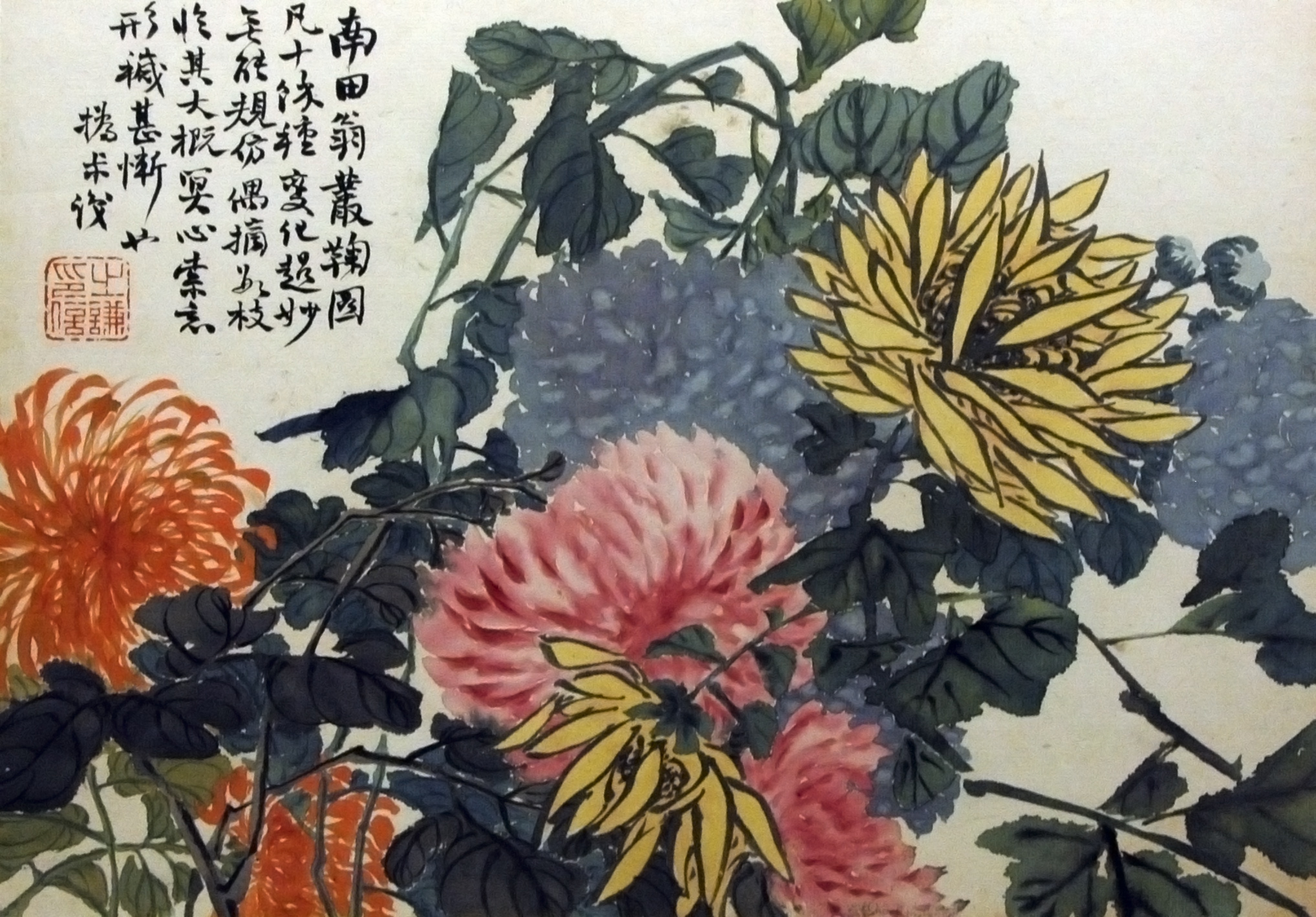
Albumblad uit het album Bloemen (1859) door Zhao Zhiqian

De Shanghai-school speelde op deze ontwikkelingen in door krachtige, kleurrijke schilderwerken te combineren met oude kalligrafiestijlen. Ren Xiong (1823–1857), Zhao Zhiqian (1829–1884), Wu Changshuo (1844–1927) en Ren Bonian (1840–1896) borduurden voort op de expressieve schilderkunst van Xu Wei, Chen Hongshou en individualisten uit de vroege Qing. Ze focusten zich op vogel- en bloemschilderingen en portretten, en gebruikten een nog grotere overdrijving in vormen en kleuren dan individualisten als Bada Shanren en Shitao.
Aan het einde van de 19e eeuw nam de invloed van de westerse kunst verder toe doordat kunstenaars studiereizen maakten naar Europa en Japan, waar de westerse kunst al wijdverbreid was. Gao Jianfu (1879–1951), zijn broer Gao Qifeng (1889–1933) en Chen Shuren (1884–1948) mengden westerse technieken met traditionele stijlen en legden zo de basis voor de Lingnan-school, een van de invloedrijkste stromingen van die tijd. Desondanks bleef de Chinese schilderkunst haar identiteit bewaren. Als reactie op de massale import van Japanse en westerse boeken, foto's, lithografieën en kleurenposters ontstond uiteindelijk een hernieuwde belangstelling voor de traditionele schilderkunst.
Een van de bekendste moderne Chinese schilders uit de eerste helft van de 20e eeuw was Qi Baishi (1864–1957). Hij borduurde voort op de Shanghai-school en maakte naam met zijn afbeeldingen van bloemen en kleine dieren. Volgens Qi moest een schilderij "het midden houden tussen gelijken en niet-gelijken". Qi kwam uit een arme boerenfamilie, maar wist met zijn kunst de rijke handelaren te bekoren.
De academische stijl van de Noordelijke School werd geheel verdrongen door de nieuwe lichting van expressieve schilders die voor een heel nieuw publiek werkten. Het Chinees examenstelsel, een belangrijke instantie voor de overlevering van tradities, werd in 1905 door keizerin-weduwe Cixi afgeschaft. Tijdens de Xinhairevolutie in 1911 sloot de Hanlin-academie voorgoed haar deuren. In datzelfde jaar richtte de 16-jarige Liu Haisu (1896–1994) in Shanghai de eerste Chinese kunstacademie op met westerse schilderkunst in haar pakket.

### Republiek China (1912–1949)

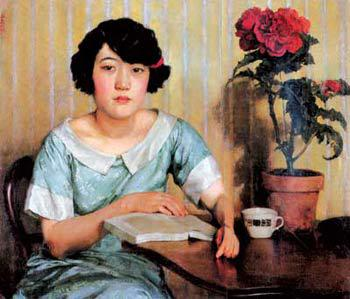
Jiang Biwei aan tafel (1925) door Xu Beihong

In 1912 werd de laatste Chinese keizer van de troon gestoten en de Republiek China uitgeroepen. In de beginjaren van deze periode kwamen meer kunstschilders in aanraking met westerse stijlen en technieken. In de jaren 20 maakten jonge kunstenaars studiereizen naar Japan, Parijs en Duitsland en verwerkten ze allerlei westerse stijlen in de traditionele schilderkunst. Zo liet Liu Haisu het Chinese publiek kennismaken met het postimpressionisme en Lin Fengmian (1900–1991) met de stijl van de fauvist Henri Matisse. Xu Beihong (1895–1953) maakte enkele monumentale portretten in de stijl van het Parijse realisme, maar schilderde zijn meeste werken in de traditionele stijl. In zijn poging om de Chinese schilderkunst te vervolmaken integreerde hij Europese compositietechnieken in zijn inktschilderingen.
In de jaren 30 verwerkten de meeste belangrijke kunstschilders buitenlandse technieken en stijlen in hun werken. Een klein aantal kunstenaars bleef echter alle moderniseringen negeren. Dit waren bijvoorbeeld genoemde Qi Baishi en Huang Binhong (1865–1955), een van de laatste meesters van de traditionele shan shui-schilderkunst. Ook Zhang Daqian (1899–1983) focuste zich in zijn beginjaren op traditionele shan shui-landschappen, vogel- en bloemschilderingen, bamboeschilderingen en portretten in de stijl van individualisten uit de Ming- en vroege Qing-periode.
Het Chinese socialistisch regime stimuleerde in de jaren 30 en 40 de massaproductie van blokdrukprenten. De schilderkunst werd hierdoor gedeeltelijk verdrongen door prenten van Europese socialistische kunstenaars en traditionele nieuwjaarsprenten. In 1942 benadrukte Mao's communistische partij de noodzaak om de traditionele schilderkunst te moderniseren, zodat zij toegankelijker zou worden voor de grote massa. Mao ontmoedigde "kunst om de kunst", want schilderijen moesten alleen de partij dienen. Hij verlangde dat de vorm niet werd gescheiden van de politieke lading. Fu Baoshi (1904–1965) speelde hierop in met een individualistische, spontane en sterk nationalistische schilderstijl met veel gebruik van kleur. Hij paste hiervoor Japanse en westerse stijlen en technieken toe op de traditionele genres. Ondanks zijn moderne innovaties behielden Fu's landschappen de poëtische stijl die veel traditionele shan shui-werken eigen is.

### Volksrepubliek China (vanaf 1949)
Na het uitroepen van de Volksrepubliek in 1949 werden de kunstacademies onder de jurisdictie van het ministerie van Cultuur geplaatst. De nieuwe communistische regering onderwierp de Chinese kunsten aan strenge censuur. Ze moedigde de kunstenaars aan om op grote schaal socialistisch-realistische schilderijen te maken, waarvoor Xu Beihong met zijn westerse realistische portretten de basis had gelegd. In de jaren 50 stierf een groot aantal meesters van de oude generatie, waaronder Qi Baishi en Huang Binhong. Anderen vluchtten naar het buitenland, zoals Lin Fengmian en Zhang Daqian, die door veel kunsthistorici wordt beschouwd als de meest toonaangevende Chinese kunstschilder van de 20e eeuw. Olieverfschilderijen en politieke posters in blokdruk voerden de boventoon in de beeldende kunst. De politieke hervormingen hadden een eind gemaakt aan het klassenonderscheid dat sinds de Tang-dynastie zijn stempel had gedrukt op de
Chinese schilderkunst. Zo werd ruim baan gemaakt voor de anonieme kunst van de arbeidersklasse.

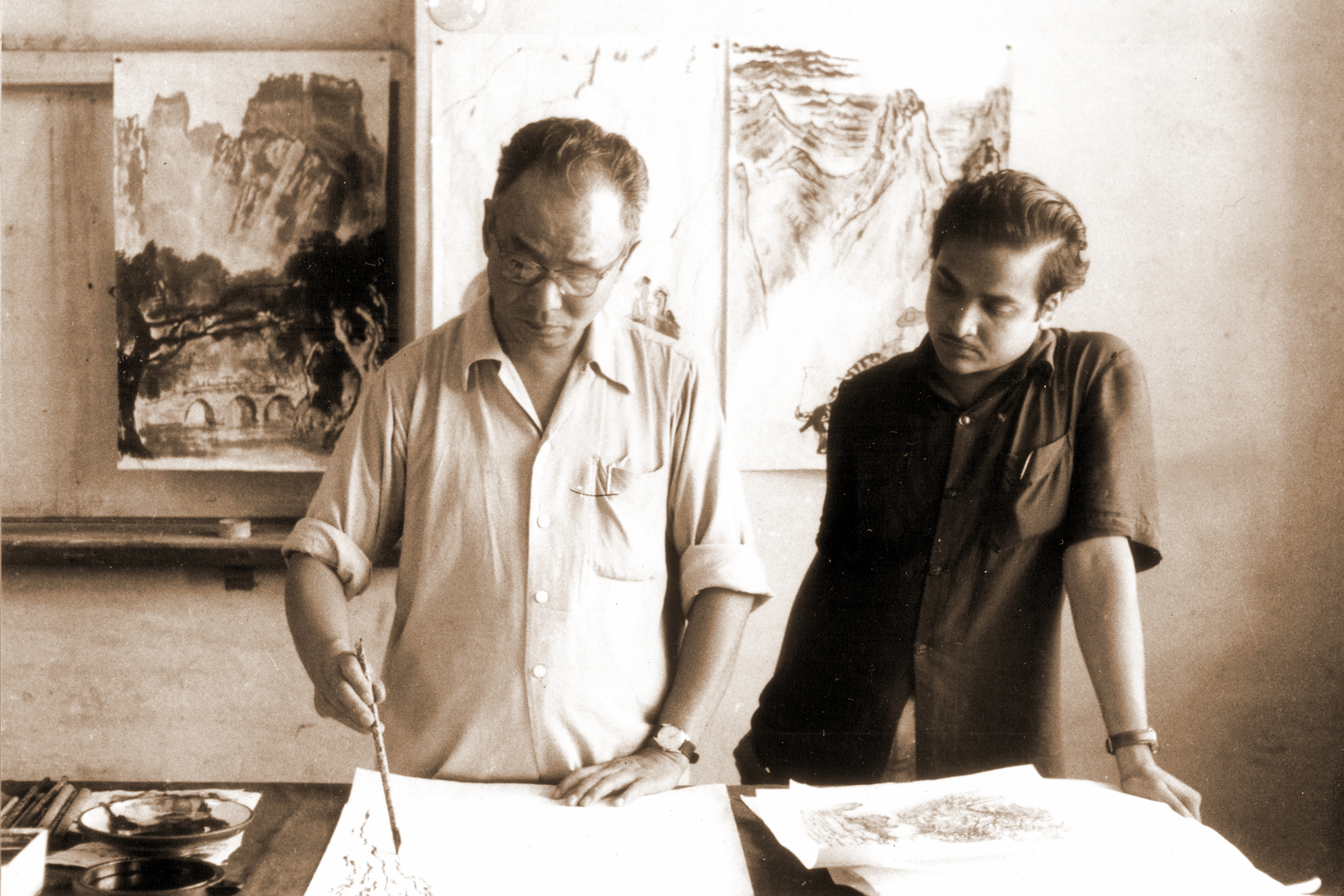
Li Keran (links) met Beohar Rammanohar Sinha in 1957

Dankzij de campagne 'Laat Honderd Bloemen Bloeien' van de Communistische Partij in 1956 en 1957 kende de traditionele Chinese schilderkunst een kleine opleving. Ook China's breuk met de Sovjet-Unie aan het begin van de jaren 60 resulteerde in een herwaardering van de nationale schilderkunst. De landschapsschilder Li Keran (1907–1989) combineerde naturalisme met de stijlen van Xu Beihong, Qi Baishi, Huang Binhong en Lin Fengmian. Cheng Shifa (1921–2007) van de Shanghai-school schilderde politiek getinte portretten van de laagste klassen. Tijdens de Culturele Revolutie van 1966 tot 1976 werden de kunstacademies echter gesloten. Kunsttentoonstellingen werden verboden en een groot aantal schilderwerken werd vernietigd op last van het politbureau, dat onder leiding stond van Mao's vrouw Jiang Qing.
Na Mao's overlijden en de arrestatie van de Bende van Vier in 1976 werden de kunstacademies weer geopend. In de jaren 80 verminderde Deng Xiaoping de controle over de kunsten, zodat er meer ruimte voor het experiment kwam. De socialistisch-realistische propaganda maakte plaats voor olieverfschilderijen die daadwerkelijk realistisch genoemd konden worden. Dankzij uitwisselingsprogramma's werden steeds meer westerse invloeden geïntroduceerd, maar de waardering voor de traditionele Chinese schilderkunst bleef bestaan. Kunstenaars als Li Keran, Huang Yongyu (1924) en Wu Guanzhong (1919–2010) trachtten de Chinese schilderkunst met nieuwe motieven en technieken naar een hoger niveau te tillen.

#### Rond de eeuwwisseling
In de tweede helft van de jaren 80 ontstond een avant-gardistische stroming die almaar gewaagdere kunst voortbracht, zoals naakten in olieverf en maatschappijkritische kunstwerken. In 1989 maakte de politie een eind aan een tentoonstelling waarin installatiekunst en drukwerk de draak staken met de regering. Na de dood van honderden protestanten tijdens het Tiananmenprotest op 4 juni vluchtten diverse gerenommeerde kunstenaars het land uit. Kunstschilders die in China bleven ontwikkelden nieuwe maatschappijkritische kunstvormen, zoals cynisch realisme en politieke pop, een Chinese variant op het westerse popart. Wang Guangyi (1957) combineerde Rode Garde-propaganda met kapitalistische beelden als het logo van Coca-Cola.

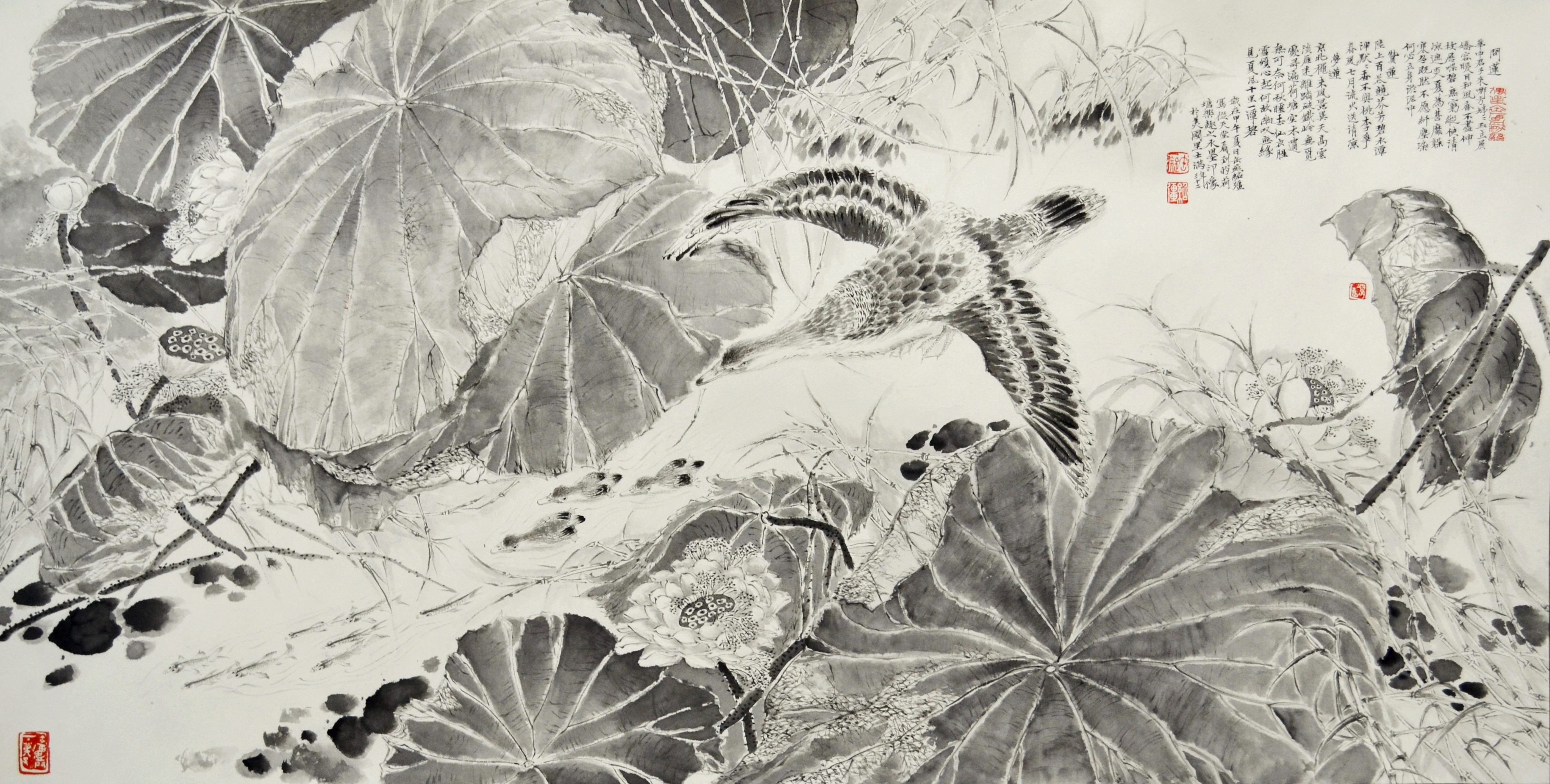
Plezier in de Lotusvijver gezien vanuit de lucht door Shaoqiang Chen

Bij het naderen van de eeuwwisseling ontwikkelde de Chinese schilderkunst zich in een relatief liberaal klimaat. Meer kunstenaars verwierpen het idee dat kunst een politieke of maatschappelijke functie heeft en omarmden het principe van "kunst om de kunst". Het realisme was een van de prominentste kunststijlen, maar er werd ook geëxperimenteerd met het kubisme en het expressionisme. Daarnaast werd ook de traditionele kunst verder ontwikkeld. Het belang van het traditionele erfgoed en de positieve invloed van westerse invloeden werden door kunsttheoretici en kunstenaars onderstreept tijdens de Shanghai Biënnale van 2000. Deze combinatie bleef een belangrijk kenmerk van de 21e-eeuwse Chinese kunst. Zo combineerde Shaoqiang Chen (1981) technieken van de Song- en Yuan-meesters met westerse innovaties als het vogelperspectief.

## Invloed
De cultuur van China vormde eeuwenlang de moedercultuur van Oost-Azië. Elementen van de Chinese schilderkunst zijn terug te vinden in Vietnam, dat tot 1010 deel uitmaakte van China, en ook in andere gebieden binnen de sinosfeer, zoals Korea, Tibet en Japan.

### Koreaanse schilderkunst

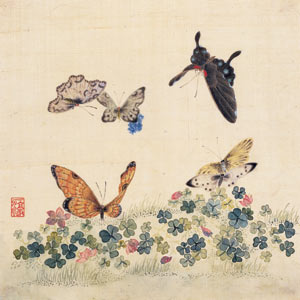
Hwajeopdo, Koreaanse vogel- en bloemschildering door Nam Gye-u (1811–1888)

De Koreaanse schilderkunst is zowel door het aangrenzende China als door Japan sterk beïnvloed. De Chinese invloed deed zich reeds in de Koreaanse prehistorie sporadisch gelden, maar nam in 108 v.Chr. significant toe toen de Han-dynastie delen van Noordwest-Korea koloniseerde. Ook Koreaanse kunstwerken uit latere periodes tonen Chinese invloeden. Zo vertonen de vloeiende lijnen en felle kleuren op muurschilderingen uit het koninkrijk Koguryo (37 v.Chr.–668) veel gelijkenis met de taoïstische kunst uit de periode van de Zes Dynastieën.
Tijdens de Goryeo-dynastie (918–1392) onderhield Korea hechte culturele banden met China en werd de schilderkunst beïnvloed door de verfijnde en decadente academische stijl van de Song-dynastie. Tot het einde van de 16e eeuw werd de Koreaanse schilderkunst gedomineerd door hofschilders. Zij schilderden voornamelijk landschappen in de noordelijke landschapsstijl en andere stromingen binnen de Noordelijke School, zoals de Ma-Xia-school en de Zhe-school. De yangban, de Koreaanse tegenhanger van de literati, wijdden zich veeleer aan het schilderen van de Vier Edellieden en vogel- en bloemmotieven. Vanaf het begin van de 17e eeuw werden zij ook beïnvloed door landschapsmeesters van de Zuidelijke School, zoals Mi Fu, Ni Zan, Huang Gongwang, Shen Zhou en Wen Zhengming.
Na invasies van de Mantsjoes en Qing-China kreeg de schilderkunst van de yangban een uitgesprokener Koreaans karakter. Zij legden hun focus op het landschap en het dagelijks leven van hun land. De hofschilders volgden de academische stijl van het Qing-hof. De expressieve kunst van de Chinese individualisten vond derhalve weinig navolging in Korea. Vanaf de 19e eeuw kwam de Koreaanse schilderkunst steeds meer onder invloed van westerse stijlen en technieken, net als het geval was in China.
Ondanks de buitenlandse invloeden heeft de Koreaanse schilderkunst enkele kenmerkende eigenschappen behouden. Ze onderscheidt zich vooral door haar naturalistische afbeeldingen zonder onnodig vertoon van artistieke vaardigheden. De kunstenaar accepteert de natuur zoals hij die aantreft. Hij gebruikt geen objecten om lege ruimtes te vullen, waardoor een Koreaans schilderwerk vaak veel wit vertoont. De nadruk ligt niet op beweging of ritme, maar op een stille innerlijke harmonie.

### Tibetaanse schilderkunst

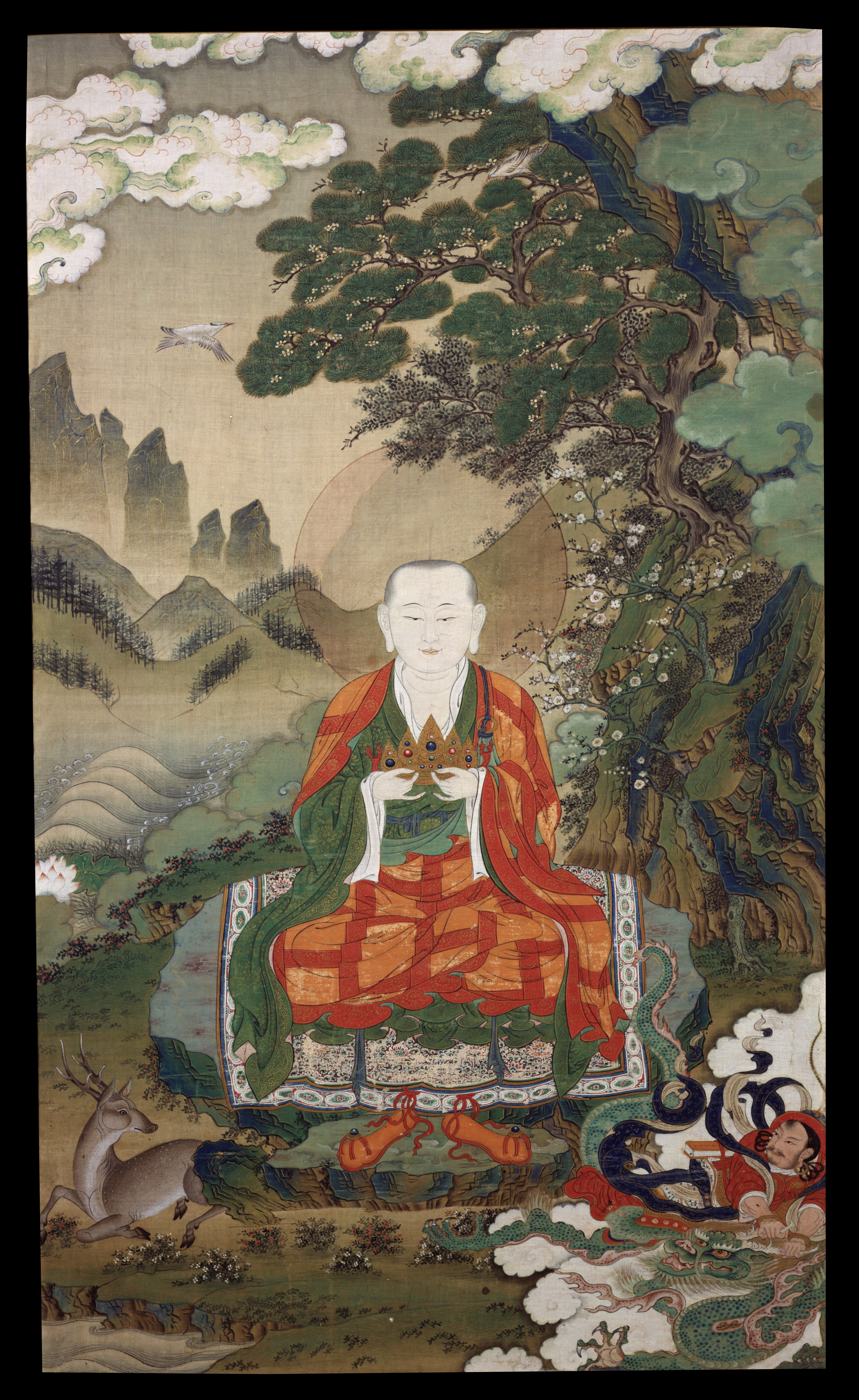
Een Tibetaans portret van Rahula, de zoon van Siddhartha Gautama Boeddha (16e eeuw). Deze arhat-schildering toont de invloed van shan shui.

De Tibetaanse schilderkunst onderscheidt zich op diverse terreinen van die van China. Van het einde van de 8e eeuw tot in de 20e eeuw was ze voornamelijk religieus van aard. Onder invloed van het Tibetaans boeddhisme werd schilderkunst als een middel gezien om verlichting te bereiken. De nadruk lag op devotie en aan esthetische aspecten en expressie werd minder aandacht besteed. Andere verschillen met de Chinese schilderkunst zijn de voorkeur voor tweedimensionale figuren, het gebruik van fellere kleuren en portretten die vrijwel uitsluitend religieuze figuren uitbeelden.
De Tibetaanse schilderkunst werd tot in de 14e eeuw vrijwel uitsluitend beïnvloed door gebieden met min of meer identieke geloofsopvattingen, zoals India, Nepal, Kasjmir en de overwegend boeddhistische Tangut van de Westelijke Xia-dynastie. Tijdens de periode van de Mongoolse Yuan-dynastie was er sprake van enige uitwisseling tussen Tibetaanse en Chinese kunstenaars en werd de Tibetaanse schilderkunst voor het eerst enigszins door China beïnvloed. De Nepalese kunstenaar Araniko (1244–1306) werd aan het hof van Koeblai Khan de belangrijkste autoriteit op het gebied van kunst. Zijn voornaamste verdienste ligt op het gebied van de architectuur. Hij heeft echter ook opdracht gegeven voor een aantal schilderijen waarin Tibetaans-boeddhistische motieven het thema zijn en waar een zekere Chinese invloed in te vinden is.
Bezoeken van Tibetaanse kunstschilders aan China leidden tot verdere beïnvloeding. Tibetaanse kunstenaars kopieerden bijvoorbeeld Chinese afbeeldingen van arhats. Deze werden gemaakt door Chinese schilders die zich verbonden voelden met het Chinees boeddhisme. De Tibetaanse schilders namen het shan shui-landschap op de achtergrond over en portretteerden daarin godheden uit het Tibetaanse pantheon. Met de introductie van de landschapselementen werden de felle kleuren vaak ingeruild voor zachte, meer natuurlijke kleuren, zoals het groen van de bomen en lichtblauw van watervallen. Ook nam een deel van de Tibetaanse kunstschilders Chinese penseeltechnieken over.
De Chinese invloed in Tibet nam na de Yuan-periode steeds meer toe en bereikte een hoogtepunt in de 18e en 19e eeuw tijdens de Qing-dynastie. De Italiaanse oriëntalist Giuseppe Tucci was de eerste die in het driedelige Tibetan Painted Scrolls een aantal wetenschappelijke verhandelingen over de Tibetaanse schilderkunst schreef. Hij noemde de Tibetaanse schilderskunst van de 18e eeuw "een provinciale echo van de Chinese sierlijke verfijning". De Chinese invloed uitte zich onder andere in het gebruik van steeds helderder en lichtere kleuren en het creëren van meer open ruimtes in de schildering.
Er ontstonden in Tibet diverse door China beïnvloede schildersstromingen. Het onderscheid tussen die stromingen lag niet zozeer in de artistieke verschillen, maar werd veeleer bepaald door de geestelijke traditie binnen het Tibetaans boeddhisme waaraan de stroming gerelateerd was. De eerste stroming werd gegrondvest door Chöying Dorje (1604–1674) tijdens zijn gedwongen langdurige ballingschap in China en wordt de 'Karma Gar-ri' genoemd (letterlijk: 'van de Karma kagyü'). Andere stromingen waren verbonden aan het klooster Palpung in het voormalige koninkrijk Dergé in Kham. Deze stromingen kenmerkten zich tot in de 20e eeuw door minimalistische schilderingen van nauwelijks te onderscheiden landschappen gecombineerd met expressieve figuren die in de compositie lijken te zweven.

### Japanse schilder- en prentkunst
De Japanse kunst heeft zich tot de Asukaperiode (538–710) zelfstandig ontwikkeld. Sindsdien werden er regelmatig Chinese kunstwerken geïmporteerd en maakten Japanse kunstenaars een studie van de verschillende Chinese stijlen en technieken. De muurschilderingen in de tempel Horyu-ji in Ikaruga behoren tot de vroegste bewaard gebleven schilderingen van de Naraperiode (710–794). De stijl van deze boeddhistische afbeeldingen komt overeen met de Chinese schilderstijl uit de Periode van de Zestien Koninkrijken (316–439). In het midden van de Naraperiode kwam de Kara-e-stijl tot bloei, wat letterlijk 'Tang-schilderkunst' betekent. Zij had tot in de vroege Heianperiode (794–1185) een prominente plaats in de Japanse schilderkunst.
In het begin van de Muromachiperiode (1333–1573) werd de vogel- en bloemschilderkunst in Japan geïntroduceerd, waar het kachō-ga (花鳥画) of kachō-e (花鳥絵) wordt genoemd. Ook kwam de Japanse schilderkunst onder invloed van de Chinese chán-schilderkunst. Het Japanse equivalent, suibokuga of sumi-e genoemd, werd de dominante kunstvorm in deze periode. De zen-monniken Tenshō Shūbun (1414–1463) en Sesshū Tōyō (1420–1506) combineerden de chán-schilderkunst met de stijl van de Ma-Xia-school en ontwikkelden zo een Japans equivalent van shan shui, sansuiga genoemd. Kunstenaars van de Kanō-school verwierven een reputatie met decoratieve suibokuga-schilderingen van machtige dieren en andere onderwerpen. Zij gebruikten mist, wolken en water om diepte te suggereren, een typisch kenmerk van de Chinese schilderkunst.
Toen de macht van de samoerai in de vroege Edoperiode (1603–1868) afnam, kwam er steeds meer belangstelling voor de verfijnde en lieflijke vogel- en bloemschilderstijl. Rijke handelslieden verlangden kachō-ga-schilderingen van bloemen en zachtaardige dieren in een uitgebalanceerde compositie. Vogel- en bloemmotieven werden vanaf de 18e eeuw ook door meesters als Katsushika Hokusai (1760–1849), Ando Hiroshige (1797–1858) en Kawase Hasui (1883–1957) verwerkt in de ukiyo-e-houtdrukkunst. Een derde belangrijke ontwikkeling in de Edoperiode was de opkomst van het Bunjinga-genre, het equivalent van de Chinese Zuidelijke School. De eerste Bunjinga-kunstenaars imiteerden de literati-schilderkunst van de Yuan-dynastie. Later werd deze stijl vermengd met de Japanse scholen en werden de schilderingen kleurrijker.

### Westerse schilderkunst
In tegenstelling tot de decoratieve kunsten heeft de Chinese schilderkunst relatief weinig invloed uitgeoefend op die van het Westen. Eén reden hiervoor is dat ze tot en met de 18e eeuw relatief onbekend bleef. Europese missionarissen die aan het keizerlijk hof schilderden keerden zelden terug. Voorbeelden van Chinese schilderkunst bereikten Europa voornamelijk in de vorm van beschilderd porselein, een te beperkend medium om een goed beeld te geven van de schilderkunst. De enkele werken op zijde of papier die Europa bereikten waren voornamelijk van de hand van hofschilders. Hun kunst was minder representatief voor de Ming- en Qing-kunst dan de literati-schilderkunst, maar literati hadden weinig interesse om buitenlanders in te wijden in hun visie op de kunst.
Een andere reden voor de geringe invloed was de houding van veel Europese kunstenaars. Zij vonden hun schilderkunst te belangrijk om bloot te stellen aan exotische invloeden. Bovendien bleef de Chinese schilderkunst lange tijd onbegrepen. De missionarisschilder Matteo Ricci schreef bijvoorbeeld: "Ze weten niet hoe ze met olie moeten schilderen of schaduwen moeten aanbrengen. Al hun schilderijen zijn dood en levenloos." De Chinese schilderkunst verschilde dus dermate met die van het Westen, dat de impact oppervlakkig en beperkt bleef.

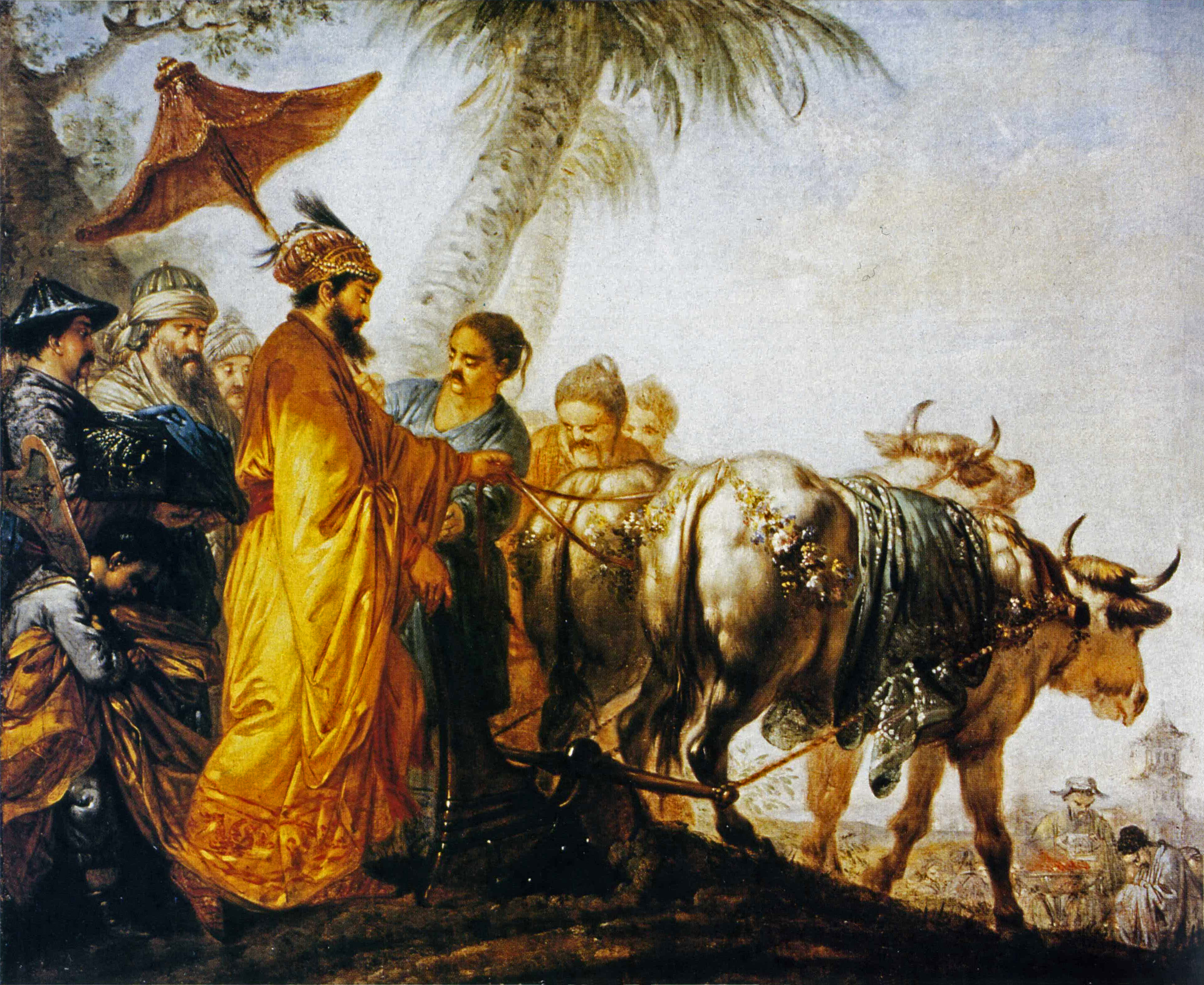
De keizer van China maakt de eerste vore ter ere van de landbouw (ca. 1770) door Bernhard Rode

Midden 18e eeuw waren Chinese motieven populair in de westerse schilderkunst. Er was veel belangstelling voor Chinese gebruiken, zoals de jaarlijkse ceremonie waarin de keizer de eerste vore ploegt. Rond 1770 beeldde de Berlijnse kunstenaar Bernhard Rode de ceremonie af op De keizer van China maakt de eerste vore ter ere van de landbouw. Het schilderij toont de ploegende keizer, omringd door zijn hofhouding en op de achtergrond een pagode. Rode trachtte de Chinese stijl zo dicht mogelijk te naderen door overdreven felle kleuren te gebruiken en een bijna etherische compositie. Dit werk behoort tot de eerste zeldzame pogingen om Chinese stijlen te assimileren in de westerse kunst.
De Japanse schilderkunst heeft aanzienlijk meer invloed op het Westen gehad. Vanaf de tweede helft van de 19e eeuw deden Japanse invloeden hun intrede in het impressionisme. Ukiyo-e was een inspiratiebron voor kunstenaars als Vincent van Gogh, Claude Monet, Henri de Toulouse-Lautrec en Émile Bernard. Zij verwerkten kenmerken die typisch Chinees waren, zoals vogel- en bloemschilderingen, een asymmetrische compositie en het ontbreken van perspectief en schaduw. De invloed van China op de westerse schilderkunst was hierdoor voornamelijk indirect.

## Collecties

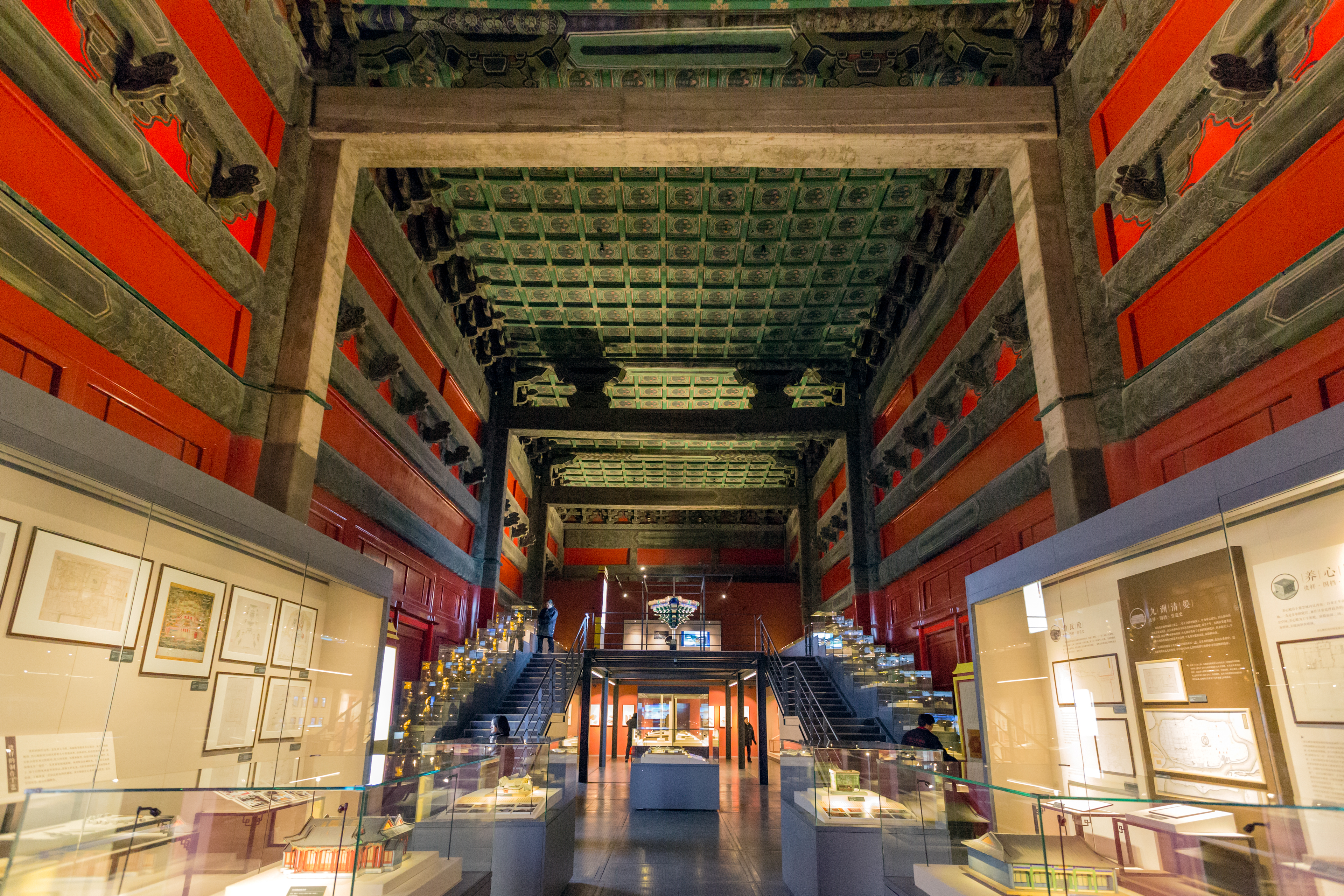
Het Paleismuseum in de Verboden Stad huisvest de grootste collectie Chinese schilderkunst.

De grootste collectie Chinese schilderkunst bevindt zich in het Paleismuseum in de Verboden Stad. Het huisvest ongeveer 50.000 schilderwerken, waarvan een groot deel van Chinese oorsprong. Ruim vierhonderd werken dateren van vóór de Yuan-dynastie. Een ander belangrijke collectie is die van het Nationaal Paleismuseum in Taiwan. In januari 2018 bevatte het 6.580 schilderijen, die gezamenlijk ruim 1000 jaar Chinese schilderkunst bestrijken.
Relatief weinig Chinese schilderwerken hebben hun weg gevonden naar musea buiten Oost-Azië. Het westen toonde lange tijd weinig interesse. Een andere reden is de hoge status die schilderkunst in China heeft. Kunstwerken worden daarom zelden verkocht of uitgeleend. Een van de kostbaarste stukken van het Nationaal Paleismuseum is Woning in de Fuchun-bergen door Huang Gongwang. Een deel van deze handrol bevindt zich echter in het Provinciaal Museum Zhejiang in China. De Chinese regering claimt de eigendom van alle kunststukken die in 1949 door de Kwomintang naar Taiwan werden gebracht, waaronder Huangs meesterwerk. In 2011 werd toestemming gegeven om het ontbrekende deel voor enkele maanden naar Taiwan te zenden en was het landschap voor het eerst sinds ruim drieëneenhalve eeuw compleet te bezichtigen.
De eeuwenoude gewoonte van Chinese kunstenaars om oude meesters te kopiëren maakt het moeilijk om de authenticiteit van elk schilderwerk te bepalen. Veel werken zijn bovendien vervalst. Zhang Daqian had hierin een groot aandeel. Hij kopieëerde bestaande werken en vervalste verloren schilderwerken op basis van oude catalogusbeschrijvingen. Curator Joseph Chang van het Sackler Museum vermoedt dat veel gerenommeerde kunstcollecties Zhangs vervalsingen bevatten.

## Canons
Chinese geschiedschrijvers en kunstcritici hebben door de eeuwen heen diverse canons van kunstschilders geformuleerd. Deze noemen meestal de belangrijkste vertegenwoordigers van een specifieke periode, gebied of stroming. Hieronder volgt een overzicht van enkele bekende voorbeelden.
| Canon                                   | Samenstelling | Omschrijving |
| --------------------------------------- | --- | --- |
| Drie Meesters van de Noordelijke Song   | - Guan Tong (actief: ca. 907–923) - Li Cheng (919–967) - Fan Kuan (ca. 960–1030) | Belangrijke vertegenwoordigers van de noordelijke landschapsstijl die reeds in de periode van de Vijf Dynastieën actief waren. |
| Drie Meesters van de Vroege Song        | - Li Cheng (919–967) - Dong Yuan (ca. 934–ca. 962) - Fan Kuan (ca. 960–1030) | Kunstenaars die richting gaven aan de shan shui-landschapskunst aan het begin van de Song-periode, zowel in het noorden als het zuiden van China. |
| Twee Mi's                               | - Mi Fu (1051–1107) - Mi Youren (1086–1165) | Zowel Mi Fu als zijn zoon Mi Youren stonden bekend om hun kalligrafieën en eenvoudige, wazige berglandschappen. Hun innovatieve penseeltechnieken staan bekend als de 'Mi-landschapsstijl'.                                                                                          |
| Vier Meesters van de Zuidelijke Song    | - Li Tang (1050–1130) - Liu Songnian (1174–1224) - Ma Yuan (ca. 1160–1225) - Xia Gui (ca. 1180–1224) | Hofschilders uit de Noordelijke School. Li Tangs asymmetrische berglandschappen vormden een link tussen de noordelijke landschapsstijl en de Ma-Xia-school van Ma Yuan en Xia Gui.                                                                                                   |
| Vier Meesters van de Yuan-dynastie      | - Huang Gongwang (1269–1354) - Wu Zhen (1280–1354) - Ni Zan (1301–1374) - Wang Meng (1308–1385) | Landschapsschilders uit de Zuidelijke School die met hun vernieuwende penseeltechnieken een grote invloed hadden op de ontwikkeling van de literati-schilderkunst. |
| Vier Meesters van de Ming-dynastie      | - Shen Zhou (1427–1509) - Wen Zhengming (1470–1559) - Tang Yin (1470–1523) - Qiu Ying (ca.1494–ca.1552) | Bevriende schilders met uiteenlopende achtergronden. Ze worden ook wel de 'Vier Meesters van de Wu-school' genoemd, een stroming waarvoor Shen Zhou de basis legde. |
| Negen Vrienden van de Schilderkunst     | - Dong Qichang (1555–1636) - Cheng Jiasui (1565–1643) - Li Liufang (1575–1629) - Bian Wenyu (ca. 1576–1655) - Shao Mi (ca. 1592–1642) - Yang Wencong (1596–1646) - Wang Shimin (1592–1680) - Wang Jian (1598–1677) - Zhang Xuezeng (17e eeuw) | Landschapsschilders van de expressieve Zuidelijke School uit Zuid-China. De invloedrijkste vertegenwoordigers waren Dong Qichang, Wang Shimin en Wang Jian. |
| Zes Meesters van de vroege Qing-periode | - Yun Shouping (1633–1690) - Wu Li (ca. 1632–1718) - Wang Shimin (ca. 1592–1680) - Wang Jian (ca. 1598–1677) - Wang Yuanqi (1642–1715) - Wang Hui (1632–1717)                                                                                 | Kunstschilders uit de orthodoxe tak van de Zuidelijke School, die in navolging van Dong Qichang voortborduurden op de expressieve Yuan-stijl. Yun Shouping was een bloemenschilder, de overige vijf landschapsschilders.                                                             |
| Vier Wangs                              | - Wang Shimin (ca. 1592–1680) - Wang Jian (ca. 1598–1677) - Wang Yuanqi (1642–1715) - Wang Hui (1632–1717) | De belangrijkste landschapsschilders uit de bovenstaande canon, die alle vier tot dezelfde familie behoorden. |
| Vier Monniken                           | - Hong Ren (1610–1664) - Bada Shanren (1626–1705) - Shitao (1642–1707) - Kun Can (1612–1673) | Chán-monniken die bekend waren om hun onafhankelijke en persoonlijke stijl. Ze worden vaak samen met de Vier Wangs genoemd om het verschil te tonen tussen de progressieve en orthodoxe tak van de Zuidelijke School.                                                                |
| Vier Meesters van Anhui                 | - Hong Ren (1610–1664) - Zha Shibiao (1615–1698) - Sun Yi (fl. 1630-1650) - Wang Zhirui (?–1657) | Landschapsschilders uit de Anhui-school of Xin'an-school, bekend om hun afwijkende schildertechnieken. Hun spaarzame berglandschappen in droge penseelstreken vertonen de eigenaardige landschapskenmerken van de provincie.                                                         |
| Acht Meesters van Jinling               | - Gong Xian (ca. 1618–1689) - Fan Qi (1615/1616–ca. 1694) - Ye Xin (actief ca. 1650–1680) - Zou Zhe (1636–ca. 1708) - Gao Cen (actief rond 1670) - Hu Zao (actief 1681) - Wu Hong (actief ca. 1670–1690) - Xie Sun (actief 1679)              | 17e-eeuwse kunstenaars uit Jinling, het huidige Nanjing. Veel van hen waren, net als de Vier Monniken, Ming-loyalisten en waren na de machtsovername van de Qing-dynastie naar Jinling gevlucht. De bekendste meester uit de groep is de landschapschilder Gong Xian.                |
| Acht Excentriekelingen van Yangzhou     | - Wang Shishen (1686–1759) - Huang Shen (1687–1772) - Li Shan (ca. 1686–1756) - Jin Nong (1687–1764) - Luo Ping (1733–1799) - Gao Xiang (1688–1753) - Zheng Xie (1693–1765) - Li Fangying (1696–1755)                                         | Belangrijke vertegenwoordigers van de Yangzhou-school, een progressieve stroming binnen de Zuidelijke School. Hun vogel- en bloemschilderingen en expressieve portretten waren in ongebruikelijke penseeltechnieken uitgevoerd en werden door tijdgenoten als excentriek bestempeld. |
| Vier Kleine Wangs                       | - Wang Yu (1662-1750) - Wang Su (actief 1733-1786) - Wang Jiu (1745-1798) - Wang Chen (1720-1797) | Nazaten van de oorspronkelijke Vier Wangs, die net als zij nauwgezet de landschapsstijl van de Yuan-dynastie kopieerden. |
| Vier Rens                               | - Ren Xiong (1823–1857) - Ren Xun (1835–1893) - Ren Bonian (1840–1896) - Ren Yu (1853–1901) | Naaste familieleden uit de provincie Zhejiang die een belangrijke invloed hadden op de Shanghai-school. |